# Música de la dècada del 2000

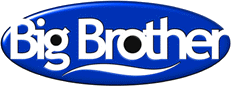
La franquícia Star Academy és un reformulació del Big Brother transformat en un fenomen global a la dècada dels 2000.

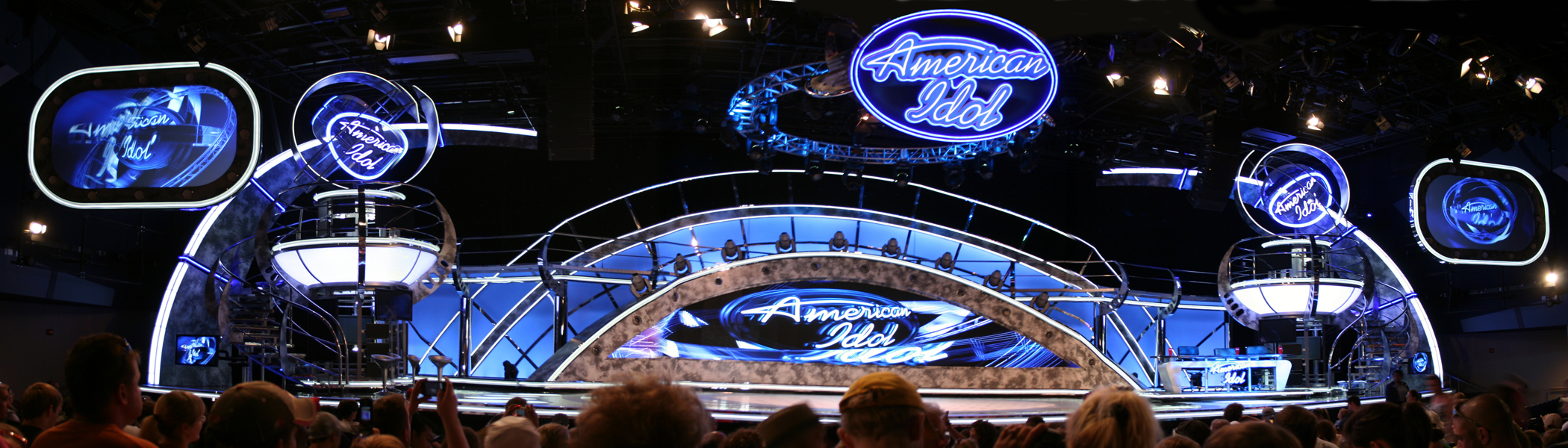
Plató de televisió d'American Idols

Logotip de Popstars

La música de la dècada del 2000 es caracteritza per l'expansió de gèneres com el pop, el rap, el R&B i el rock, així com l'aparició de noves tendències com el reguetó i el nu metal. A més, va ser una dècada de transició tecnològica, amb la revolució digital que va canviar la manera de produir, distribuir i escoltar música. La televisió i internet van tenir un paper fonamental en la popularització d'artistes, amb formats com Popstars i Factor X.

## Context
La música de la dècada dels 2000 abasta la música produïda entre el 2000 i l'any 2009. Inclou els principals corrents, amb els protagonistes, la seva descripció, exemples i la contextualització corresponent. Hi ha igualment un viatge per les principals tendències musicals de cada continent. Es pot revisar doncs quin tipus de música es produïa a Europa, l'Àsia, l'Àfrica o Amèrica, l'efecte i l'abast que van tenir, dins com fora, amb els seus protagonistes, el seu context i la seva descripció nodrida, d'exemples corresponents.
Globalment es podria dir que hi ha una certa continuïtat a la música pop degut el gènere boysband i girlsband. L'article parla d'una segona generació d'aquest format que va continuar abraçant tot el planeta amb grups a Amèrica (Supernova, Bandana, Sugabages), Europa (L5, Nonstop, XXL, E.M.D), Àsia (The Wasabies, Viva) o l'Àfrica (101, Jamali, Blu3). La música pop es torna electro i enceta diàleg amb l'R&B, tornat popular, així com aquest dialoga amb el pop. L'èxit del single Music de Madonna, de tall electro, exerceix influència, però la música al món àrab i indi també. En són les causes principals. La música àrab va fer gira mundial arribant a llocs abans d'això inaudits com ara el Brasil (Amèrica) o França (Europa). Torna el pop-rock gràcies a artistes d'skate punk com l'Avril Lavigne o blink-182. La música rock produeix principalment emo i nu metal. Malgrat el domini de l'R&B i el hip-hop, la música rock encara era popular, en gèneres alternatius, tot i que més localitzada. És el cas del post-grunge, el post-britpop, el pop punk, el post-hardcore, el metalcore i, en alguns casos, l'indie rock. Els programes de telerealitat, d'altra banda, són les fàbriques a escala global de bona part de la música produïda aleshores. Es tornen en un fenomen social que s'exporta a tot el planeta amb versions i reformulacions del mateix format. El hip hop enceta una nova etapa degut en part a Eminem o 50 Cent, Akon, Usher, entre més, mentre que l'eurodance i el continent europeu en general exporten música electrònica. Per exemple, s'inventa el grime al Regne Unit, la Tektonick a Valònia, mentre que el chillwave es popularitza als Estats Units.
Les mutacions que hi va haver a la música d'arreu del món durant la dècada dels anys 2000 són degudes a canvis majors en l'àmbit econòmic. Hi va haver una acceleració més notable de la globalització que havia anat guanyant terreny amb la caiguda del mur de Berlín. Així el continent asiàtic s'incorpora progressivament a la música pop, rock o dance, que havien estat practicades a les dècades anteriors a Occident, però, justament, prohibides al bloc soviètic. A més a més, els efectes de la Primera Revolució Digital canviaren el teixit econòmic d'arreu del món. Un dels primers sectors afectats fou la indústria de la música. L'arribada d'Internet va canviar del tot la manera en com la població consumia, distribuïa i produïa música. Per això mateix les discogràfiques varen patir un daltabaix de gran cabuda dels seus beneficis. Els artistes acompanyen aleshores aquestes noves tendències del mercat amb música electrònica combinada amb pop o rock. L'arribada de la telerealitat a la televisió, producte del capital, va traslladar dels noranta als 2000 formats de grups anteriors, però també va influenciar la producció musical global, així com les mentalitats de la població en general. Exposició de les intimitats, cursa cap a la fama, etc, es va arribar a produir música de mal gust, simplement, per vendre i aprofitar-se d'un nínxol de mercat naixent.
A resultes d'això, s'observa el desenvolupament continu de programes d'enregistrament d’estudi i elements electrònics com ara l'ús de programes de correcció de to, la sintonització automàtica, que va aparèixer a finals dels anys noranta, etc. Un altre gran impacte d’aquesta dècada va ser el desenvolupament continu d'Internet i reproductors multimèdia fàcils d’utilitzar, com iTunes, i llocs web per compartir música i vídeos, com Napster o YouTube, respectivament. La popularitat del pop es va traslladar a partir dels anys noranta amb o sense la telerealitat. Per exemple, 'NSYNC, Backstreet Boys, Britney Spears o Christina Aguilera. Artistes de la música popular, com Michael Jackson, van tornar a principis de la dècada de 2000 amb el llançament del seu àlbum Invincible (2001), que va debutar al número 1 del Billboard Hot 200. L'R&B contemporani va ser un dels gèneres més populars de la dècada (especialment a principis i mitjans de la dècada), amb artistes com Usher, Alicia Keys, Beyoncé o Rihanna. L'any 2004, per exemple, el Billboard Hot-End Hot 100 tenia 15 dels 25 llocs ocupats per R&B contemporani.
Tot i que la popularitat va disminuir lleugerament, la música country va continuar registrant bones vendes. El gènere va veure sorgir nous protagonistes com Taylor Swift, Carrie Underwood o Miley Cyrus. Als mercats musicals asiàtics i de l’Extrem Orient, amb l’augment de la globalització i la difusió del capitalisme, la música es va occidentalitzar, dins el pop, el hip hop i l'R&B contemporani. La música popular nord-americana i europea es va fer més popular a Àsia. Gèneres com el J-pop i el K-pop van romandre populars durant tota la dècada, proliferant la seva influència cultural a tot l’Est i el Sud-est asiàtic. En altres parts d'Àsia, inclosa l'Índia, la música pop índia, estretament lligada a les pel·lícules de Bollywood i la música filmi, era popular al costat de la música pop occidental. A l'Amèrica Llatina, si bé l'R&B, el hip hop i el pop-rock van tenir influència i èxit, la música es deixa endur notablement pel reguetó, el qual ateny alguns èxits internacionals. El món llatí continua conquistant els Estats Units i Europa amb Jennifer Lopez, Shakira, Juanes, Ricky Martin, etc.
Als territoris de parla catalana s'assisteix a una diversificació dels gèneres. Es produeix per primer cop música pop, rock, dance, hip-hop, Heavy metal i altres gèneres en català. Molts catalans com la Gisela, Chenoa o Roser participen a la telerealitat. El programa Star Academy és fins i tot un invent de Gestmusic, empresa catalana que deté la propietat d'Endemol. La música cantada en català pateix d'invisibilitat. Hi havia animadversió institucional a Madrid contra la llengua catalana. Discogràfiques grans impedeixen els artistes catalans de cantar en llengua catalana. Les radiofórmules hispàniques no promouen cantants en llengua catalana expressament. Partits polítics espanyols miren de tancar tota ràdio o televisió que emeti contingut en català al País valencià. La població escola o voldria escoltar música en català però el sistema l'arracona. El govern del tripartit a Catalunya mira de resoldre-ho amb una llei que s'inspira dels barems que s'apliquen a la legislació francesa. La música cantada en català resorgeix. La Porta dels Somnis n'és un exemple. En paral·lel, Andorra participa al Festival d'Eurovisió que es torna altre cop popular a tot Europa, d'on surten artistes molt exitosos. El català s'escolta per primer cop a Eurovisió, després que Espanya el prohibeixi, alhora que molts artistes andorrans fan el salt a terres catalanes, amb èxits notables.

## Món

### Música de tabloide

Lady Gaga és coneguda pels seus modelets arriscats, cridaners i sovint polèmics. En una gala d'entrega de premis, s'hi presenta vestida de trossos de carn real. Era una metàfora, allò que la premsa feia d'ella, carn per a preses.

En començar el segle XXI la premsa rosa va tenir molta tirada als quiscos. Les revistes dedicades a parlar de la vida privada dels famosos van créixer en nombre a tot el planeta. En acord igualment amb la globalització, les revistes del cor troben versions per països. Així mateix la Cuore tenia la seva versió francesa, hispànica o portuguesa. La premsa sensacionalista va tenir en aquesta dècada vent a favor seu. Robert Murdock al Regne Unit va construir un imperi mediàtic amb què aconseguia manipular la població i la política a favor dels seus comptes bancaris i de la ideologia que encapçala la seva multinacional.
L'èxit dels reality xous va fer aparèixer un nou gènere de celebritat. Eren personalitats acabades de tornar-se estrelles, sense cap mena de talent particular, però amb un èxit tant o més cridaner que les velles vedets. És a dir, amb aquesta mena de programes de televisió, es va estendre una mica per tot el món la idea d'una celebritat fàcil i accessible, de forma que apareix una mica per tota la societat ganes de fer-se famós. La música acompanya aquesta tendència. Per exemple, la Jamelia cantava a Superstar les seves ganes de tornar-se una estrella o la canadenca Nelly Furtado explicava a Maneater com tothom "look at me". Amb When I Grow Up de les Pussycat Dolls les noies aprenien a guanyar autoestima per ser "in movies" o "stars". A Lucky la Britney explorava l'ambient mediàtic mentre Madonna donava la seva aportació amb Hollywood.
El mot de moda, paparazzi, és repetit a tot arreu. La premsa rosa guanya fama, bona i dolenta, amb els paparazzi. Els judicis contra aquests fotògrafs i les seves agències es multipliquen. La vida privada dels famosos ven. Un simple pit mal descol·locat ja és motiu de tertúlia a la premsa rosa. La Janet Jackson va patir els resultats d'això mateix. En Justin Timberlake li estripa el vestit en directe durant l'actuació de la Super Bowl. El pit dret li queda al descobert i la premsa sensacionalista s'hi llança com una fera sortida de la jaula, tal com fan saber els entrevistats per Nicole Krack. Com més tràgic sigui tot plegat, més diners s'aconsegueix. L'Amy Winehouse protagonitza així doncs les portades del món sencer després de sortir d'una discussió violenta amb el seu company sentimental. Les cicatrius a la cara, fan pensar que hi va haver violència física. Segons fa saber Rosella al seu reportatge, a la premsa rosa tan li feia, perquè "es permeten tot tipus de cops" i, per tant, l'important és vendre.
Per aquests episodis hi van passar molts cantants mentre que d'altres se'n varen aprofitar. La Christina Aguilera o la Rihanna publicaven fotos seves completament nues a Internet o a la premsa rosa, però, en canvi, Leny Kravitz o Lady Gaga es tornen notícia perquè en concert se'ls acaba veient els genitals. Tal com fa remarcar Rosella al seu reportatge sobre societat, tot s'hi valia. Per exemple, Justin Bieber és portada arreu del món perquè posseïa un mico no matriculat com a animal d'estima. En aquest sentit, remarca, si l'escàndol no apareix a la porta de la premsa, la premsa el cerca. Per exemple, la Britney Spears és agredida expressament per un paparazzi que buscava provocar-la. La cantant s'hi va tornar amb un paraigües, utilitzat per pegar-lo. El paparazzi filmava l'agressió contra seu per publicar-ho. Lady Gaga acaba fent d'aquests mètodes una crítica a Paparazzi (Fame, 2008). La vida privada no es respectava i el públic no hi deia res al respecte perquè ja havia vist amb el Big Brother intimitats. Es perd la noció de dret a la intimitat, a la vida privada. Amb l'aparició dels anomenats youtubers, tota aquesta permissivitat es torna norma i fins i tot els fans més anònims, aconsegueixen popularitat comentant les desgràcies o les fortunes dels seus ídols a internet.
L'interès per la fama porta productores de tota mena a endinsar-se en el món de la música per fer diners. No es tractava pas de tenir artistes de qualitat. Laura Sangrà, periodista cultural, parla d'"hipèrbole de mal gust". Prova d'això l'italiana Tata Golosa que ser popular amb els dos singles La Pastilla i Los Micrófonos. Es tractava de vendre. Els concursants del Big Brother varen sortir moltes vegades amb un disc sota el braç. És el cas de la francesa Loana que va aconseguir vendre prop de 50.000 discos amb "Comme je t'aime". No tenia talent per ser cantant. Però tenia fama, molta "cridanera", parla el seu productor a l'entrevista de Guillaume Genton, així com el presentador del programa, quan va sortir de la casa del Gran Hermano (Espanya). Alguns països feien cantar els concursants del Big Brother amb cançó col·lectiva, d'altres feien de la banda sonora del programa, un èxit de vendes.
Aleshores es varen agafar personalitats de la premsa rosa per fer-los cantar. És el cas de Tamara Falcó, de la girlband Sex Boom a la Península ibèrica o de Paris Hilton als Estats Units. Per això es parla de música de tabloide. Un exemple d'aquesta música fou el cubà Dinio amb Hasiendo el amor o la castellana Malena Gracia amb Loca. Surten fills il·legítims, fills desconeguts, dones que diuen haver estat maltractades, etc. Res de tot això és verídic. Són anònims contractats per la premsa rosa. Els fan mentir, tenen un paper, però no ho diuen al públic. Rere, la premsa rosa els paga. El cantant o la cantant són objecte, tot seguit, de persecució mediàtica. Els entrevistats per Krack Nicole apunten que era d'aquesta manera com es fabricava estrelles, se les destruïa i, tot seguit, es feia diners explicant que tot allò era mentida.

#### SingStar: sigues l'estrella

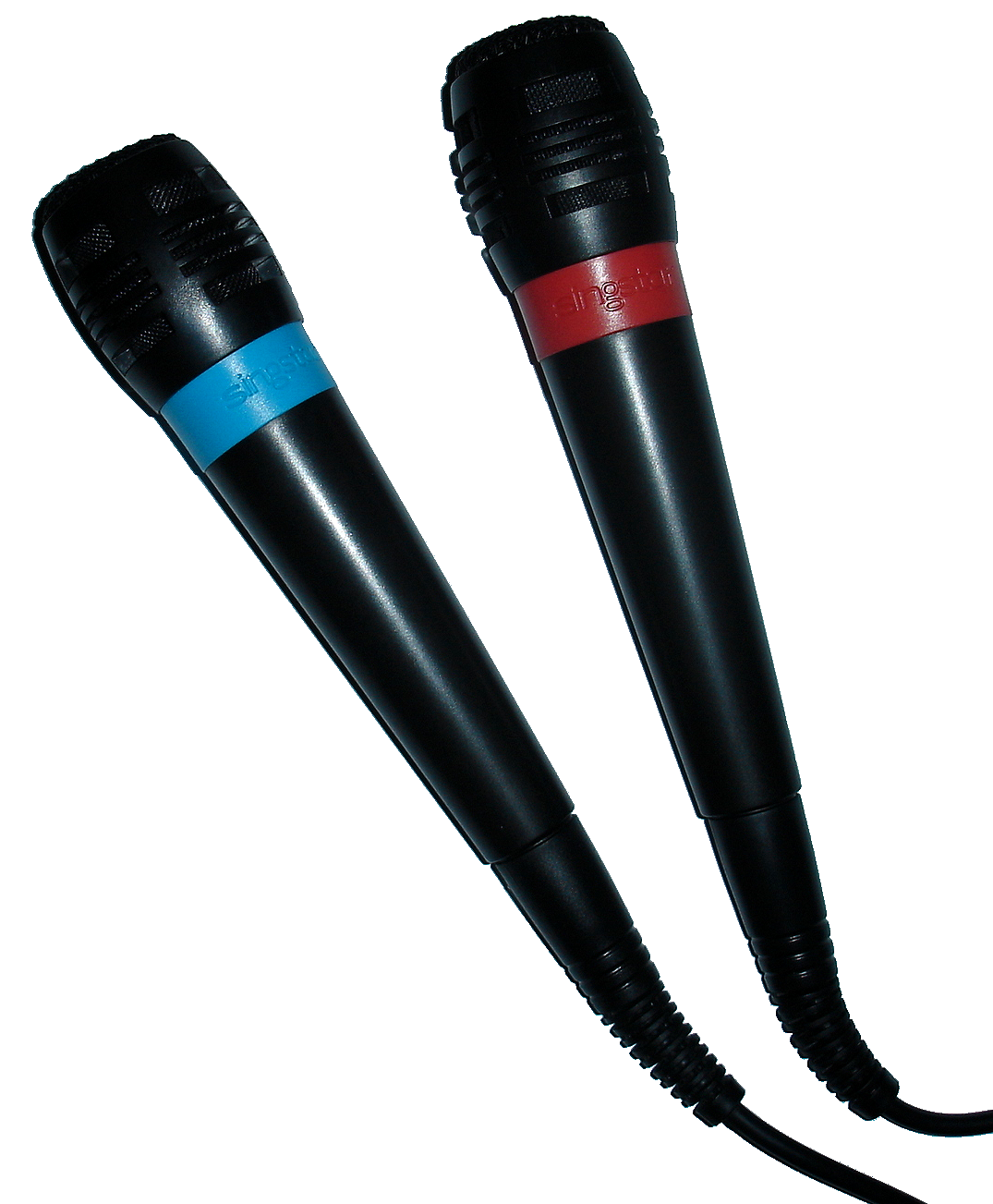
Micròfons de SingStar

L'interès per ser famós, per la celebritat fàcil, així com l'arribada del Big Brother, donen idees a les multinacionals dels videojocs. Tot ajudant-se de l'avanç tecnològic, treuen al mercat videojocs de simulació. Per exemple, SingStar o Guitar Hero. Són jocs per a consola o ordinador que vesteixen el públic amb brillants. Es tracta de simular ésser una estrella de la música pop o del rock. El primer és un karaoke, el segon és una simulació de guitarrista. Se simula la vida d'un altre i això era la imatge social de la societat, fan remarcar les entrevistes de Richard Goldgewicht.
SingStar va ser l'un dels videojocs més venuts al món. Cada temporada sortia un nou lot de músiques adaptades a aquest karaoke casolà amb què els joves, i no tant joves, miraven d'imitar les seves estrelles del pop preferides. Tot tenint aquest èxit a la mà, es va proposar que també s'hauria de donar lloc a qui preferia tocar la guitarra i vestir-se de Beatle o Metallica. És així com surt Guitar Hero.
En aquesta mateixa direcció EA Games va llançar la gamma de jocs The Sims destinada a un públic menys actiu, però imaginatiu. Gairebé retrat de la societat, el "Gran Germà" era en mans del públic mateix, que podia crear la seva pròpia família, personatges o escenaris bojos per viure-hi les aventures que potser mai haurien viscut en carn i ossos. La franquícia proposar a Natasha Bedingfield, Lily Allen, Katy Perry o les Pussycat Dolls} de traduir els seus èxits en simlish. A la gama de videojocs s'hi podia simular la vida d'una estrella del rock. En un apartament o en una casa luxosa, amb una ciutat urbana plena de gratacels, discoteques i sales de concert gegants, l'usuari podia créixer fins tornar-se en una "rockstar".

### El fenomen del Big Brother
En entrar al segle XXI un nou tipus de programa de televisió va influenciar notablement la música que es produïda a escala global. El primer programa d'aquest tipus s'anomenava Big Brother. A la seva versió espanyola, emesa a Tele 5, es va dir Gran Hermano (Espanya). Basant-se en la idea del vaticini de George Orwell en la seva famosa obra 1984, on preveia que el món seria vigilat per un Gran Germà que ho veuria tot i ho controlaria tot, la productora holandesa Endemol (comprada l’any 2000 per Telefónica per 915.000 milions de pessetes) va dissenyar un concurs on un grup de voluntaris viurien aïllats durant tres mesos en d’una casa farcida de càmeres de televisió, de manera que els televidents podrien assistir en directe a la convivència d’aquestes persones en tot aquest període.
En síntesi, i comptant prèviament amb el consentiment dels participants, que renunciaven al contacte amb el món extern durant tres mesos, seria com el gran germà d’Orwell però en versió casolana, i a l’altra banda de la càmera no hi hauria cap ésser totpoderós, sinó l'audiència que podria observar, amb tota mena de detall, com vivien, què deien, què feien, què menjaven, com es dutxaven i quina mena de relacions establien entre ells. Seria també l’audiència qui, amb les seves votacions, aniria decidint cada setmana quin concursant era eliminat.
El Big Brother va començar abans als Països Baixos i Alemanya, on ben aviat van tenir un notable èxit d’audiència. A Espanya va arribar el 24 d’abril, també amb una acollida excepcional. Posteriorment se’n van fer a Itàlia, a la Gran Bretanya i als Estats Units, l’únic país on no va tenir el resultat esperat. A la resta de llocs, les vivències dels concursants, especialment les sentimentals i les sexuals, van generar audiències de rècord. Per posar un exemple, la versió francesa, Loft Story, emesa pel canal M6, va registrar un 50% d'audiència, és a dir, la meitat del país es troba aleshores davant la televisió per saber qui és el guanyador de la primera edició.
El format passa a ser conegut com a "reality show" i és presentat al públic com a experiència sociològica. La successió de derivades d'aquest programa com ara un Big Brother en un bus, amb un bar, en una granja, en un castell, en un loft, en una illa, etc, ha donat peu a parlar de xous d'impacte. Però aquesta apel·lació és recent. En aquella època tothom parlava de reality xou.

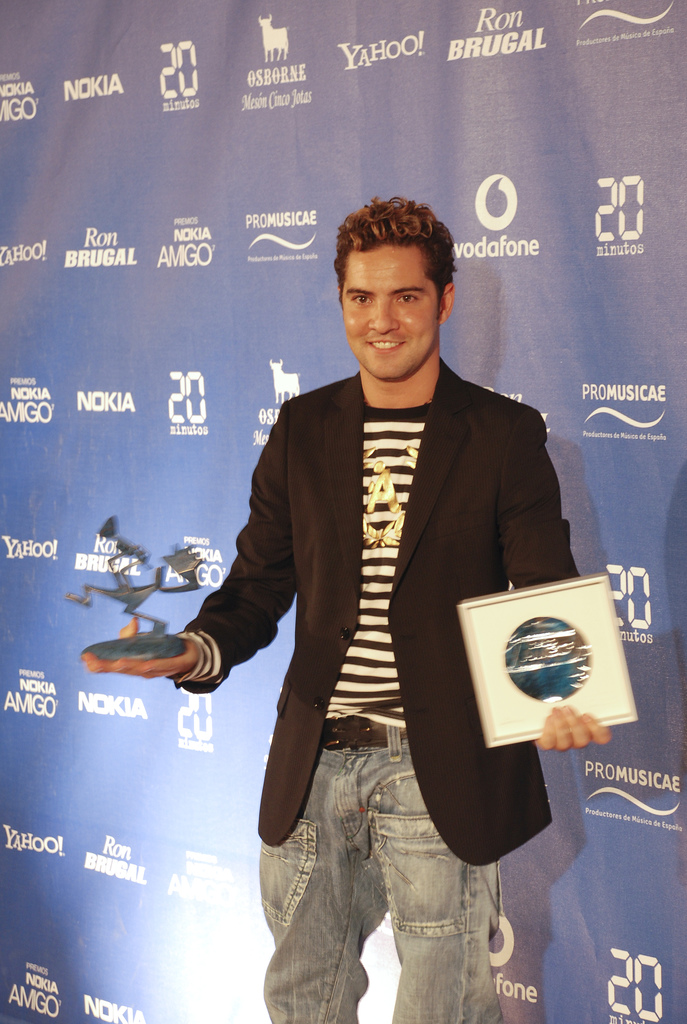
David Bisbal, 2007. Posa de moda la pirueta.

Les bones audiències empenyen Endemol i Gestmusic a tornar a repensar un reality nou. Des de Gestmusic es va voler que els concursants fessin alguna cosa dins la casa. Es volia repetir l'experiència i perllongar els guanys que sortien dels candidats, un cop havien passat per la "casa" del Big Brother. El resultat final pren nom de Star Academy però segons el país, canviava l'apel·latiu del programa. De fet, a la pràctica, Star Academy va expandir-se sota dos models. Hi havia el model català, proposat per Gestmusic, que prenia nom d'Operación Triunfo, Operação Triunfo, Operacija Trijumf o Operazione Trionfo, segons el lloc (abreujat OT), i el model neerlandès, Star Academy (abreujat Star Ac) que assumia algunes variables com Fame, Fame Factory o Academy Fame, segons l'indret en què s'havia venut la franquícia.
El principi era exactament el mateix que el Big Brother. Dins una casa, que a la versió francesa era un castell, s'internava uns 15 a 20 concursants, tots amb bona veu, preseleccionats en un càsting, havent de viure plegats, davant les càmeres, aïllats del món, amb professors de cant, ball i música. L'objectiu, prou evocador a la versió proposada per Gestmusic, crear el proper "triomf", és a dir, les properes estrelles de la música pop. Era una missió triomf. Les audiències de la versió realitzada a Espanya ja indica prou bé el seu èxit. S'hi va registrar fins a un 80% de share. Allò que havia de ser una simple adaptació a la catalana a Espanya, es va tornar en un fenomen social, amb dret a pel·lícula pròpia. La mateixa premsa i societat varen acaronar els concursants amb noms de pila: els triunfitos, rínxols d'or, etc.
El programa enceta una nova fase en la història de la música. Per primer cop la música contemporània no s'explica exclusivament des d'un punt focal, com varen ser els Estats Units i les illes britàniques, sinó que la producció d'estrelles per cada país, porta obligatòriament a eixamplar la mirada i revisar els èxits pop, rock, rap o dance per cada país, per cada continent del planeta. En efecte, OT es va vendre a Vietnam, els Estats Units, Ucraïna, Turquia, Rússia, Romania, Polònia, les Filipines, els estats balcànics, com ara Sèrbia, Croàcia o Montenegro, el Kazakhstan, l'Índia, Ruanda, França, Bulgària, Canadà, Xipre, Hongria, l'Argentina, Xile, Itàlia, Portugal, Mèxic, Perú, Macedònia del Nord, Bolívia, Alemanya, el Regne Unit, Grècia, etc.

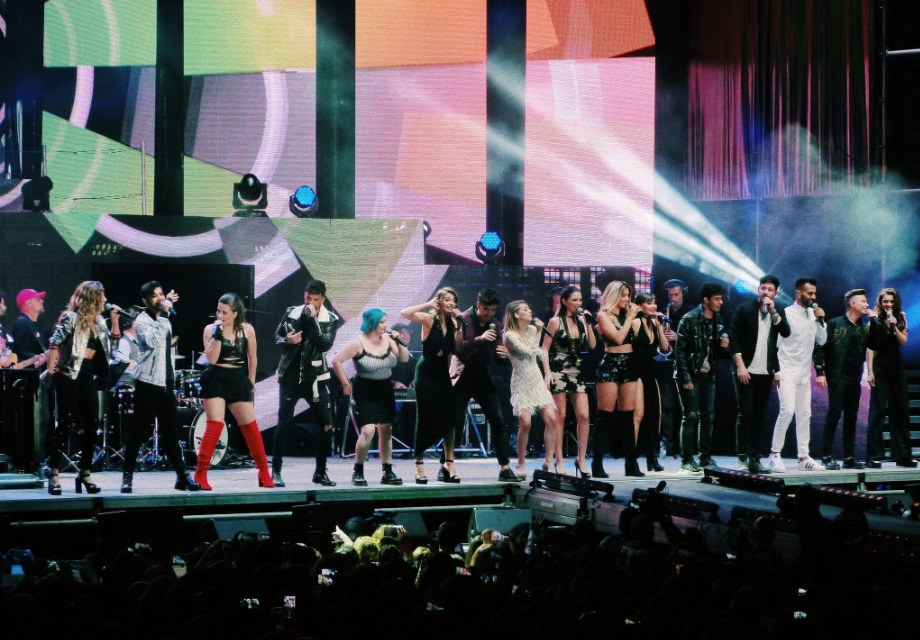
Els concursants d'OT 2017 actuant al País Basc.

La bona acollida del format porta la competència a muntar formats derivats per trobar talents de tota mena: The Voice (Països Baixos, 2010), Popstars (Nova Zelanta, 2000), The X Factor (Anglaterra, 2000), Pop Idols (Anglaterra, 2000), Rising Star (Israel, 2010), Oh Happy Day (PPCC, 2010), etc. Altres exemples d'emprenedoria són A2Veus (PPCC, 2020), Cover (PPCC, 2020), emesos exclusivament a Internet, o The Dancer (Anglaterra, 2020), La Banda (EUA, 2016).
La versió que es va emetre a Espanya és sens dubte la més exitosa de totes. Per exemple, abans d'emetre la versió portuguesa, la televisió pública portuguesa va comprar-ne els episodis a RTVE. Entre els àlbums de les gales normals, de les gales d'Eurovisió, dels especials, de les carreres en solitari de cada concursant i dels patrocinis de Disney, McDonalds o la Selecció Espanyola de Futbol, totes les edicions compreses, el concurs va vendre al voltant de 25 milions -cal afegir-hi el marxandatge i els drets d'imatge de discos, l'equivalent a 25 discos de diamant. Xifres similars a Popstars Alemanya. Es va tornar en una fàbrica de vendre discos. Fórmula Abierta o les Lunae foren les boysband i girlsband més exitoses a les festes populars portugueses. Tot això només a la península Ibèrica.

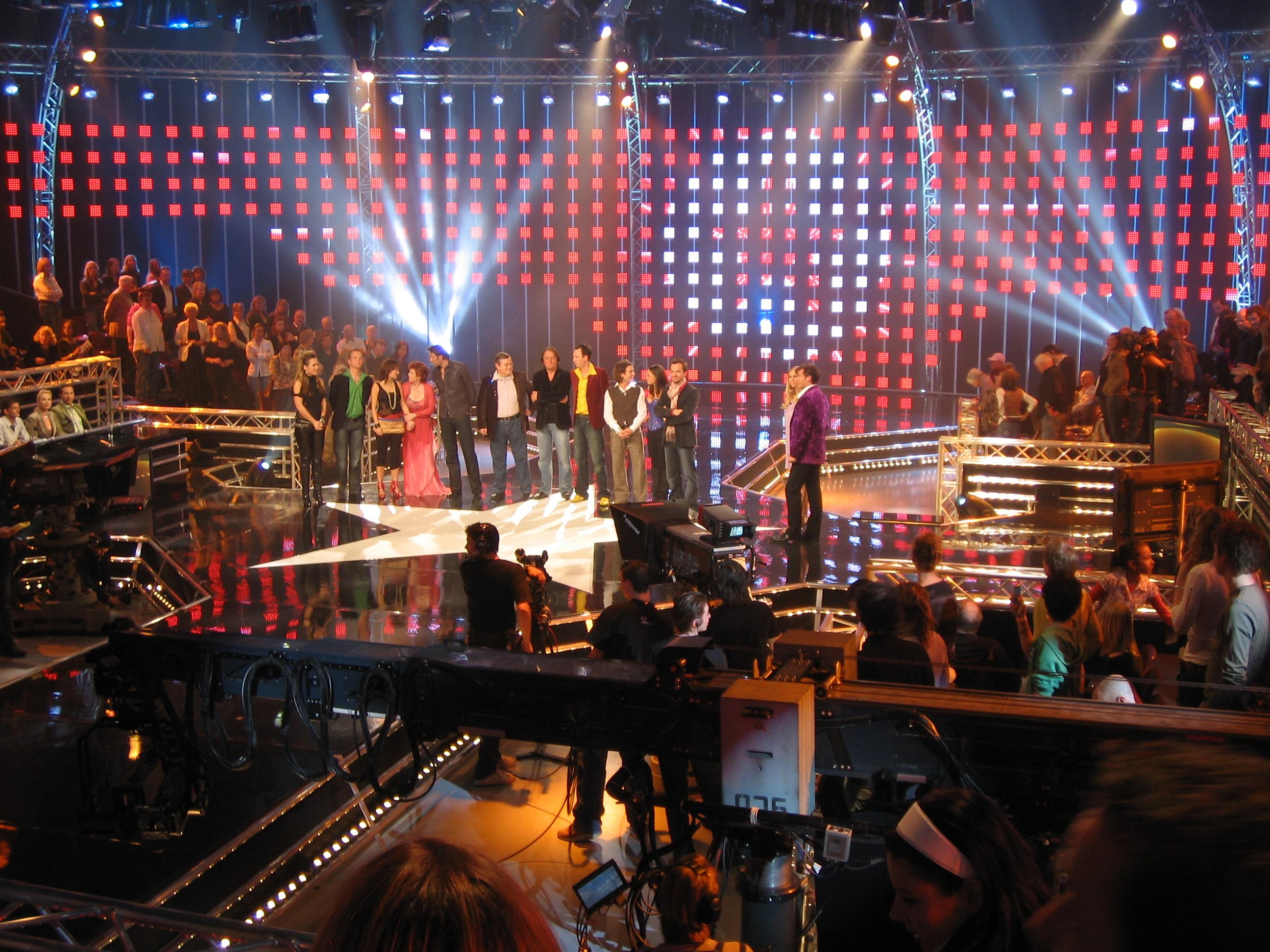
Plató del programa Popstars als Països Baixos.

La fàbrica de talents va col·lapsar les llistes de vendes, de l'1 al 40 amb discos d'OT. A la versió hispànica cada concursant va poder enregistrar el seu àlbum d'estudi i degut a això, cal imaginar-se a cada any, com sortien a la venda prop de 14 a 16 discos, amb un èxit de vendes tan espectacular que anava dels 50.000 a 1.000.000 venuts. No s'havia vist res de semblant a la història de la música. Un èxit així va generar competència i les televisions veïnes de molts països varen mirar de treure les seves pròpies acadèmies per tal de fer front al format de la catalana Gestmusic (ex.: Academia das Estrelas a Portugal, Àfrica del nord, etc). L'èxit va ser la fortuna i la pèrdua del mateix format. Simplement, treure a cada any 14 nous àlbums al mercat, porta obligatòriament a una saturació. És impossible, físicament, absorbir tants cantants en un any i, per això, la Star Academy va apagar-se en l'espai de tres anys a tot arreu. Massa oferta per la demanda disponible. Només França i Espanya varen aconseguir aguantar les audiències i emetre més de 3 temporades seguides amb compres i recompres del format.
OT va significar una renovació total del pop: Alejandro Parreño (PPCC, pop-rock), Mónica Constantino (Xile, pop-rock), Katerine Avgoustakis (Flandes, eurodance), Dito Lagvilava (Geòrgia, pop-rock), The Wasabies (Mongòlia, electropop), Alisher Egemberdiev (Kazakhstan, eurodance), Rosa López (Castella, disco), Vanessa Jackson (Brasil, R&B), Natàlia (Castella, pop), Chenoa (PPCC, pop), Become One (Alemanya, pop), Wilfred Le Bouthillier (Quebec, pop), Marin Yonchev (Bulgària, pop), Hajar Adnane (el Marroc, rai), Mohamed Attia (Egipte, rai amb rock), Josep Attieh (Líban, rai), Nader Guirat (Tunísia, rai), Adnan Babajić (Bòsnia-Hercegovina, pop balcànic), Yeng Constantino (Les Filipines, pop asiàtic), Qazi Tougeer (Índia, pop inidi), Notis Christofoulou (Grècia, pop grec), Claudio Basso (Argentina, pop). Es reprodueix el mateix patró a altres reality xous. La girlband de la primera edició francesa de Popstars va presentar-se al públic amb un single pop-rock, ens habitual per aquest tipus de grups.
Encara dins el continent africà s'ha de destacar tot el ventall de música africana amb la Valerie Kimani (Kenya), Esther Nabaasa Mugizi (Uganda), Lindiwe Alam (Zàmbia), Alpha Rwirangira (Ruanda), Iyanya Mbuk (Nigèria). Els sons llatins vingueren d'Amèrica Llatina i Espanya: Fórmula Abierta, Davidd Soliz, Núria Fergó o David Bisbal. Bisbal va ser el cantant més exitós de totes les edicions hispàniques. Es va exportar a tota Amèrica Llatina on hi va vendre cadascun dels seus àlbums amb molt d'èxit. Hongria, però, va preferir l'electro-pop amb Renáta Szőcs. França va llançar tot un èxit d'estiu amb la Jenifer que ha tingut una carrera espectacular al país gal, seguida ben a prop de Grégory Lemarchal, mort per una malaltia respiratòria.
A Europa va sorgir aviat la idea de crear un concurs de tipus Eurovisió en què només hi poguessin participar els triunfets de cada país. El públic hauria de seleccionar el guanyador. L'EUROBEST va ser emportat per la catalana Chenoa, tot i el desgrat del públic francès.

### La pandèmia P2P

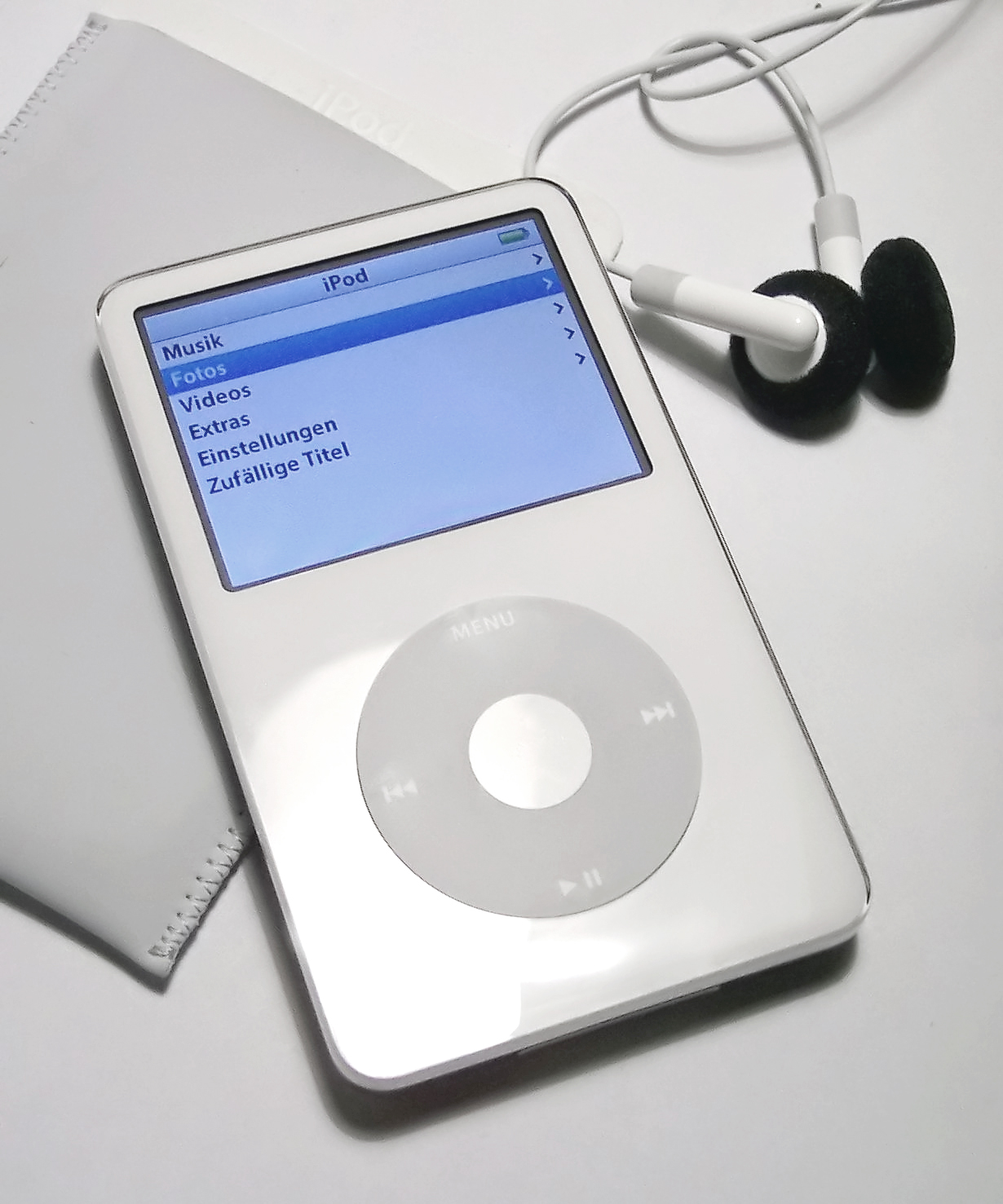
Un iPod clàssic de cinquena generació amb auriculars.

P2P és un acrònim anglosaxó que vol dir Peer to Peer o el que és el mateix “d’igual a igual”. Es refereix a un sistema de comunicació per Internet que no té clients ni servidors fixos. Els servidors i els clients són tots els usuaris que hi ha a Internet. És a dir, es tracta d’un sistema amb què hom pot pujar qualsevol tipus de fitxer informàtic i compartir-lo a mode de servidor amb altres usuaris del món sencer de forma a crear una xarxa de servidors que no són en realitat cap servidor, sinó ordinadors d'usuaris dispersats per tot el planeta.
Es tracta d’un sistema que només ha estat possible amb la informàtica. La Primera Revolució Digital ha transformat de cap a peus la manera en com hom acabaria per consumir música. Varen desaparèixer els cassets, els disc-mans i tots els vinils. Les botigues físiques de venda de música varen haver de tancar d’un dia per l’altre. La població va passar a consumir música a través d’un format digital, els mp3. Es tracta d’un format de compressió que també va donar nom al nou aparell de reproducció de música.
El grup de música Metallica va haver de querellar-se contra Napster quan de cop i volta va trobar el single que havia estat preparant per al proper àlbum d’estudi a internet i sense autorització. Es tracta d'alguna manera d'una pandèmia que havia tocat de ple la indústria de la música i res tornaria a ser igual. És el primer precedent pel qual hi passarà tot el teixit econòmic del planeta. La recerca feta al voltant porta Tom Hanks a visibilitzar aquest canvi del teixit econòmic amb una actuació del grup No Doubt al cap d'any de 1999, de passatge cap als 2000, al canal de televisió MTV. No Doubt hi cantava que el món com es coneixia canviaria del tot.
En poc menys de tres anys les discogràfiques i la indústria de la música en general es troba en fallida. La població s’intercanviava música gratuïtament mitjançant aquest programa informàtic. Això volia dir que escoltaven música sense pagar. Emule, Amule, Ares i tot de plataformes P2P varen anar creixent mentre Napster assumia la querella. La indústria musical s’enfonsa i només s’aguanta gràcies als concerts. A Europa la preocupació és d’alçada. S’inicien campanyes agressives per tal de convèncer a la població que això de piratejar és un delicte. Res hi fa. A França es resol perseguir els mateixos consumidors. Però la música piratejada va continuar circulant fins que l’Estat va convèncer-se que era inútil perseguir el consumidor
L’única empresa que va saber captar la necessitat d’adaptar-se als nous temps fou Apple. L’any 2001 Steve Jobs presenta en una de les seves ja cèlebres i històriques conferències de premsa iPod. Un aparell revolucionari que venia acompanyat de la primera botiga de música on-line. Tot el catàleg de les discogràfiques havia estat comprat per Apple que venia el seu repertori a 0,60 cèntims per cançó a canvi que les mateixes discogràfiques li paguessin per l’allotjament. No tothom va voler comprar mitjançant iTunes i per això la indústria de la música va continuar aigua avall. Des d’un bon principi va negar-se a adaptar-se als canvis de la Revolució Digital. La solució gairebé "revolucionària", fa notar la reportera Carlone Gauthier, va venir d’una empresa sueca. L’any 2006 es llança Spotify. Es tracta d’una plataforma de música en streaming. Els usuaris podien consumir música a canvi de publicitat.

#### El final de les jerarquies
Internet ha estat per als artistes un malson però alhora una eina potent de comunicació. Les xarxes socials han significat una abolició si no total, gairebé absoluta de les jerarquies.
Abans d'internet, els artistes estaven subjectes a sortir a les radiofórmules, a les televisions i a la premsa rosa. Les discogràfiques orquestraven les seves aparicions. L’artista vivia una època daurada fins que la discogràfica se’n cansava. Tot seguit deixa de ser popular. La premsa no en feia publicitat i, si en parlava, era per difamar l'artista, fa notar Krack Nicole. Molts cops amb l’ajut de la discogràfica. Aquest sistema era jeràrquic perquè a més d’això els fans no tenien contacte real amb l’artista. No podien tocar-lo o parlar-hi físicament, llevat d’assistir a una signatura de discos. Amb Internet això canvia. Si bé les discogràfiques són l’agent primordial per fer-se promoció, la jerarquia entre fan i artista ha quedat abolida. Els artistes es comuniquen a través de Twitter. Això els permet defensar-se contra les difamacions i les mentides que pot vessar la premsa rosa.
Un exemple clar de com Internet ha abolit les jerarquies el trobem amb l’artista francesa Lorie. La cantant de pop va fer la volta per gairebé totes les discogràfiques del seu país i cap ni una va voler contractar-la. L’artista resol publicar la seva maqueta a Internet. El nombre d’escoltes va deixar les discogràfiques amb un pam de nas i és aquí on se l’acaba contractant per treure al mercat el seu primer àlbum d’estudi. Es torna en l'espai d’uns mesos en la "Britney Spears francesa" (Basset, 2018). Un altre exemple fou el blog My Space. És una plataforma amb què els músics podien donar-se a conèixer i això els permetia prescindir de les discogràfiques. En aquest àmbit YouTube va contribuir a revelar noves estrelles de la música com va ser en Justin Bieber Per tal de tenir tots els èxits en un únic lloc, es creen canals de YouTube especialitzats, com ara Vevo. Una iniciativa que és represa a Rússia amb Ello o Turquia amb Netd.

### Noves tendències del pop

#### Segona Generació de boysband i girlsband
Després de l'impacte que van tenir les boysband durant la dècada dels 1990, es torna a assistir a una nova generació d'aquest format però les coses no es van presentar totalment iguals de com havien estat els noranta. En primer lloc s'assisteix a formacions molt més variades, i més femenines. En segon lloc no hi trobarem pop noranta, però un tipus de música pop molt més proper als 2000 i els 2010. Finalment, no hi va haver el mateix èxit que les boysband i girlsband dels noranta. És a dir, malgrat que hi hagué èxit, les vendes ja no eren tan espectaculars com als noranta, amb algunes excepcions. Les franceses L5, per exemple, varen arribar als 1,5 milions de discos amb el primer single.
La nova fornada de girlsband es deu a diversos motius. En primer lloc la televisió explota les sèries de televisió per a adolescents amb l'objectiu de llançar girlsband i boysband al mercat de la música. En segon lloc arran de l'èxit dels reality xous, el productor neozelandès Jonathan Dowling, proposa la creació d'un reality nou amb què es trobi les futures girlsband i boysband de la música. Tornen doncs les boysband i girlsband de forma que el gènere és explotat en paral·lel per les mateixes discogràfiques encara que prescindint de Popstars o de les sèries de televisió. Això fa que el món s'omplís altre cop d'aquest gènere de grups per tres bandes diferents.
Popstars va representar un format del tot innovador per als programes de caça-talents. No s'havia vist res semblant abans. El programa comença amb càstings. Milers de joves s'hi presenten i davant les càmeres de televisió, el públic veu com un jurat especialitzat selecciona les futures estrelles de la música. Tot passa davant la càmera i això va tenir un efecte de crida. Un cop seleccionat el grup, els futurs fans apreciaven com s'iniciaven les gravacions de l'àlbum, la tria del single, el pla de màrqueting i l'estètica que havia d'adoptar el grup. Alhora el públic assistia a l'enregistrament del videoclip. Tot seguit es llançava l'àlbum i la sorpresa va ser justament de veure com el programa era no només èxit d'audiències, sinó que aconseguia vendre carretades de discos.
El programa Popstars va exportar-se al planeta sencer. Es va emetre a l'Argentina, Austràlia, Àustria, Bèlgica, Brasil, Canadà, Colòmbia, Dinamarca, Equador, Finlàndia, França, Alemanya, Grècia, Hongria, l'Índia, Indonèsia, Irlanda, Kenya, Malàisia, Mèxic, Països Baixos, Noruega, les Filipines, Portugal, Romania, Rússia, Eslovàquia, Eslovènia, Àfrica del Sud, Suïssa, els Estats Units, el Regne Unit o Espanya. La tendència general a tot arreu va ser la formació de grups de noies, més que de nois, o grups mixtos.
Els països que més èxit varen recollir amb el programa foren Eslovàquia, Alemanya, França i Dinamarca. D'aquest programa varen sortir bandes ben apreciades com ara Bandana argentines, les Rouge brasileres, Sugar Jones canadencs, No Angels alemanyes, les Nonstop portugueses, les L5 o Diadems franceses, les Bellepop hispàniques, les Lollipop italianes, els Men2B neerlandesos, etc. Paral·lelament, però, davant l'èxit, EMI i altres discogràfiques estrenen les seves girlsband i boysband sense l'ajut de cap programa de televisió. És el cas dels Blue, Atomic Kitten o Sugarbabes. Finalment, ajudant-se encara de la televisió, sorgeixen tot de grups provinents de sèries de televisió. Els més famosos mundialment foren els S Club 7. La fàbrica The Walt Disney Company també va mirar de posar-hi cullera amb Hannah Montana o els Jonas Brothers.
L'èxit del format "càsting" va ser reformulat amb derivades o versions com poden ser Pop Idols o X Factor. Pop Idols es va exportar a França, Canadà, Brasil, Puerto Rico, Estats Units, Bangladesh, Nepal, Nova Zelanda, Pakistan, Filipines, Vietnam, Singapur, Armènia, Bulgària, Croàcia, Txèquia, Estònia, Finlàndia, Islàndia, Suècia o als països de parla àrab. X Factor es va exportar a Espanya, Albània, Armènia, Belarús, Bolívia, als Balcans, Xile, la Xina, Costa Rica, l'Iran, Israel, Itàlia, Indonèsia, Japó, Letònia, Lituània, Malta, Tailàndia, Suècia o Vietnam. La versió britànica d'X Factor va llançar la carrera a nivell internacional de Leona Lewis.

#### Reinventar-se o morir
Les reconversions varen ser molt habituals durant la dècada. D'una banda, hi havia artistes que ja s'havien donat a conèixer dècades abans, però necessitaven continuar venent, fent-se escoltar. Altres, en canvi, necessitaven trobar una carrera en solitari després de les desunions dels grups als quals pertanyien. Finalment, altres, encara, necessitaven reconvertir-se després de l'èxit que els va proporcionar els reality xous.
Del primer lot es podria parlar d'en George Michael, Justin Timberlake, U2, Beyoncé, Michael Jackson, Kylie Minogue, Duncan, Robie Williams, Ricky Martin, Gloria Estefan o Madonna. Georges Michael té dificultats per fer-se sentir. Tot i algunes repuntades puntuals, resol retirar-se definitivament del món de la música i compondre únicament per als seus fans. Madonna canta amb artistes joves que estiguin al top de la seva carrera com ara Justin Timberlake o Britney Spears. Elton John fa el mateix que Madonna amb els Blue o amb Eminem. Kylie Minogue s'adapta a l'electropop, marcant fins i tot tendència. Ricky Martin es converteix a l'R&B. Robbie Williams i en Justin Timberlake fan una gran carrera en solitari i marquen tendència.
Del segon lot, Nick Carter, dels Backstreet Boys mira de fer carrera en solitari però torna al grup per llançar l'èxit Incomplete. Les Spice Girls pateixen grans canvis. Geri Halliwell llança la seva carrera en solitari amb It's raining men. Les quatre noies restants miren de treure cap després de la separació amb Holler. Tot i un àlbum musicalment nou i prometedor, han de dissoldre's. Victoria Beckham, Melanie C, Melanie B i Emma Bouton miren de llançar la seva carrera en solitari però només la Melanie C recull èxit. La resta s'han de reconvertir. Victoria Beckham fa del seu matrimoni una marca i penetra en el món de la moda.
Dins la mateix dècada dels 2000, existeixen moltes reconversions. Gairebé tot són artistes que venen d'algun format de telerealitat. Són boysbands que s'han trencat i ara necessiten produir-se en solitari. És el cas de la Beyoncé, Duncan, membre dels Blue i que va mirar de treure disc en solitari però no va arribar al segon disc, Miley Cirus o Britney Spears que sí varen tenir èxit. Molts antics artistes de les telerealitats, en veure que no aconsegueixen sortir-se'n en solitari, es tornen presentadors de televisió, actors de cinema, de sèries de televisió o del teatre.
Moltes vides d'artistes de l'època es varen estroncar. En Michael Jackson intenta durant tota la dècada de reconvertir-se i tapar totes les controvèrsies que hi ha al voltant de la seva vida privada. Però, malgrat l'èxit que pot haver tingut a nivell musical, allò que interessava d'en Michael era, sobretot, la seva vida privada. Se l'acusa aleshores de pedofília i la premsa cerca informació sobre aquestes acusacions. Britney Spears també va caure aigua avall després de trobar-se parella sentimental. La premsa inicia una campanya de difamació sistemàtica contra seu. La custòdia del fill es torna objecte de controvèrsia a la premsa. La cantant es drogava, si més no inicialment, i és declarada com a incapacitada, la qual cosa porta el jutge a designar-ne un tutor legal que n'abusa fins que esclata el moviment FreeBritney durant els 2020. Contràriament a Michael Jackson, es va saber reprendre en mà la carrera de Britney i va continuar tenint èxit durant la dècada dels 2010.
Molts antics membres de boysband es troben després de l'èxit als carrers pidolant. Alguns membres dels S Club 7 es troben literalment als carrers demanant almoina. Per tant, no totes les reconversions varen ser reeixides i, en aquest apartat, la dècada dels 2000 dona molt material per a biògrafs.

#### Pop, R&B i revolució digital
Entre l'any 1999 i 2000 el pensament apocalíptic s'apodera de l'opinió pública. El canvi de segle deixarà rastre. Això diu la premsa. Tot començarà i acabarà amb un número. És rodó. És el zero. Els ordinadors col·lapsaran. Deixaran de funcionar i tota la societat deixarà de girar. Tot és informàtica, per tant, amb un zero al davant, les màquines deixaran de funcionar. La catàstrofe vindrà just quan el rellotge toqui hora punta. Res de tot això va passar.
Aquesta angoixa va acompanyar el passatge d'any i de segle. Una teoria que permet visibilitzar com la població ha pres consciència del que significa la Revolució Digital. Tothom, qui més, qui menys, somia. No pas en estels, però en tecnologia. La informàtica és a punt de fer viratges de 360 graus i la població ho nota com més va més. Per això mateix la indústria de la música es disposa a acompanyar l'imaginari col·lectiu. Alguns en diran "música futurista", recull Tom Hanks, però la veritat és que ens trobem davant d'un música pop nou, diferent del sintètic dels vuitanta, del martellatge dels noranta.
El toc que va canviar la producció musical va ser Madonna amb el single Music. És un cançó electropop. La veu de Madonna ha passat per l'efecte Cher. És una veu metàl·lica. La melodia està plena de petits efectes que s'extreuen de la música electrònica. La base rítmica, el compàs, ha descartat completament els tempos del pop noranta. Aquest ritme el marca fins i tot una percussió metàl·lica. La ciència-ficció sempre ha especulat, remarca Miquel Barceló Garcia, sobre el futur. Robots tornats humans amb veu metàl·lica (Jo Robot, 2004). L'espècie humana s'hauria convertit i tot en un híbrid entre humà i robot (Robocop, 1987). Els gratacels serien gairebé l'únic tipus d'habitatge possible (Robots, 2005).
Els 2000 s'imaginen el segle XXI i quan ho fan, la tecnologia i la robòtica apareixen en l'imaginari col·lectiu. Inspirant-se d'això, Music mira de fer recordar tota aquesta cosmovisió gràcies a l'electropop. La barreja d'electrònica i pop canvia completament l'aspecte del pop. Quan Justin Timberlake estrena el seu primer àlbum, tenim un canvi global de producció musical. A Sexy Back, per exemple, l'antic membre dels NSYNC, canta amb veu robòtica, percussió estrident i efectes metàl·lics a la melodia. La població que s'ho imagina amb els seus iPods, neda en els paisatges del planeta Mart (Britney Spears, Oops I Did it Again), en els gratacels (L5, Toutes les femmes de ta vie) i en un blanc tenyit de gris (Kylie Minogue, Can't Get You Out Of My Head).
El futur es torna realitat i amb la revolució digital el tarannà de la població reprodueix sense adonar-se'n els miratges de la ciència-ficció. Per tant, la música, que és una expressió cultural més, no fa altra cosa que adaptar-s'hi i amb l'electropop canvia l'escena musical. L'electrònica es barreja amb sons exòtics, provinents de l'Índia, dels països àrabs, de la música clàssica, etc, conjugats amb veus i sons metàl·lics. Gairebé tots els artistes de pop, R&B i dance varen introduir electro a les seves produccions. Alguns tendeixen més cap a l'R&B arabesc i indi (Akon, Smack That), altres prefereixen l'electrònica pura (Black Eyed Peas, Boom Boom Pow). Però tothom canvia de so i la dècada clou directament amb música purament electrònica (Will.I.Am, T.H.E.).
L'èxit de Music va dur Madonna a estrenar un àlbum sencer d'electropop, American Life. Madonna, Justin Timberlake, Britney Spears, Christina Aguilera, Rihanna, Beyoncé, Keri Hilson, Kylie Minogue, Danni Minogue, Usher, Akon, Chris Brown, Ciara, t.A.T.u., 112, Flo Rida, Paulina Rubio, Jennifer Lopez, Lil Wayne, Black Eyed Peas, Pussycat Dolls, Miley Cyrus, Katy Perry, Owl City, Jason Derülo, Kesha, Jay Sean, Bruno Mars, Taio Cruz, Ashley Tisdale, Lady Gaga, Justin Bieber, Nicki Minaj, Selena Gomez, Vanessa Hugens, Ne-Yo, Pit Bull, Iyaz, Nelly Furtado, i ja tocant els 2010 Ricky Martin, són alguns dels noms que varen provar amb l'electropop.
Pel que fa el nou R&B hi va haver artistes ben característics com els Black Eyed Peas, Pussycat Dolls, Usher, Ciara, Ne-Yo o Akon. En aquest aspecte hi va haver molta varietat de sons. Alicia Keys optava per un R&B més calmat amb tocs de rap, de cops amb soul, mentre que Bruno Mars es decantava més aviat pel swing. Altres en canvi preferien seguir la línia de les produccions de Timbaland. Timbaland és la cara cantant i productora d'aquest R&B que barreja efectes, sons indis, àrabs i clàssics, amb una base rap i un fons R&B contemporani. S'hi pot comptar el mateix Justin Timberlake o la Nelly Furtado. Tots dos són els qui donen ganes de canviar cap a aquest R&B. Flo Rida, Chris Brown, Rihanna, Beyoncé, Sean Paul, Missy Eliott, Kelis, Gwen Stefani, Pharrel Williams, Outkast, Sisqó, Billy Crawford, Mariah Carey, Craig David, Jill Scott, Blue Cantrell, Kelly Rowlland, Michelle Williams, Ashanti, Trey Songz, Bobby V, Keyshia Cole, Pretty Ricky, Jaheim, Mary J. Blige, Blue, Anastacia, Destiny's Child, Fergie, Gnarls Barkley, Amerie, Jennifer Lopez, Toni Braxton, B2K, etc, són alguns exemples.
Timbaland es torna en himne de mundial de futbol amb The Way I Are, producció prou representativa del mixatge entre R&B 2000 i electropop.
Finalment, el món del pop de l'època va produir altres artistes que no poden encaixar-se als blocs anteriors. És el cas de la Mariah Carey, Miley Cyrus, Train, Katy Perry, Lady Gaga, Justin Bieber, Ellie Goulding, Vanessa Carlton, Enrique Iglesias, Mandy Moore, Pink, Kelly Clarkson, Danierl Powter, Natasha Beningfield, Faith Hill, M.I.A., Danity Kane, Backstreet Boys, Jamiroquai, NSYNC, Jason Mraz, James Blunt, Sara Bareilles, Janet Jakcosn, Jessey MCcARTNEY, Dream Street, Nick Lachey, Mika, Jonas Brothersm, U Factory, Sugababes, Pink, Cher, Aaron Carter, Miranda Cosgrove, Colbie Caillat, Diana Krall, Leona Lewis, etc.

#### SegonaGirls Power Wave

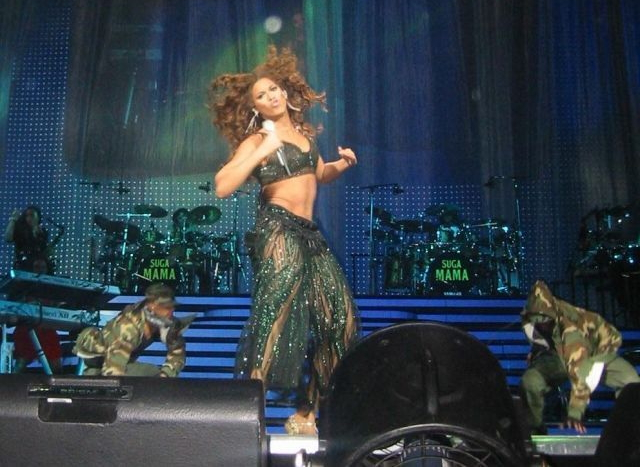
Beyoncé actuant amb el single "Baby Boy".

Per demostrar com hi havia una actitud feminista durant la dècada dels 2000 a la indústria de la música, el periodista Stéphane Basset descriu el videoclip de Beyoncé, Crazy in love. Beyoncé en mig dels carrers estatunidencs, camina decidida amb el pit en alça, tacons i melena descontrolada. Sonen les trompetes per acollir-la com a victoriosa. El videoclip de presentació del primer single en solitari de l'exmembre de les Destiny's Child és un exemple de feminisme sense embuts. Després que les Spice Girls portessin el "girl power" als anys noranta, la dècada dels 2000 s'omple de cantants femenines com la Rihanna (Please don't stop the music) entre més.
De resultes d'aquest feminisme es va començar a discutir sobre les noves sexualitats (metrosexual, rudosexual, virilitat, etc).
Al videoclip de "When i Grow Up" també hi ha pit alçat, remarquen artistes d'època a l'entrevista realitzada per Stéphane Basset. Les Pussycat Dolls eren una girlsband d'un gènere inaudit. Cinc stripers de french cancan i que mostraven empenta feminista. Existeixen diversos èxits a destacar com ara Nicki Minaj en música rap, P!nk (Stupid girls, Get The Party Started), Lilly Allen (Fuck You), Britney Spears (Oops I did it again), Christina Aguilera (Beatyfull), Avril Lavigne (Complicated), Jenifer Lopez (Get Right) o Evanescense amb la veu d'Ame Lee.
De dones no en faltaren doncs. Kelly Clarkson, Selena Gomez, Miley Cyrus, Shanaia Twain, Rihanna, Ke$ha, Mariah Carey, Laura Pausini, Katy Perry, Madonna, Kylie Minogue, Gwen Stefani, Fergie, Ashlee Simpson, Jessica Simpson, Lindsay Lohan, Hilary Duff, JoJo, Paulina Rubio, Ashley Tisdale, Vanessa Hudgens, Demi Lovato, Taylor Swift, Natasha Bedingfield, Leona Lewis, Alicia Keys, Anastacia, Macy Gray, Joss Stone, Amy Winehouse, Duffy, Norah Jones, Dido, KT Tunstall, Jem, Colbie Caillat, Alanis Morissette, Sheryl Crow, Cher, Gloria Estefan, Céline Dion, Kelis, Ciara, Missy Elliott, Janet Jackson, Oceana, Alesha Dixon, Melanie C, Kelly Rowland, Nicole Scherzinger, Gery Hallywell, Victoria Beckham, Cassie, Jamelia, Sugarbabes, Atomic Kitten, Spice Girls, Lucie Silves, September, Emma Buton, Gossip, Natasha Thomas, Melanie B, t.A.T.u., Alexandra Stan, Michel Branch, Vanessa Carlton, Danni Minogue, Sophie Ellis Bextor, Las Ketchup, Cheryl Cole, Pixie Lott, Amy Macdonald, Alizée, Ellie Goulding, etc.

#### Nova onada de Cançons protesta

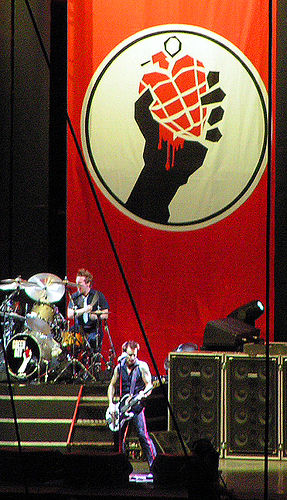
Concert de Green Day l'1 de setembre del 2005 al Giants Stadium.

No és del tot correcte parlar de cançons protesta però el suport que els artistes i les artistes d’arreu del món varen donar a la legalització dels matrimonis homosexuals podria encabir-se perfectament dins el bloc de les cançons protesta. Però, de fet, a banda d’això, la dècada veié el retorn de les cançons protesta, degut a la declaració de guerra dels Estats Units a l'Iraq.
Diversos artistes es varen declarar obertament i sense complexos contra la guerra, havent-hi una presa de consciència les ambicions imperials dels Estats Units. Una mostra d'aquest rebuig el trobem a l’àlbum ‘’American Idiot’’. Els Green Day provoquen controvèrsia però amb l’èxit de vendes popularitzen la protesta, aconseguint i tot llançar finalment la seva carrera musical.
Les qui no van tenir el mateix èxit varen ser les The Dixie Chicks. El grup de country format per tres dones no va estar-se de criticar la guerra que George Walker Bush volia dur a terme contra l'Iraq i això els va valdre una campanya de boicot als Estats Units. Les ràdios estatunidenques varen negar-se explícitament a difondre els seus àlbums i les televisions estatunidenques iniciaren una campanya de difamació que incloïa crema de discos seus en directe.
The Dixie Chicks foren les primeres valentes a plantar cara al sistema en una època en què només el cineasta Michael Moore s’atrevia a fer-hi front, tot sol, perquè, efectivament, el món artístic sabia d’avantsala que qualsevol declaració contra el president i els seus plans bèl·lics, significarien la mort de les seves respectives carreres artístiques. I, malgrat tota la difamació, res va evitar que de mica en mica els artistes sortissin a denunciar la guerra. Pintors, escultors, músics, cineastes i altres personatges de gran notorietat s’envalenteixen per criticar la guerra contra l’Iraq.
En aquest àmbit cal destacar la mateixa Madonna que va atrevir-se amb un àlbum innovador musicalment parlant, però políticament denunciava amb American Life la guerra. El videoclip de presentació feia desfilar l’armada en una passarel·la de moda, que volia ser una denúncia a la banalització de la guerra als mèdia. El disc va ser igualment atrevit en altres àmbits. Amb Hollywood la Madonna criticava l’star system. Amb Die Another Day feia ús del ciclisme budista al qual s’havia convertit per tal de denunciar el sistema polític. I, això no obstant, la cançó era més personal que social i política, malgrat que va ser un èxit de vendes, acompanyant-se com a banda sonora de la pel·lícula James Bond.
Fora dels EUA també hi va haver lloc per a les cançons protesta. A Ucraïna els Greenjolly es tornen portada a tot el continent amb Razom Nas Bahatom que s'ambienta en les revolucions de colors. Als Països Catalans els valencians d'Obrint Pas s’atreviren a denunciar l’ambient bel·licós sorgit de la guerra contra l’Iraq amb Benvinguts al paradís. També varen denunciar amb El Gran Circ dels Invisibles l’oblit que hi havia contra les poblacions del tercer món que fugien amb pasteres de cap a Europa en cerca d’una vida millor. Alhora el grup que presentava una barreja innovadora com és la combinació de sardanes amb reagge, rock i rumba catalana, es va alçar contra la repressió vers la llengua catalana al País Valencià (Caça de Bruixes) o la banalització del feixisme (Telefeixisme).
A França la cantant Carla Bruni també es va dedicar a denunciar la guerra. Marianne James parodiava la cursa cap a la fama amb Les Peoples. A Castella Las Niñas varen preferir donar una mirada més generalitzada denunciant la pobresa a l'Argentina, ironitzant amb Ossama Bin Laden, etc, amb Ojú. Bebe es va popularitzar amb Malo que denunciava la violència de gènere. La violència masclista era una preocupació a la Península ibèrica, tal com demostra Merche amb Abre tu mente. Lenny Kravitz, U2 i REM se sumaven a les protestes mentre els Black Eyed Peas es preguntaven “Where Is The Love?”.
Els 2000 són una dècada de debat a tot el món sobre la legalització dels matrimonis homosexuals. El món de la música hi dona gairebé tot suport a excepció del rap i el hip hop. El punt que tot ho va començar va ser l’actuació de Madonna, Christina Aguilera i Britney Spears a la gala d’entrega de premis d'MTV l’any 2003. Les tres es petonegen vestides de núvia i això va provocar escàndol. La Britney i Christina Aguilera rebien la successió del títol de reines del pop amb aquest petó. A banda d'aquesta successió, varen contribuir al debat sobre les legalitzacions.
A Alemanya s'hi va veure propostes favorables als matrimonis homosexuals tal com presentaven els videoclips de Scooter alhora que als PPCC la Terremoto de Alcorcón dedicava un hit en llengua catalana per a l'orgull gai. Tot aprofitant la mediatització, Madonna i Britney Spears varen treure un single conjuntament. A ‘’Me Against the Music’’ les dues reines del pop se cerquen i el públic torna a esperar-hi un petó final.
Posteriorment a això, són molts els artistes i les artistes que donen suport als matrimonis homosexuals. La Katy Perry es torna tendència amb ‘’I Kissed A Girl’’ o la mateixa Kesha, coneguda en aquest aspecte. Madonna a ‘’Girl Gone Wild’’ es proposa regirar els gèneres amb poma a la boca. Fora dels Estats Units les russes t.A.T.u. varen desembarcar al món sencer amb un petoneig lèsbic que omplia els seus concerts, els seus videoclips i les seves aparicions televisives. Les dues noies no eren homosexuals. Tot era una estratègia de màrqueting. El duet rus va tornar en una porta oberta perquè Shakira i Beyoncé proposen aleshores a unir-se en duet encara que no siguin lesbianes. Foren criticades a Amèrica Llatina.

### Noves tendències de la música urbana

#### Eminem i el nou rap

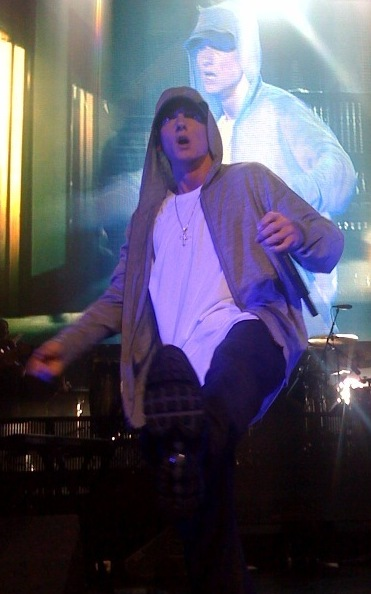
El raper estatunidenc Eminem.

La tercera generació de música rap i hip-hop va fer canvis radicals, generant un so el tot innovador, quelcom que encara no s'havia escoltat. El director Sacha Chelli mira de reseguir l'origen d'aquests canvis a Detroit, Estats Units. Allà, fa saber al seu documentari, "la milla 8 separa blancs i negres". El racisme sistèmic als Estats Units fa que una part de la població visqui en barris insalubres. És població negra. L'altra part, rica o de classe mitjana, viu als barris més nets. Segregació racial que serà altre cop evidenciada, com sempre ha estat el cas per al rap i el hip hop, però ara, de la boca d'un blanc. Sacha hi posa xifres. Hauria venut 172 milions de còpies, hauria obtingut un Oscar a millor pel·lícula i 15 recompenses musicals. Es diu Eminem, nom artístic que canvia la música rap, el primer que blanc que fa hip hop.
La seva vida no va ser gens fàcil. Problemes amb la seva mare, toxicòman, assetjat de petit al col·le, etc, coneix la música d'Ice-T i, per a ell, tot canvia. Es converteix. L'escriptura és la seva forma d'expressar la seva ràbia, el seu dolor. És un dolor profund, les lletres són violentes. Amb el seu repertori, el rap i el hip hop viuen moments d'auge als 2000, l'últim gran salt, abans que el reguetó prengui el davant. I, malgrat això, hauria pogut passar desapercebut. La fortuna li arriba després d'un intent de suïcidi. Coneix el raper Dr. Dru que el produeix. El primer àlbum, és un èxit de vendes, un fenomen a escala global que la premsa encara no ha acabat de percebre. Eminem s'ataca a la indústria de la música. Primera vegada que això s'esdevé sigui a la història de la música contemporània, com del rap i el hip hop. Els seus primers singles no s'estan de res. Critica les Spice Girls, la Britney Spears, Michael Jackson, etc. Ningú l'espanta. Tot ho torna paròdia, parodia la indústria de la música, una gran novetat. La resta de gèneres entenen el canvi i miren de fer el mateix amb pop, dance, rock, etc. Per exemple, Helmut Fritz (Ça m'énerve) o Discobitch (C'est pour la petite bourgeoisie).
El és raper més venut de la història de la música. És l'únic que porta el rap al seu apogeu. És responsable d'haver donat al rap el valor de poesia amb composicions que són una narració. S'inventa un personatge. Un personatge que només trobarem a les seves lletres. Es diu Slim Shady. El torna protagonista d'una autoficció nodrida de confusió. Hi posa vida personal seva, els seus traumes d'infància, d'adolescència, etc, ho barreja amb una crítica de la societat. Sacha fa remarca com Eminem es torna en un poeta d'alçada que canvia l'anglès, nodrint-lo de vocabulari. Però no agrada a tothom. Contingut masclista, homòfon, misògin, etc, la seva mare es querella contra el fill per difamació contra al seva persona. Surten manifestacions en contra seu. Es veu obligat a canar amb Elton John per deixar clar que allò és un personatge amb què fa autoficció i crítica a la societat
Musicalment el rap fa una mudança d'estils. Agafa el millor del pop, de l'R&B i de l'electrònica. Afegeix sons exòtics, estranys i efectes sonors. Ho conjuga tot dins una base rítmica força característica dels 2000 en música urbana. El resultat catapulta els rapers a l'èxit a tot el món. S'hi pot comptar amb Kanye West, Lil Wayne, Jay-Z, Usher, Snoop Dog, Lupe Fiasco, Nelly, Missy Elliott, P Diddy, Akon, Flo Rida, Nicki Minaj, Eminem, 50 cent. Outkass, Kelis, Gorillaz, Eve, Timbaland, Sean Kingston, Shaggy o Gnarls Barkley. El rap col·labora amb el pop i l'R&B perquè aquests dos gèneres han de fer el pes davant l'onada de música urbana. Així doncs Timbaland produeix èxits cabdals com els de Nelly Furtado. Ciara basteix la carrera col·laborant amb rapers.
La imatge d'aquest nou rap la va donar 50 Cent amb videoclips que feien dels diners i del luxe una arrogància. Es tracta d'un mirall davant el mirall, la societat es mira. Canvi de presentació, canvi de vestuari. Pantalons baggy, penjolls de diaments o or, bòxers al descobert, etc. El món del rap marca tendència. I, tot amb tot, fet i fet, Outkas aporta el toc més original. Agafa la música dels seixanta del segle xx, hi afegeix rap amb funky i amb això, treu una barreja del tot innovadora, fins que es converteix a l'R&B amb Hey Ya!.

#### El reguetó: primera generació
Es podria haver encaixat el reguetó dins la música urbana o la música reggae. És un derivat de la música reagge i és igualment música sorgida als barris pobres d'Amèrica Llatina. El terme original és reggaeton, una castellanització de reagge per designar aquest nou gènere, que malgrat haver-se original als noranta, és als 2000 que surt de l'ambient underground. Musicalment és una fusió entre dancehall, reagge i sons llatins com la cúmbia, el merengue o la batxata amb una base lletrista, estètica i fins i tot rítmica provinent de la música rap i el hip-hop. En termes simples, és rap llatí.
Es forma als barris pobres de Panamà i Puerto Rico. És un tipus de música que denuncia la pobresa. Es torna un fenomen a escala global amb Daddy Yankee i Lorna. El panorama musical llatí es converteix tot o gairebé tot a la música reaggeton durant els 2000. Els mateixos David Bisbal, Romeo Santos o David Bustamante s'hi varen posar. El reaggeton va tenir molts noms, els quals van arrasar a la península Ibèrica i tota Amèrica Llatina. És el cas de Wisin & Yandel, Héctor el Bambino, N.O.R.E., Rakatá, Isaak feat. H.O.M. & Lizza, Ivy Queen, Angel y Khriz, Don Omar, Nicki Jam, Luny Tunes, Noriega, Rafy el Mercenario, Urba y Rome, Yai y Toly, Tainy, Eliel, Nelly, Nesty, Echo, Notty, Naldo, Mekka, DJ Adam, DJ Giann, Harry Digital, DJ Blass, Myztiko, DJ Blaster, etc.
Aquesta primera generació és efímera perquè aviat va ser acusada de mal gust musical i, sobretot, masclisme i homofòbia. Les ràdios de la península Ibèrica són les primeres que prohibeixen la difusió si el contingut lletrista és misògin i homòfob.

#### Explosió del dancehall

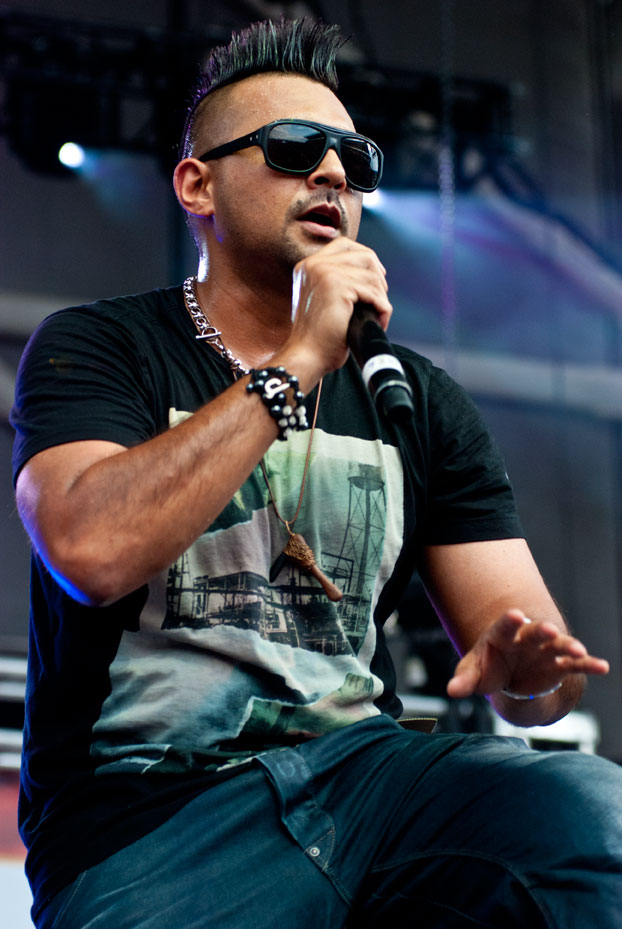
Sean Paul

El dancehall pren el seu nom de les pistes de ball jamaicanes, on els enregistraments jamaicans en discos de vinil es reproduïen als sound systems locals. El moviment comença als anys seixanta del segle vint a la regió de Kingston en ciutats com Trench Town, Rose Town i Denham Town. Quan es varen produir canvis socials i polítics al país vers el final dels setanta, Jamaica se separa de mica en mica dels roots reagge internacionals cap a un estil més dirigit cap a consum local, cap als sound systems locals. El govern socialista del People's National Party és substituït pel Jamaica Labour Party (JLP), un partit de dreta. Temes d'injustícia social, repatriació i sobre el moviment Rastafari eren superats per lletres sobre dansa, violència i sexualitat.
Musicalment es recicla el so dels seixanta amb treball d'estudi. El productor Don Mais va renovar ritmes antics a Channel One Studios, utilitzant la banda Roots Radics. Emergeixen artistes primerencs com Don Carlos, Al Campbell, Triston Palma, Gregory Isaacs i Bunny Wailer. L'èxit del senzill de King Jammy del 1985, "(Under Me) Sleng Teng" en featuring amb Wayne Smith,d'un ritme enganxós i totalment digitalitzat va agafar el món del dancehall. El dancehall pren fama i es consolida.
Finalment, a la dècada dels 2000, s'assisteix a un Big Bang. El dancehall envaeix les llistes d'èxits d'arreu del món. El responsable d'aquest èxit fou Sean Paul i la seva col·laboració amb Beyoncé. Molts artistes d'R&B contemporani es deixen seduir pel dancehall i el barregen a l'R&B dels 2000. És el cas de Rihana, Justin Timberlake o de la mateixa Beyoncé. L'èxit porta al pòdium artistes de dancehall com ara Akon, Sean Paul, Bounty Killer, Beenie Man, Shalkal, Elephant Man, Popcaan, Vybz Kartel, Konshens, Mr. Vegas, Mavado, Ward 21, Nina Sky, Lady Saw i Spice.

### Noves tendències del rock

#### El retorn del pop-rock
El pop-rock va tornar i el rock de manera general varen tenir popularitat gràcies a grups com Blink-182 o Maroon 5. Es tornen aleshores en una alternativa al pop de les boysband i girlsband. La tendència va llançar les breus carreres musicals de Ryan Cabrera, Ashley Parker Angel, Teddy Geiger, Evan & Jaron, The Click Five, Jet & Snow Patrol a principis i mitjan anys 2000. Això també va obrir el camí a una segona onada de bandes de pop-punk com Good Charlotte, New Found Glory i Sum 41, que van fer ús de l'humor en els seus vídeos. Bandes de pop-punk posteriors com Simple Plan, Nickelback, The All-American Rejects i Fall Out Boy van tenir un so que s'havia descrit com més proper al hardcore de finals dels anys setanta i principis dels vuitanta, [amb necessitat de cita], amb similituds amb la banda Cheap Trick aconseguint un èxit comercial considerable. A més, algunes de les bandes de pop-punk amb més èxit dels anys noranta, com Green Day, Blink-182, Weezer i The Offspring van continuar el seu èxit durant els primers anys 2000.
A principis de la dècada de 2000, la tendència capa al pop rock també es va estendre a artistes femenines. Michelle Branch va tenir èxit l'any 2001 amb la seva cançó "Everywhere". El seu èxit va continuar amb el seu segon senzill "Are You Happy Now?" i, després, amb "Breath". Kelly Clarkson va ser també una altra artista femenina destacada d’aquest moviment, rivalitzant amb l’èxit d’Avril Lavigne. El primer guanyador del programa de telerealitat "American Idol", Clarkson, va començar la seva carrera musical amb cançons d'èxit contemporani en R&B "A Moment Like This" i "Miss Independent" i es van catapultar a la categoria d'icones culturals a mitjan anys 2000 amb cançons agressives com "Since U Been Gone" i "Behind These Hazel Eyes". Clarkson es va allunyar d’aquest so a finals de la dècada de 2000, però va continuar produint èxits de pop-rock. Altres artistes femenines de pop-rock que van experimentar l'èxit del Top 40 a la dècada de 2000 van ser Alanis Morissette, Liz Phair, Ashlee Simpson i Stacie Orrico.
Després de l’avenç del punk-rock a la dècada dels 1990, a la dècada dels 2000 el gènere havia evolucionat més cap al pop-punk a causa de l’interès de les discogràfiques en contractar grups com ara Blink-182. Green Day va iniciar la dècada dels 2000 amb el llançament del seu sisè àlbum d'estudi Warning l'any 2000 que obté un èxit fluix. L'any següent, Blink-182 va publicar el seu quart àlbum d'estudi Take Off Your Pants And Jacket, que va vendre 14 milions de còpies a tot el món. Va ser un èxit comercial, debutant al número u del Billboard 200 durant la seva primera setmana de llançament i aconseguint tornar-se una de les bandes més grans del gènere. També aquell any, la banda canadenca Sum 41 va llançar el seu àlbum debut All Killer No Filler, que va ser platí als Estats Units.
Les bandes de la segona onada van dominar el pop-punk en els primers anys amb grups com Good Charlotte, New Found Glory, Simple Plan i Sum 41 que van aconseguir ser disc de platí i guanyar grans bases de fans a tot el món. L'any 2002, Avril Lavigne es va fer popular gràcies al seu so basat en el pop-punk, sens dubte l'artista més destacada que va dirigir aquesta nova tendència a la música pop, amb èxits com "Complicated" i "Sk8er Boi". L'any 2003, amb el tercer àlbum de Blink-182, el grup fa un gir més fosc i madur que els àlbums anteriors. Havia de ser el seu últim àlbum llançat abans de fer un parèntesi indefinit vers l'any 2005. La banda es reuniria quatre anys després.

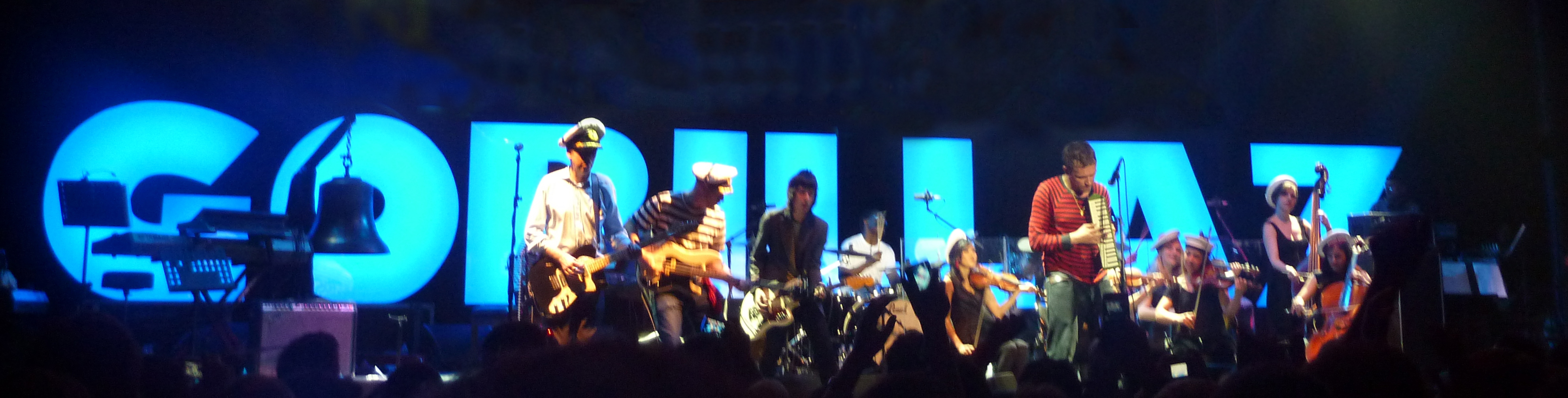
Concert dels Gorillaz, abril 2010

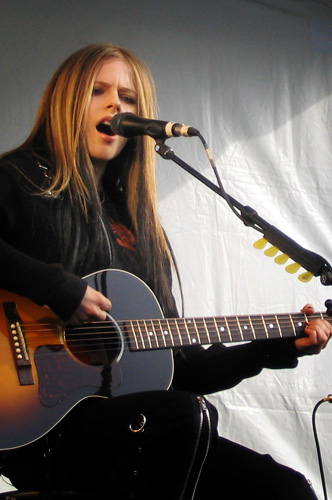
La canadenca Avril Lavigne.

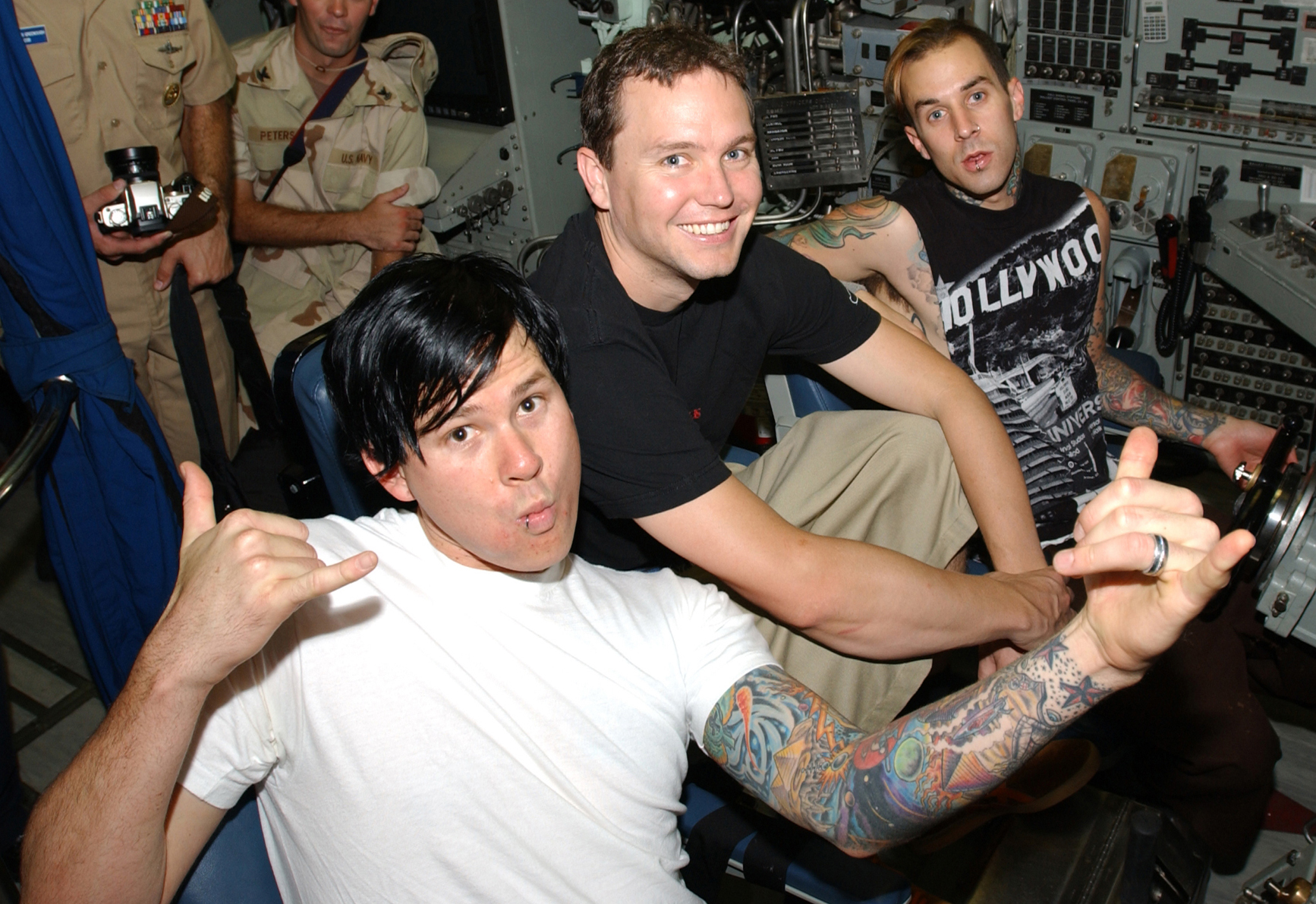
Blink 182

Després del seu avanç l'any 1994, la fama de Green Day es va esvair, principalment a causa de la creixent popularitat d'altres grups com Good Charlotte i Sum 41. En adonar-se'n, es van retirar a l'estudi de gravacions i van produir el seu setè àlbum d'estudi American Idiot publicat al 2004. Va experimentar un important augment de les vendes, amb 14 milions de còpies a tot el món i 3 premis Grammy. From Under The Cork Tree dels Fall Out Boy va obtenir èxit comercial al 2005 i va situar la banda al mapa del pop-punk. El disc següent, Infinity On High, va ser número 1 al 2007. L'últim àlbum pop-punk amb èxit de la dècada va ser el vuitè àlbum d'estudi de Green Day 21st Century Breakdown publicat al 2009 que va aconseguir la seva millor posició a la llista en diversos països, a més de guanyar un Grammy.
Després de l'èxit de Radiohead i The Verve a la dècada dels 1990, el grup de Britpop Coldplay va tenir un gran èxit a les llistes d'àlbums europeus durant la dècada. El rock indie britànic i el pop indie van tornar a la popularitat a mitjan dècada dels 2000 amb artistes com Arctic Monkeys, Franz Ferdinand, Belle and Sebastian, Amy Winehouse, Kaiser Chiefs, Keane, The Libertines, Editors, Lily Allen, Kate Nash, Florence And The Machine i The Ting Tings. Grups post-punk com Bloc Party, Foals i Editors també van veure certa popularitat. Els Oasis també van continuar sent popular a la dècada dels 2000, generant quatre àlbums número u al Regne Unit fins a la dissolució del grup a la tardor del 2009.
U2 va continuar sent popular, llançant tres àlbums aclamats per la crítica, pels quals se'ls va atribuir l'etiqueta de motor d'influència de molts artistes destacats de la dècada com Coldplay i Muse.
A principis i mitjans de la dècada dels 2000, grups britànics de rock independent com The Libertines, Arctic Monkeys, Bloc Party i Kaiser Chiefs van ser testimonis d’un èxit comercial que no es veia des del Britpop als anys noranta. En aquest punt de la dècada també van aparèixer artistes d'indie rock com els New Yorkshire. La música indie en si va augmentar en popularitat a causa de l’augment de la comercialització del rock alternatiu, i els grans segells comencen a comercialitzar bandes independents com a forma d'atractiu. El grup nord-americà d'indie rock The Killers es va fer molt popular a resultes amb els seus senzills "Mr. Brightside", "When You Were Young" i "Smile Like You Mean It".
Radiohead va tenir més èxit a la dècada dels 2000, allunyant-se del seu so experimental de l'era Kid A/Amnesiac d'un so de rock alternatiu més "típic". Muse va veure un nivell similar d’aclamació comercia. A finals de la dècada dels 2000 (a principis de la dècada dels 2010) es va produir el renaixement i la influència de la música synthpop, també coneguda com a pop "nou urbà". Entre els artistes més destacats cal incloure a Hot Chip, Junior Boys, Little Boots i La Roux. A finals de la dècada dels 2000 també es van produir èxits internacionals com els del grup de rock irlandès The Script. L'època també va donar empenta als cantautors, com David Gray, Dido, James Blunt, James Morrison, KT Tunstall i Amy Macdonald.

#### Nu metal
A principis de la dècada dels 2000, va començar una nova onada de metall amb interès en el nou gènere emergent, el nu metal, i gèneres d'un estil similar com el metall barrejat de música rap. La popularitat de la música nu metal es va traslladar des de finals dels anys noranta, on va ser introduïda pels primers senzills de grups com Korn, Deftones, Limp Bizkit, Slipknot, Incubus, Coal Chamber i Rage Against the Machine, a principis dels anys 2000 on es barreja el rap i el rock, donant lloc a artistes com System of a Down, Evanescence, P.O.D., Staind, Papa Roach i Disturbed.
L'èxit del tercer àlbum d'estudi dels Korn, Follow The Leader, i dels Limp Bizkit, o dels Hot Dog Flavored Water, va portar el nu metall a popularitzar-se entre el públic comercial. Hi succeeixen bandes molt exitoses com els The Rasmus i el seu senzill In the Shadows o Within Temptation. Els àlbums de Limp Bizkit acaben per vendre prop d'1.050.000 de còpies tot just posar-se a la venda la primera setmana, cosa que converteix el grup en un rècord dins aquest gènere.
L'àlbum debut de Linkin Park, Hybrid Theory, publicat al 2000, va vendre més de 24 milions de còpies a tot el món. A partir del 2002, el nu metal va començar a perdre l'atractiu principal i al 2004 havia caigut fora de moda. De llavors, moltes bandes han canviat a altres gèneres musicals, com el post-grunge (Staind), el heavy metal (Slipknot, Disturbed, Drowning Pool) i el rock alternatiu (Linkin Park, Papa Roach).
Els Evanescence varen recollir un èxit notable a tot el continent europeu amb una carrera força estel·lar. Per posar-ne un exemple, les festes majors portugueses, a la Península ibèrica, anaven plenes de cançons d'aquest grup, liderat per una dona. Un lloc on la tradició hi faria desfilar música llatina i tot tipus de patxanga, va donar lloc a música nu metal, quelcom evocador de l'èxit que va arribar a assolir els Evanescence. El gènere va irrompre fins i tot a Eurovisió de la mà d'Ucraïna i Finlàndia, donat l'èxit que va recollir Liking Park.

#### Emo

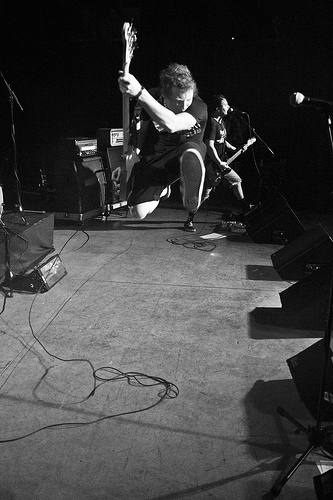
La banda catalana NoWayOut va reversionar l'èxit Umbrella de la Rihanna a la música Emo i amb contingut lletrista en català.

L'Emo es va tornar mainstream a principis de la dècada dels 2000 amb l'èxit i recompensa de platí de Jimmy Eat World's Bleed American. La música emo és un derivat del rock dur, més concretament del hardcore punk. Posa més èmfasi a les emocions i per això inicialment se'n deia hardcore emocional. Emergeix als anys vuitanta i es reinventa als noranta. Ara bé, passa a ser música comercial a la dècada dels anys 2000.
Els fans d'emo tenien la seva pròpia estètica. Cabell negre curt i tenyit, amb serrell tallat al front, ulleres amb muntures gruixudes i negres, i roba de botigues de segona mà. Aquesta moda es va convertir llavors en la identitat dels emos. Musicalment i, sobretot, estilísticament l'emo tenia un atractiu molt gran per als adolescents. Per això, amb el decurs de la dècada, l'ús del terme "emo" es va expandir més enllà del món musical, relacionant-se amb la moda, el pentinat i altres atributs estètics de la cultura.
És de la mà crítics i periodistes especialitzats en música que es va aplicar el terme "emo" a diversos artistes, com ara els Fall Out Boy i els My Chemical Romance. Aquestes dues bandes es tornen llavors en la representació més característica del gènere musical. Varen certificar-se diversos cops com a disc de platí que als EUA és l'equivalent al milió i mig de discos venuts. Així doncs durant la dècada es varen disparar les formacions de música emo com ara Paramore o Panic! at the Disco. Alguns grups d'emos varen rebutjar ser titllats com a tal, i tot el seu èxit, musicalment el gènere mai no va superar la popularitat del post-grunge encara que estèticament, tingué força repuntada a Europa i fora d'aquest continent.
Algunes bandes destacades foren Taking Back Sunday, Dashboard Confessional, Breaking Benjamin, Senses Fail, From First to Last, Story of the Year, Sugarcult, The Red Jumpsuit Apparatus, Hawthorne Heights, Gossip, Hellogoodbye, Armor for Sleep, Mayday Parade, Rise Against, Motion City Soundtrack, Brand New, Simple Plan, Thirty Seconds to Mars, Coheed and Cambria, Good Charlotte, Taking Back Sunday, Seether featuring Amy Lee, The Spill Canvas o Metro Station.
La banda quebequesa Simple Plan va tenir un èxit molt sonat a tot el planeta. Va vendre prop de 20 milions de discos entre els Estats Units, Austràlia, Japó, França, Alemanya, el Regne Unit i Àustria, fet que no compta les còpies que es varen vendre fora d'aquests països on també tingueren un èxit notable. El seu èxit més escoltat, Welcome to My Life, per exemple, va tenir tan bona acollida a Andorra i els PPCC que la pròpia Marató de TV3 el versiona en llengua catalana. En assolir bones vendes a França i la resta de països francòfons, el grup s'atreveix finalment cap al final de la dècada a cantar en francès i, perllonga el seu èxit durant els 2010.
El grup que era fan dels The Offspring va mirar de ser contractat per les discogràfiques que seien a Nova York fins que la fortuna els va tocar. Èxit notable al Japó, el grup necessita sortir l'any 2005 a la televisió quebequesa per tornar-se un èxit al país d'origen. MTV i les radiofórmules els projecten una mica a tot arreu i recullen amb això un fenomen beatlemanïac que va visibilitzar per primera vegada la música emo arreu del planeta.

### Altres tendències

#### Segona generació de pop llatí

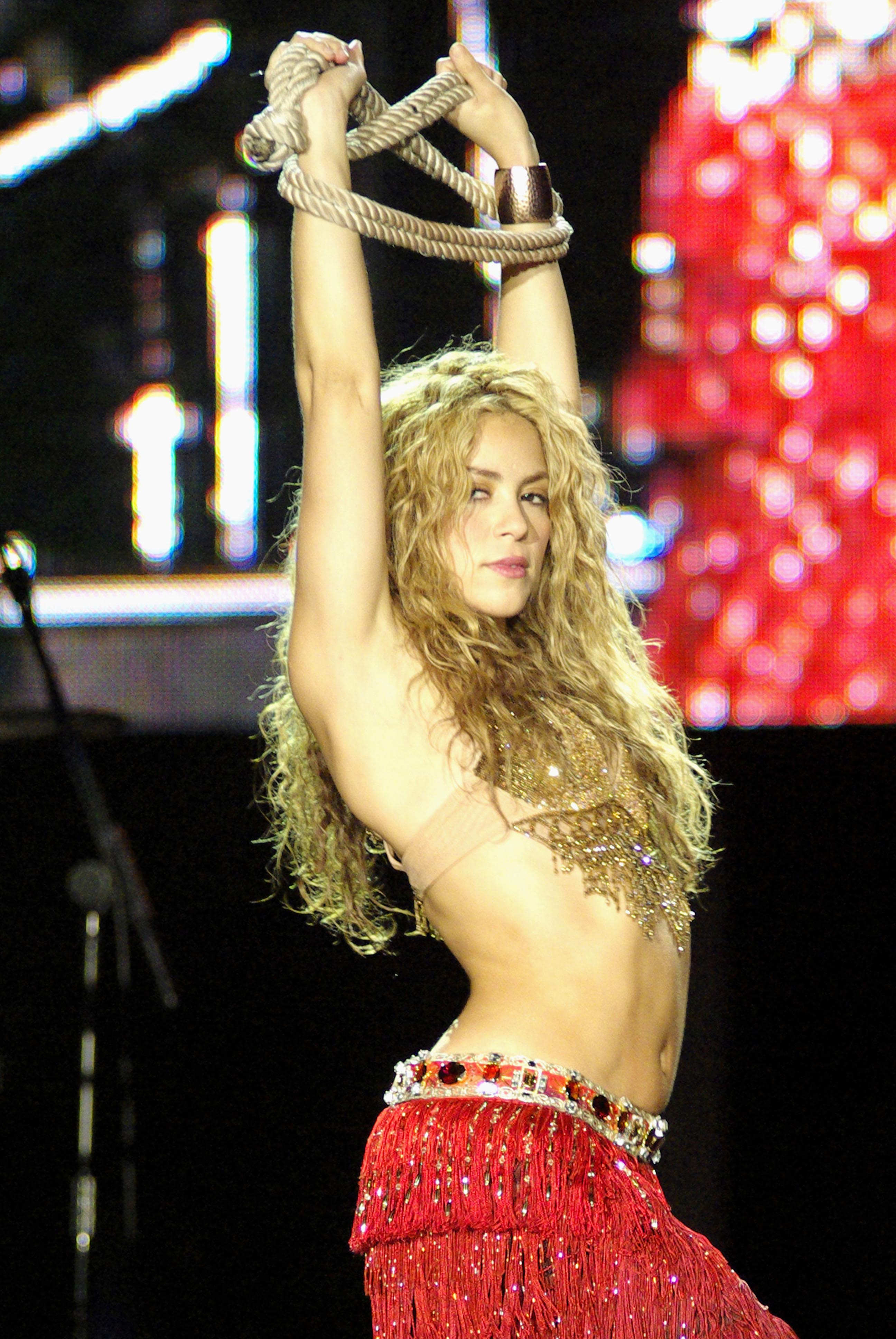
Shakira al Rock in Rio, 2008

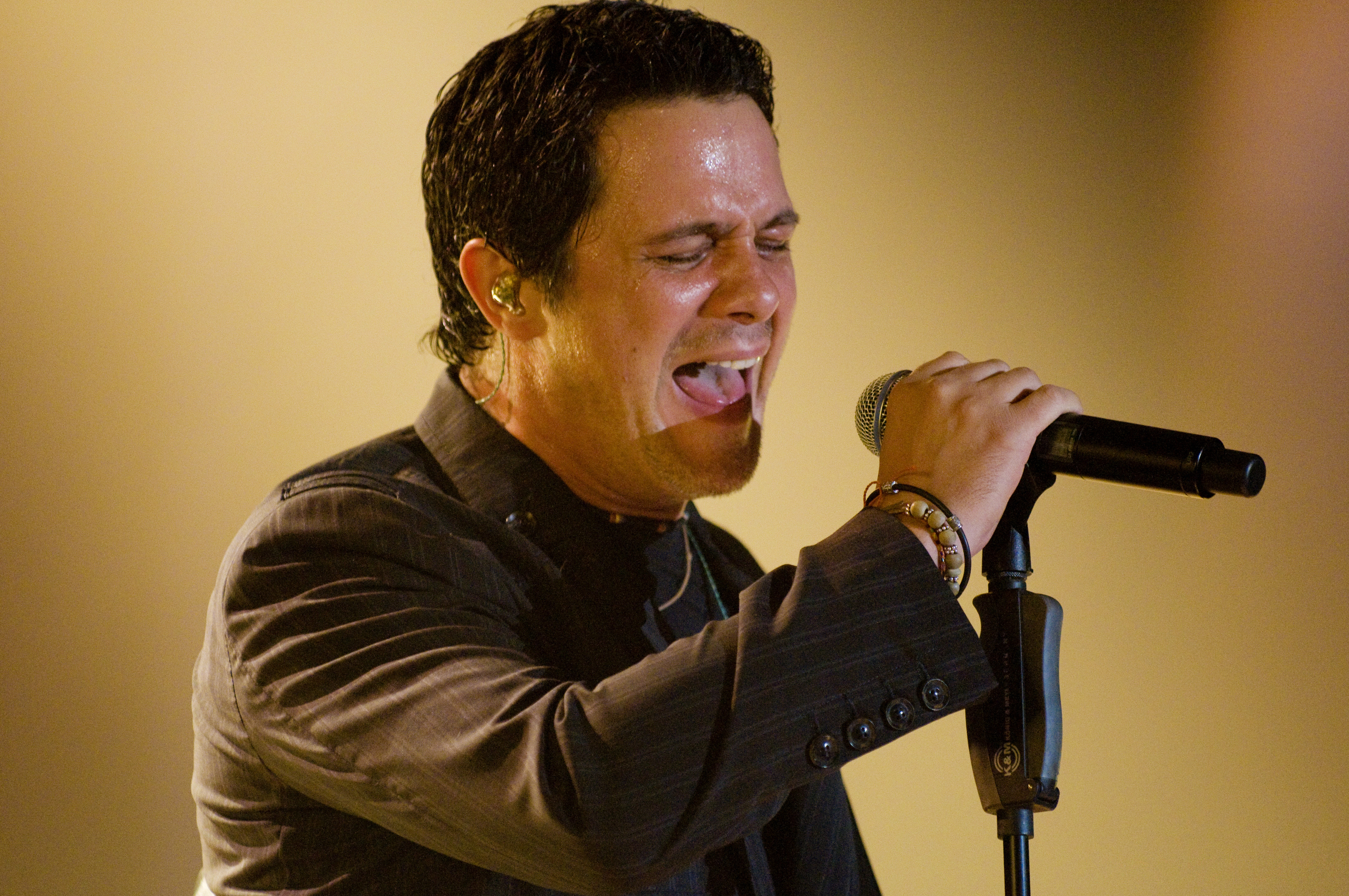
Alejandro Sanz va tenir èxit internacional col·laborant amb Shakira.

Un cop que el continent sud-americà es va proposar durant els anys noranta del segle passat de conquistar els Estats Units, a tot Occident hi ha a cada nova dècada una nova generació d'artistes en música llatina disposats a fer saltar els rècords de les llistes de venda. A la dècada dels 2000 la música llatina es recicla. Ricky Martin a Puerto Rico es converteix a l'R&B on hi barreja sons arabescos, rock, pop llatí i rap. Primerament va triomfar al món sencer amb Jaleo fins que enceta una gran etapa a la seva carrera en solitari amb I don't care.} La colombiana Shakira per la seva banda surt del territori llatinoamericà per tornar-se una bomba llatina al món sencer. El seu single de presentació Whenever Wherever fa somiar el planeta. Artistes d'època, entrevistats en un especial 2000 realitzats per TMC, evoquen que el seu ball, de barreja llatina, amb tocs orientals, havia creat un efecte d'imitació a la població. Tothom va voler imitar-ne aquest ball tan sensual i alhora tan propi a la cantant.
Tot aprofitant que durant la dècada dels 1990 la música italiana va penetrar la Península ibèrica fins desembarcar a Amèrica Llatina, artistes com ara Lauria Pausini, Tizziano Ferro o Eros Ramatzoti proven sort als Estats Units i, per tant, miren de fer el gran salt cap a la resta del planeta. Tizziano Ferro amb una combinació de rap, pop i electropop, va tenir un èxit notable al món sencer amb Perdono. El seu single va traduir-se al francès, l'anglès o el castellà. Això indica que el món llatí es torna en aquesta època una plataforma de projecció a tot el planeta. Las Ketchup es tornen en l'espai d'un estiu en un fenomen mundial que trasllada el seu èxit Aserejé a tots els racons del planeta, fins i tot a territori inèdits com varen ser els països asiàtics i àrabs.
En aquest sentit hi hagué encara més cantants llatins que miraren de projectar-se a fora tot passant pels EUA. És el cas de Paulina Rubio o de Juanes. Els dos nodriren els estius occidentals i no tan occidentals amb música pop llatina. Jenifer Lopez en canvi va preferir unir-se a l'R&B i tornar-se una referència en aquest tipus de gènere musical tot passant al mateix temps per l'electropop i el pop llatí. Les col·laboracions entre cantants llatins i estatunidencs tornen a sovintejar novament. Beyoncé és qui destaca en aquest àmbit.
De música llatina n'hi hagué per a tots els gustos. A banda del reguetó que va presentar-se com la novetat més destacada arreu del món, es poden posar altres noms destacats. És el cas de Celia Cruz, Marc Anthony, Enrique Iglesias, Luis Fonsi, Manu Chao, Calle 13, Maná, Aventura, Daddy Yankee, Thalía, Alejandro Sanz, Gloria Estefa, Julieta Venegas, Orishas, La Mosca Tsé-Tsé, etc. Els Aventura foren en aquest àmbit una boysband destacadíssima. Originaris de República Dominacana varen exportar amb Obsesión batxata a tot el planeta. Era aleshores un fet insòlit. El seu single es va tornar en èxit mundial en l'espai d'un estiu.

#### El retorn del soul
El soul reapareix amb força durant els 2000 per una tendència al neosoul ja registrada durant els 1990. Grans artistes angleses es fan visibles i aporten un toc blanc a la música soul. És a dir, serà la primera vegada que es podrà sentir cantar soul en mans d'artistes de color blanc. Música reservada abans d'això a la població afroamericana, guanya terreny a Londres, on la discriminació, contràriament als Estats Units, no hi fa raó de ser. La dècada acabarà a França on Ben L'oncle Soul va triomfar als països de parla francòfona amb Slouman.
Natasha Bedingfield, Joss Stone, Corinne Bailey Rae, Estelle, Duffy, Amy Winehouse i ja tocant els 2010, Adele, són els noms que tornen a popularitzar aquest gènere, sorgit dels work songs i contra l'esclavitud exercida pels blancs cap a les comunitats negres. Duffy i el seu potencial de veu la transforma en una estrella internacional sense precedents, però és l'Amy Winehouse que acaba per marcar la dècada.
La seva vida personal, la seva mort tràgica i el seu repertori, commouen i aconsegueixen crear unanimitat als cercles de crítica musical. La cantant anglesa, de família modesta, salta a la fama internacional amb Back to Black, un cant d'amor, de desamor i l'inici d'una carrera professional tant desitjada però, alhora, l'inici del descens a l'infern, apunten Jair Domínguez i En Peyu sobre la seva biografia, feta pública a Catalunya Ràdio.
És un àlbum compost a l'home que creia era el de la seva vida. Però, ben bé, immergeix la cantant en les drogues. No és el de la seva vida, comenten en Jair i en Peyu, el cor del jove estava ocupat per una altra noia i és precisament pel dol que va provocar a Amy Winehouse aquest desamor, que compon un segon àlbum, després de l'èxit de Frank al Regne Unit. Es torna una estrella internacional.
Neix en una família que escolta música jazz i l'educa en l'ambient jazzístic. Els pares paguen perquè pugui ser formada en l'escola d'art dramàtic més prestigiosa de Londres. L'Amy se'n desdiu i després de saltar-se un any escolar pel seu gran talent, s'inscriu a la Brit School. Tot seguit s'incorpora a l'Orquestra Nacional de Jazz i, finalment, mira de donar-se a conèixer en diversos clubs nocturns de Londres. És així com la seva discogràfica la troba i la contracta. El primer àlbum, Frank, és un èxit a les illes britàniques, però som encara dins un ambient underground.
La seva carrera es torna un meteorit amb Black to Back. El timbre de veu sedueix. El seu repertori va ple de tocs feministes. Però, tanmateix, fora de les seves cançons, la seva relació amb Blake la torna addicta a les drogues i són aquestes les qui li procuren la mort. Haurà estat una vida curta, fulgurant musicalment, plena d'intensitat i, tot amb tot, digne de recordar-se. A la seva mort es multipliquen les seves biografies i la seva música és emesa doblement, homenatge a una diva del neosoul.

#### El retorn dels discjòqueis

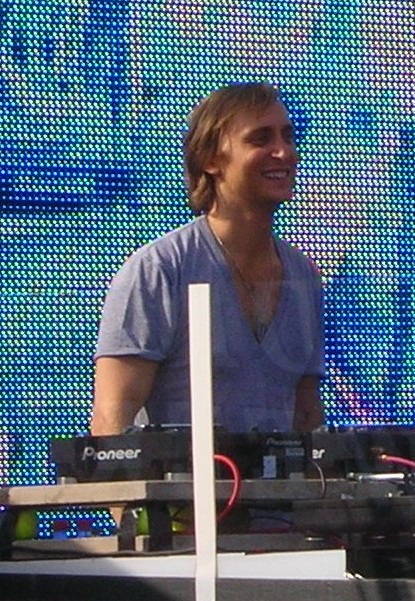
David Guetta.

Als PPCC i Andorra el grup Flaixbac inaugura una estació de ràdio dedicada exclusivament a la música electrònica: Flaix FM

Gràcies a Europa, la música electrònica va tornar a posar l’accent sobre els discjòqueis. Per primera vegada després dels anys setanta del segle xx, els discjòqueis tornaven a ser sol·licitats, podent fins i tot construir una carrera professional equiparable a qualsevol artista pop, com podia ser Madonna o Beyoncé.
A Europa, la música trance es va tornar popular a principis de la dècada del 2000 malgrat que la celebritat del gènere va disminuir a mesura que va passar la dècada. El Hard House es va convertir en la següent gran moda amb barreges entre el house i la música trance. Dins el techno trance hi destacarà el discjòquei neerlandès DJ Tiësto. Com a mena de reacció, ambientació, la música Chillout va assolir popularitat a principis de la dècada de 2000, amb un mercat reeixit de compilacions chillout i el gènere fins i tot va convertir en matèria per a anuncis de televisió i bandes sonores.
La música dance es va mantenir de forma general amb facilitat. Romania exportava eurodance mentre que a França hi havia un sorgiment important de discjòqueis que agafaven la música dance per tornar-la comercialitzabe sota barreges de tota mena. És el cas de Bob Sinclair o David Guetta. Comencen a sortit fins i tot als quioscos revistes dedicades exclusivament als discjòqueis. El pop col·labora amb els discjòqueis. Rihanna o Beyoncé són alguns dels noms que varen voler donar un toc electrònic a la seva música. DJ Sammy es va tornar molt popular tot començant el segle. Europa en general produïda tot el repertori en música electrònica. Mark McCabe (Irlanda), Eric Prydz (Suècia), DJ Aligator (Dinamarca), Darude (Finlàndia), E-Type eurodance (Suècia), David Guetta (França), Bob Sinclair (França), Da Buzz (Suècia), Mad House (Romania), etc.
El suec Alex va rebentar les llistes d’èxits amb Crazy Frog. Es tracta d’un ninot fet amb ordinador que canta sobre música dance. Ningú coneix l’aspecte de l’Alex però tothom n’escoltava la música. Una idea que reprèn del grup Daft Punk, els primers a no mostrar-se públicament, però produir música de gran qualitat fins tornar-se en un èxit. Seguits per aquesta idea, Gorillaz treuen un àlbum molt exitós durant la dècada, on el vídeo del single de presentació està nodrit de dibuixos animats. La mateixa Britney Spears se n’acaba inspirant per alguna cançó seva.
El disco house i el funky house, populars a finals dels anys noranta, van continuar tenint èxit fins a mitjans de la dècada dels 2000 abans que el so de l'electro house es desenvolupés a finals del 2006. El so electro va començar a fusionar-se amb altres gèneres com el Hip Hop a mesura que es va dibuixar la dècada. A partir del 2007, la música de ball va començar a guanyar popularitat a Amèrica del Nord amb el dance-pop provinent d’artistes com la Rihanna: “Don't Stop the Music” i “Disturbia”.
Hilary Duff al seu àlbum Dignity va canviar el seu estil pop-rock per l'electropop més contemporani. Durant els 2008 i 2009, l'electropop i el Nu-disco van augmentar en popularitat a Amèrica del Nord, substituint el hip-hop i l’R&B com a gèneres dominants de la música. Artistes com la Britney Spears, Beyoncé i Lady Gaga van portar aquest estil a una gran popularitat cap a finals del 2008 amb èxits com "Womanizer" de Britney, Single Ladies de Beyonce (Put a Ring on It) i Poker Face de Gaga. Lady Gaga ha estat molt present amb el seu primer àlbum compost essencialment d’electropop. A això caldria afegir-hi els senzills de Madonna com "Hung Up" (número 1 a 45 països) i "4 minuts" (número 1 a 32 països). I, finalment, les russes t.A.T.u. també varen produir molta música electropop.
El duet de música pop Aly & A.J. van explorar l'electropop i les influències de la nova onada dels anys 80 en el seu segon àlbum "Insomniatic". A més, es va poder apreciar alguns dels artistes i DJ nord-americans d’electrònica més reeixits dels anys noranta, com Moby i The Crystal Method.
La popularitat de l'eurodance als anys noranta va conduir a la considerable popularitat del gènere música trance a finals dels anys noranta i principis dels anys 2000. Entre els artistes més populars de la dècada es trobaven ATB, Ian Van Dahl, Alice Deejay, BT, Fragma, Lasgo, iiO, Sylver, Groove Coverage, Robert Miles, Tiësto, Armin Van Buuren, Paul van Dyk, Paul Oakenfold, John Digweed i Safri Duo.
Els artistes electrònics més populars de la dècada en altres gèneres inclouen Fatboy Slim, The Chemical Brothers, The Prodigy, Groove Armada, Basement Jaxx, Daft Punk, Massive Attack, Röyksopp, Pendulum, Justice, Portishead, Björk, Goldfrapp, M83, Orbital, Boards del Canadà, Autechre, Above & Beyond, Eric Prydz, DJ Shadow, Scooter, Underworld, Aphex Twin, Squarepusher, The Crystal Method, deadmau5, The Knife, Fever Ray, Ladytron, Lamb, Zero 7 i David Guetta.
Tanmateix, els comentaristes dels mitjans de comunicació van començar a escriure que la música electrònica de ball s’havia tornat una mica ’”underground" i per això l’interès era minvant a nivell comercial, tot i l’apogeu als anys noranta. De resultes els Brit Awards de l’any 2004 retiren la categoria de "Millor artista de dance".
L'electro, així com el house, es van convertir en els principals corrents de la música de ball a mitjan dècada, substituint gèneres més tradicionals com ara el jazz o la música llatina. Els artistes d’electro house com Benny Benassi, Bob Sinclar i MSTRKRFT van guanyar popularitat en clubs de tot el món. Dubstep i Bassline House aconsegueixen fer-se nom amb la música de ball. Caldrà parlar també de Skream i T2. Cantants i boysbands es converteixen a l'eurodance com la Kate Ryan, September, Alcazar, Basshunter i Cascada, fent-se populars arreu del món durant els anys 2000.
Paral·lalament, va sorgir la música grime a principis de la dècada dels 2000 i va assolir èxit comercial, sobretot al Regne Unit, a través d’artistes com Dizzee Rascal i Wiley. El català Sak Noel amb La gente está muy loca clou la dècada dels DJ i n'inaugura una altra.

## Amèrica del nord

### Pop cristià
La música cristiana és un tipus de música que canta pop amb cançons cristianes, tota una paradoxa per al segle XX i XXI occidental i, això no obstant, neix a la dècada dels 1990 on progressivament va guanyant certa fama fins esclatar durant els 2000 als Estats Units. Tot un moviment evangelista l'acompanya i vers la dècada dels 2010 i 2020, tindrà èxit a Amèrica Llatina i, sobretot, en l'àmbit polític en populistes com ara el president brasiler, Bolsonaro. En efecte, al Brasil, el moviment evangelista aconsegueix posar al poder un populista d'extrema dreta que rep el suport d'aquest col·lectiu, abessat a la música cristiana.
Després de l'èxit dels anys noranta, el pop cristià continua recollint èxit amb artistes com Jars of Clay i Audio Adrenaline. El treball de Relient K a l'escena pop-punk/pop-rock els va valer tres àlbums certificats disc d'or: The Anatomy of the Tongue in Cheek, Two Lefts Don't Make a Right i MMHMM, a més d'una nominació als Grammy. Skillet va gravar dos àlbums nominats als Grammy —Collide i Comatose— i va aconseguir el disc de platí amb Awake i Gold with Comatose.
A la dècada dels 2020, Justin Bieber s'atreveix per primera vegada a Holly amb pop cristià, una exclusiva perquè significava traslladar aquest pop a Europa. Però, llevat de Justin Bieber, el pop cristià queda dins l'àmbit estatunidenc i, al límit, Amèrica Llatina, amb músics com Ana Paula Valadão o Marcelo Rossi.

### Country

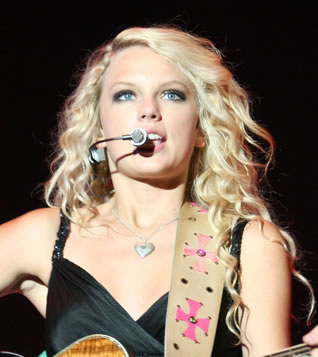
Taylor Swift, la cantant amb més èxit internacional a la dècada dels 2000 i 2010.

Les vendes de música country van continuar en augment als Estats Units i amb una caiguda amortitzada però continuada a la resta del món. Diversos senzills van obtenir la certificació de platí doble als Estats Units, cosa que indica que el gènere continuava tenint un fort nínxol a la indústria musical.
El 2002, els Statler Brothers es van retirar de la música, posant fi realment a una època de música country. Jimmy Fortune va començar a treballar pel seu compte com a artista en solitari amb l'ajut de The Oak Ridge Boys i continua gravant música i fent gires avui.
Un dels artistes nous amb més èxit de la dècada va ser Carrie Underwood. L'any 2005, el Checotah, nadiu d'Oklahoma, es va convertir en el primer guanyador d'American Idol, fet que li va premetre gravar música country i tornar a donar empenta al gènere dins l'espectre de la música massiva. En lloc de pop, rap o rhythm and blues, l'artista va saber seduir amb aquest gènere, pròpiament estatunidenc. Al final de la dècada, Underwood havia acumulat vuit cançons número 1 a la llista Billboard Hot Country Songs, juntament amb nombrosos premis de l'Associació de Música Country, l'Acadèmia de Música Country i d'altres.
El country pop, un subgènere que té les seves arrels en el so de Nashville de finals dels anys cinquanta-principis dels seixanta, va continuar florint en popularitat. L’artista més destacat va ser Shania Twain, exitosa internacionalment, amb el seu disc Up !, publicat l'any 2002. Altres intèrprets destacats del gènere van ser Dixie Chicks, Lonestar, Martina McBride, Tim McGraw, Faith Hill, Keith Urban i Rascal Flatts. A mitjans de la dècada, un grup informal de cantants i compositors anomenat MuzikMafia es va formar per promocionar la seva malla de música country honky-tonk i proscrita; els membres més destacats van ser "Big" Kenny Alphin i John Rich (del duet Big & Rich) i Gretchen Wilson, que van tenir èxit a la meitat de la dècada.
A la península ibèrica, l'èxit del country va portar el cantant Coyote Dax a tornar-se èxit d'estiu. Catalans, andorrans, castellans o bascos varen aprendre a ballar amb coreografia country. Tota una declaració i, amb tot, un èxit efímer que així i tot va ser al centre de promoció d'un supermercat andorrà, la qual cosa indica l'èxit que va arribar a tenir el country i, sobretot, Coyote Dax.
Molts artistes de fora del país van tenir èxit en la música country durant la dècada de 2000. El més reeixit d'aquests artistes ha estat l'excantant de Hootie & the Blowfish, Darius Rucker, que va tenir tres èxits número 1 entre el 2008-2009: "Don't Think I Don't Think It It", "It Won't Be", etc. Like That, un grup de country rock amb seu a Califòrnia, van tenir el seu primer gran èxit a la llista Hot Country Songs entre el 2007-2008 amb les cançons "How Long" i "Busy Being Fabulous".
Les cantants de pop-rock Michelle Branch i Jessica Harp van forçar The Wreckers i van tenir dos èxits top 10, inclòs el número 1 "Leave the Pieces". La Michelle Branch es va tornar molt coneguda a tot el planeta amb Everywhere. Altres artistes no nacionals que van tenir èxit en el gènere van ser Kid Rock foren Sheryl Crow, Robert Plant, Jewel, etc. Alhora caldria destacar la repercussió internacional que varen tenir Jessica Simpson, Bon Jovi i Miley Cyrus.
A finals de la dècada de 2000, Taylor Swift es va convertir en la primera artista estatunidenca a tenir una popularitat generalitzada des dels anys vuitanta. El seu àlbum d’estudi debutant homònim va produir diversos èxits entre els deu primers llocs de la llista Billboard Hot Country Songs, mentre que el seu segon àlbum Fearless va generar dos dels èxits internacionals més: "Love Story" i "You Belong With Me", tots dos van assolir el top 5 del Billboard Hot 100. Als premis MTV Video Music 2009, Swift es va convertir en la primer artista country de la història a guanyar un premi VMA, amb "You Belong With Me": èxit a tot el planeta.
No tothom va celebrar l’èxit d’artistes com Underwood i Taylor Swift, que van reflectir el constant debat, exclusivament estatunidenc, entre música country pura i derivats, que els i les més puristes menyspreen. L'any 2009, el llegendari artista de música country George Jones proclama que "ens han robat (els nous artistes) la nostra identitat...". No deixa de ser cert, però, que la música country tradicional va mantenir un gran seguiment durant la dècada, a causa d'èxits d’artistes veterans com Strait, Jackson, Reba McEntire, Brooks & Dunn, Toby Keith i Kenny Chesney, i artistes més nous com Paisley, Blake Shelton i Billy Currington. Rogers, Parton i Willie Nelson, tots tres artistes que van tenir èxits country des de principis dels anys setanta, tenien cançons número 1 durant la dècada dels 2000, ja sigui com a solistes (Rogers), com a vocalites descatacs, entre mésa. A més, els veterans compositors com Bill Anderson i Bobby Braddock també van gaudir d'un èxit continuat. A finals de la dècada, els nouvinguts com Jamey Johnson i Miranda Lambert van ser àmpliament aclamats pel seu talent de composició i interpretació.
El conegut grup Alabama es va retirar de la gira el 2004 després de gairebé un quart de segle d'èxit principal, principalment durant els anys vuitanta i noranta. Els seus membres, els cosins Randy Owen, Teddy Gentry i Jeff Cook, i el bateria Mark Herndon, van continuar essent intèrprets actius i van enregistrar una exitosa sèrie d’àlbums que contenien gòspel i cançons tradicionals.
Altres països han triomfat versions autòctones del country. És el cas del Brasil, on el sertanejo ha esdevingut, des de finals d'aquesta dècada, en el més escoltat del país. César Menotti & Fabiano, Paula Fernandes, Fernando & Sorocaba i Jorge & Mateus són noms destacats del gènere.

### Jazz

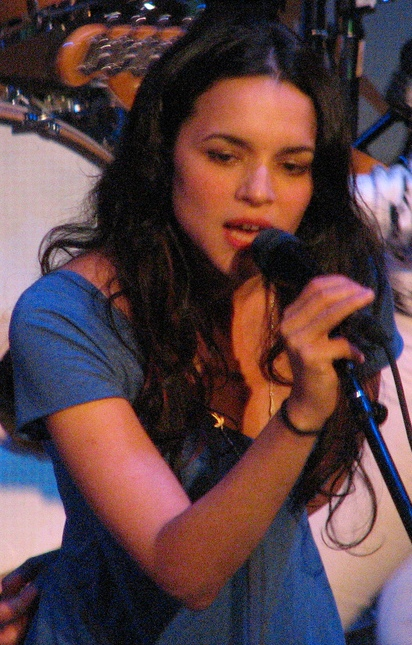
Norah Jones al Bright Eyes.

A la dècada dels 2000, el jazz continua agradant a un grup bàsic d’oients. Músics de jazz consolidats, com Dave Brubeck, Wynton Marsalis, Sonny Rollins, Wayne Shorter i Jessica Williams, segueixen actuant i enregistrant. A la dècada van sorgir diversos músics joves, inclosos el pianista Jason Moran, el vibrafonista Stefon Harris, el trompetista Roy Hargrove i el baixista Christian McBride.
A més, diversos vocalistes nous aconsegueixen popularitat amb una barreja de formes tradicionals de jazz i pop/rock, com Diana Krall, Norah Jones, Cassandra Wilson, Kurt Elling i Jamie Cullum. Norah Jones i Diana Krall, a causa del seu enorme èxit internacional durant la dècada dels 2000, on recullen èxits a França, els Països Catalans, Romania, Hongria, Estònia, Alemanya o Noruega, són considerades la primera i la segona cantants de jazz femenines amb més èxit de la dècada, respectivament.
Diana Krall ha encapçalat el Music Billboards diverses vegades l'any 2000. La setmana del 15 d'abril del 2000, l'àlbum de Krall "When I Look in Your Eyes" va arribar al número u, seguit de "Tomorrow Today" d'Al Jarreau. Norah Jones va ser nomenada com a principal artista de jazz de la dècada 2000-2009 per la Billboard.
Jones va fer treure molts àlbums a la dècada dels 2000, inclosos de gènere jazz. Entre ells, "Come Away with Me" el 2002, "New York City" el 2003 i "Feels Like Home" el 2004.

#### Michael Bublé
L'aparició de Michael Bublé als mitjans de comunicació europeus va ser inèdita. La seva barreja de pop amb jazz, sempre dins un estil baladesc, va sorprendre. L'artista canadenc ven prop de 3 milions de discos al Regne Unit, tan sols les primeres setmanes de la sortida del seu àlbum debut europeu. La cosa es reprodueix a la resta d'Europa.
La música i l'estil, no tenien res a veure amb allò que la població consumia habitualment. Si més no, era del tot diferent a la música que s'escoltava a les ràdios, a la televisió i que es venia a les botigues digitals. Els top manta precisament no s'haurien imaginat mai que vindrien música que aleshores és vista per molta gent com a anacrònica, d'una època passada.
Michael Bublé arrasa doncs amb la seva entrada a Europa on hi acumula els èxits. Amb més de tres discos al mercat en aquella època, va vendre prop de 22 milions de discos, entre singles i àlbums. Una barbaritat per a aquest gènere del tot nou. Un clàssic tornat modern. Un pop que s'havia deixat de fer però que va tornar reformulat, amb jazz i tocs de galant. La dècada s'acaba amb cinc àlbums i en comença una altra, amb tres àlbums més.

### Rock

#### Post-grunge
El post-grunge va continuar sent popular a la dècada dels 2000, assolint el seu apogeu els primers anys de la dècada. Cal incloure-hi artistes com és el cas de Foo Fighters, Creed, Alter Bridge, Nickelback, Lifehouse, Incubus, Hoobastank, 3 Doors Down, Puddle of Mudd, Our Lady Peace, Switchfoot, Shinedown, Three Days Grace, Staind, Seether i Daughtry. Aquestes bandes van portar el post-grunge al segle XXI amb un èxit comercial considerable, de vegades abandonant l'angoixa i la ira del moviment original per himnes, narracions, balades i cançons romàntiques més convencionals.

#### Metalcore
Vora l'any 2004, el metalcore va dominar mercès a grups com Killswitch Engage, Underoath, Bullet for My Valentine, Trivium i Avenged Sevenfold. És un gènere musical que combina elements propis del hardcore punk i de diversos subgèneres de la música metal que es va popularitzar als noranta.
L'èxit del metalcore als Estats Units va provocar una major popularitat i exposició de gairebé tots els altres subgèneres del heavy metal, com el death metal, el black metal i el thrash. L'any 2002, el heavy metal derivar en un nou subgènere anomenat deathcore, que tindrà un èxit moderat des del 2005 fins a l'actualitat.

#### Indie rock
A mitjans de la dècada de 2000, grups com Modest Mouse, Death Cab for Cutie i Arcade Fire van llançar àlbums d'indie rock que van entrar al mainstream i van donar a conèixer a l'indie rock.
A finals dels anys 2000 també es van veure més grups de rock independent com MGMT, Spoon, Interpol, Tegan i Sara, Wilco, The Decemberists, The White Stripes, The Strokes, Animal Collective, Bright Eyes, Rilo Kiley, She & Him, The New Pornographers, Feist, Cat Power, Grizzly Bear, Arcade Fire, The Shins, The Killers i Vampire Weekend guanyen popularitat a tot el món.
L'èxit és degut molts cops a la plataforma My Space i Internet. La creixent popularitat de la ràdio per Internet va contribuir a les vendes d'àlbums per a grups de rock independent quan resulta que hi havia poc o cap espai a les ràdios convencionals. Aquesta tendència s'ha vist com la que anunciaria una nova era de rock, però res d'això ha estat.

#### Rock dur i metall
AC/DC va llançar Stiff Upper Lip al 2000 i Black Ice al 2008. Guns N 'Roses va llançar l'anhelada Chinese Democracy al 2008 després de més d'una dècada del treball Axl Rose. Metallica va llançar dos àlbums a la dècada dels 2000, St. Anger al 2003 i Death Magnetic al 2008. Aerosmith va llançar Just Push Play, que va aconseguir el disc de platí l'any 2001, seguit de Honkin' On Bobo, al 2004; la banda també va fer gires tots els anys de la dècada excepte l'any 2008.
Bon Jovi va llançar cinc àlbums durant la dècada: Crush (2000), Bounce (2002), Have a Nice Day (2005), Lost Highway (2007) i The Circle (2009). Crush va tenir el millor resultat, amb doble disc de platí. Va donar lloc a l'èxit "It's My Life" a tot el planeta, així com Have a Nice Day i Lost Highway. La Lost Highway Tour de Bon Jovi va ser la gira amb més ingressos del 2008.

## Amèrica del sud

### Pop

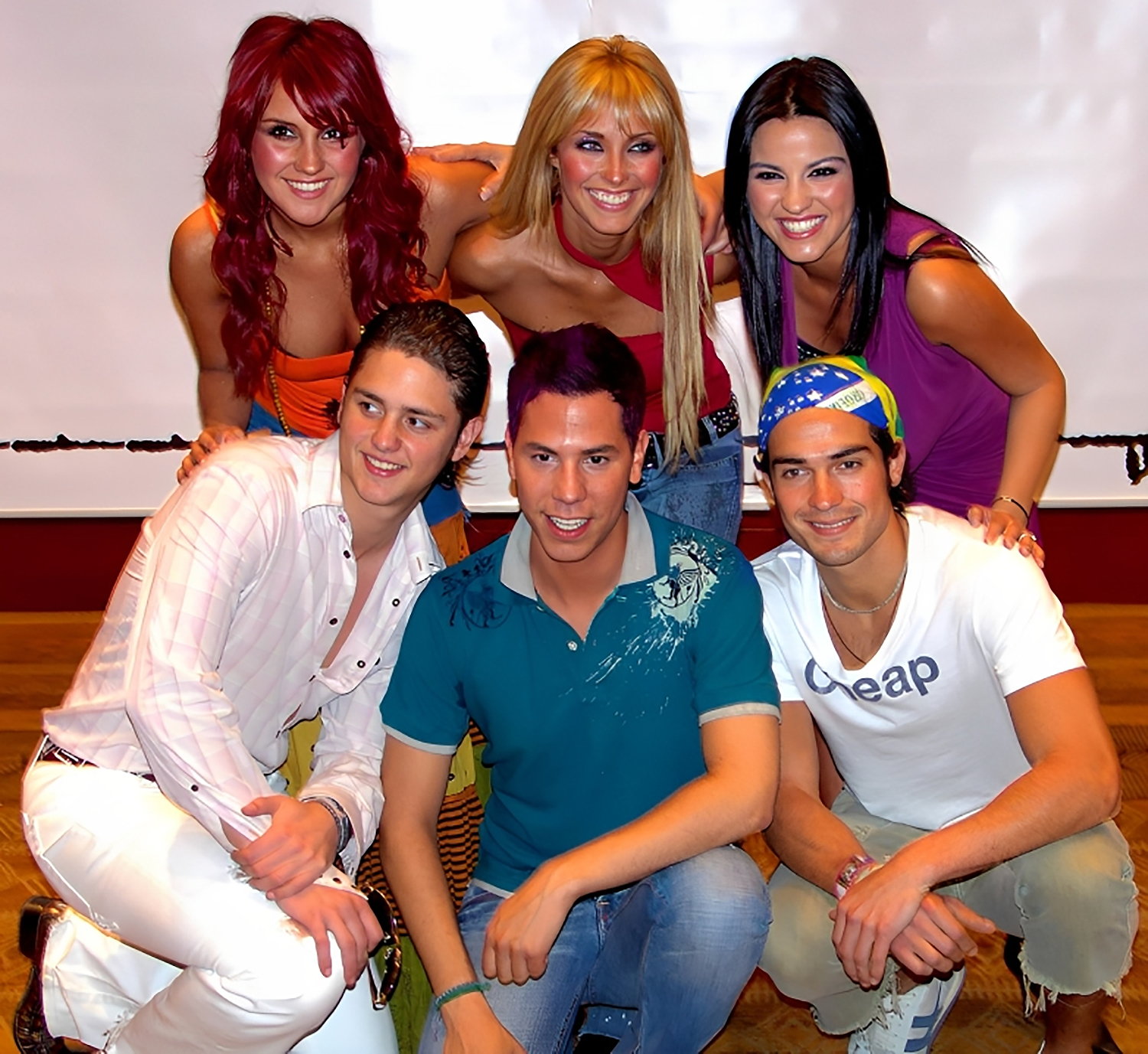
Fotocol amb la boysband mexicana RBD.

Durant la dècada dels 2000 continua havent-hi influència entre Amèrica Llatina i la península Ibèrica. Del continent sud-americà Brasil hi exporta Carlinhos Brown i l'ambient més carnavalesc possible. La sèrie de televisió Rebelde, d'origen mexicà, tot seguint la tendència anglosaxona, exporta la boysband RBD al món lusòfon (Brasil, principalment), hispànic (Argentina, Panamà, Costa Rica, Hondures, Colòmbia o Argentina) i ibèric (Castella, els PPCCC, Galícia o Andorra). Les sèries de televisió llatinoamericanes triomfaven a la Península ibèrica. A Portugal el canal de televisió SIC feia èxit amb telenovel·les brasileres mentre que Castella proposava sèries de parla castellana com El Patito Feo o Pasión de Gavilanes. Les banderes sonores corresponents apujaven els rangs dels més venuts. Cal notar justament com Thalía va poder triomfar mercès a les telenovel·les.
Mèxic és principalment el país hispànic que es deixa entusiasmar amb facilitat per la música produïa a la península Ibèrica. Hi triomfa en David Bisbal, Chambao, Marta Sánchez, Bebe, Las Ketchup, La Quinta Estación, Amaral o Manu Chao. Hi va haver igualment lloc per als bascos La Oreja de Van Gogh, Álex Ubago o la catalana Mónica Naranjo. Tot passant per Mèxic, artistes llatins de nacionalitats variades, com ara Shalim, Diego Torres, Coti, Chayanne, Juanes, Carlos Baute, Paulina Rubio, Shakira, Lorna, Daddy Yankee, Celia Cruz, Lucrecia, Belinda o La Quinta Estación, varen saltar a les diverses nacions que conformen durant les dues primeres dècades del segle XXI el regne d'Espanya.
Entre els dos continents els sons són aleshores força variats. El cubà Carlos Baute exportava pop llatí mentre que la cubana Lucrecia que es va tornar en èxit d'estiu amb Mi Gente preferia quedar-se dins l'ambient tradicional del seu país. La mexicana Paulina Rubio triomfava amb pop llatí, barrejat amb electropop, de cops amb rock i fins i tot amb dance. El porto riqueny Chayanne en canvi va preferir fer-se lloc amb balades llatines i alguns sacsejos de malucs amb pop llatí. El reguetó es va instal·lar durablement a les nacions hispàniques dels dos continents gràcies a la panamenya Lorna. La colombiana Shakira barrejava música llatina amb estructures occidentals de forma que es podia sentir rock llatí, tango, ranxera i altres gèneres. Un èxit no només a la península Ibèrica, sinó al món sencer. Això mentre Ricky Martin experimentava amb sons arabescos i R&B combinat de música llatina pop. Els argentins Belanova van exportar música pop, dance llatí i fins i tot electropop mentre que Belinda preferia el pop-rock electrònic. Finalment, el gallec Manu Chao es feia lloc fora i dins el país amb una combinació de reagge, punk i rumba molt exquisit.
Mirant la dècada de forma més general el reaggeton i el pop llatí varen triomfar amb una repuntada ben notable. Els estius omplien les butxaques de les discogràfiques amb els complitatoris Disco Estrella o Caribe Mix on hi encabien l'èxit llatí més notable dins la Península ibèrica com provinent d'Amèrica Llatina. Però, a la dècada del Big Brother, hi va haver igualment espai per la formada Operación Triunfo i Popstars sota totes les salses possibles. Les Bandana argentines, la mexicana Darina Márquez, el castellà David Bisbal, la xilena Mónica Rodríguez, l'argentí Claudio Basso, la brasilera Vanessa Jackson o la peruana Mayra Alejandra Goñi. Dins el gènere girlsband però sortint de les telerealitats caldria destacar les Miami Sound Machine, tot i que dins els reality xous destacarien T' de Tila (Mèxic), Mambrú (Argentina), Br'oZ (Brasil), Bandana (Argentina), etc.
Bo i sortint dels èxits internacionals, es pot destacar altres gèneres exitosos, així com artistes de tota mena. A l'Argentina hi ha lloc per a Andrés Calamaro, Los Tipitos, Emmanuel Horvilleur, Airbag, Gustavo Cerati, Mancha de Ronaldo o Turf dins el rock. Marcela Morelo dins el pop llatí, Miranda! dins el pop sintètic o el duet mexicà i argentí Sin Bandera. A Mèxic el grup Reik va tenir molt d'èxit. Entre l'Argentina i Uruguai es pot destacar ska i rock amb La Vela Puerca o Los Piojos. A Cuba els Orishas varen aconseguir molt èxit. A Perú hi trobem a Pedro Suárez Vértiz, Amén, Grupo Néctar, Libido o Grupo Cinco amb rock, pop llatí, cúmbia o boleros. Des de Puerto Rico hi havia els Calle 13 que barrejaven hip hop amb reagge o a Xile el grup Gondwana que apostava directament amb reagge. A Perú els Bacilos es varen tornar un èxit a la Península ibèrica i fora gràcies a sortir en anuncies de l'ONCE. Xile va tenir èxit a Amèrica Llatina i al propi territori nacional amb La Ley, Lucybell, Myriam Hernández, Los Bunkers, Saiko, De Saloon o la girlsband Supernova. Hi haurà doncs lloc per al pop, el rock, el pop sintètic o l'electropop. A Colòmbia i en un altre registre s'hi pot destacar Gilberto Santa Rosa, Los De Adentro, Juanes, Sanalejo, Bonka o els Mauricio & Palo De Agua. Cap a Argentina Los Enanitos Verdes varen trobar molt d'èxit fora de les seves fronteres mentre que Puerto Rico Alexis & Fido o els Ñejo & Dalmata miraven de ser ben acollits amb reguetó.

### Samba, rock i funk carioca

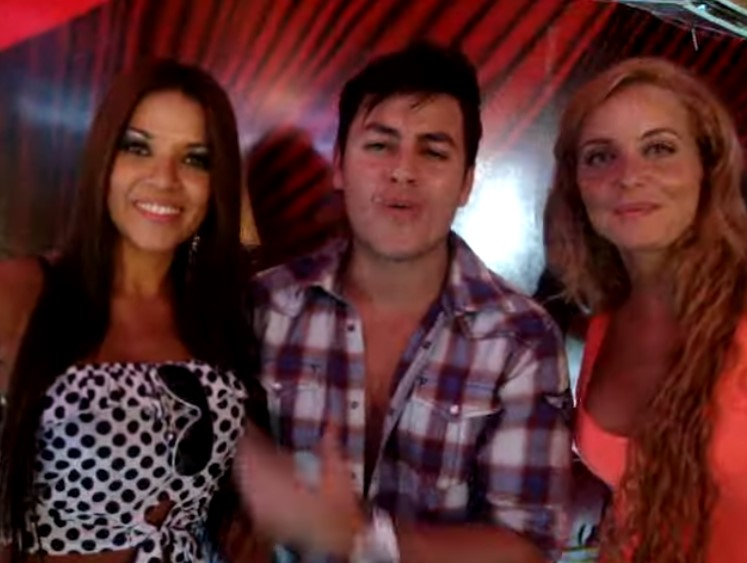
Els Axe Bahia aterraren als PPCC, Andorra, Galícia, Castella, el País Basc i Portugal a la dècada dels 2000 amb "Beijo na boca". Èxit d'estiu, el grup va aconseguir exportar més enllà d'Amèrica Llatina la fusió entre l'MPB i l'electrònica. Conformen els portant-veus de la música axé.

A principis de la dècada de 2000, Lynda Thomas va tenir un èxit notable com a artista de rock alternatiu a tot el món, inclòs al mercat llatinoamericà. Èxit que arrossega des dels anys noranta. Es torna popular amb singles de rock que inclouen "A Mil por Hora", "Lo Mejor de Mi" i "Estoy Viva". A banda, el territori llatinoamericà segueix explorant aquest gènere, amb artistes com la Camila, Kandy García, Pepe Aguilar o Kalimba.
Al Brasil, la barreja entre samba i rock reprèn força, després d'haver viscut les primeres passes a la dècada dels seixanta i setanta del segle xx. Aleshores aquest subgènere del rock, pròpiament brasiler, va ser possible mercès a Jorge Ben Jor, Erasmo Carlos, Bedeu, Bebeto i el Clube do Balanço. És justament el Clube do Balanço els qui promogueren novament la continuïtat durant els 2000, ajudats de Paula Lima, Sambô i Funk Como Le Gusta.
Cal notar com a banda del rock, Brasil es deixa emportar pel drum and bass, creant-ne el subgèneres drum and bossa, pròpiament brasiler. Fernanda Porto, Kaleidoscópio i els DJ Ramilson Maia, Marky i Patife són els responsables d'aquesta mescla entre la bossa nova i el drum and bass. Altres barreges pròpiament brasileres són el funk carioca, un mixatge entre hip-hop i ritmes afrobrasilers, nascuda als 70 però que va continuar esplaiant-se, després d'haver sortit de les faveles de Rio de Janeiro per tornar-se en un fenomen en aquest país. El territori nacional es torna a aficionar a la música calipso i, sobretot, continua apassionant-se pel forró, un gènere de ball i música popular nascut a l'interior del Brasil, força tocat a les festes populars.
En aquest sentit cal notar com la dècada veu la fusió entre MPB i música electrònica. És el cas del forró o del pagode, convertit en pagode baiano. Es tracta d'un gènere tradicional que cal remuntar al segle xix però que és reprès durant els 2000, per barrejar-lo amb tendències contemporànies. És així com, per exemple, el forró es troba una segona vida amb la música electrònica. Entre el reagge, el funky, el samba i altres gèneres més, va néixer l'anomenat Axé, el qual passa a barrejar-se amb música electrònica. Es tracta d'un moviment i un gènere musical a banda, molt popular en aquest país, exportat a la Península Ibèrica durant la dècada dels 2000 amb la boysband Axé Bahia, però que nasqué durant els 1980 i s'expandí a Bolívia, l'Argentina, Xile, Equador, Paraguai, Perú i Uruguai durant els 1990.
Tot tornant al rock, el país continua ballant amb Kid Abelha que ateny el seu auge, després d'haver recollit grans èxits als 80 i 90. Dins el reagge, el rock i el hardrock, es varen destacar artistes com ara Natiruts, O Rappa, Skank, Jota Quest i Charlie Brown Jr. El rock alternatiu brasiler el produïren antigues estrelles dels 90, com ara Detonautas, Pitty, CPM 22 i Angra, o dels 80, com ara Capital Inicial, Titãs, Ira!, Roupa Nova i Biquini Cavadão.

### Salsa i merengue
Tot i que la salsa i el merengue van començar a disminuir en popularitat, el merengue tindria una nova vida gràcies al subgènere conegut com a "merengue de calle". A partir del 2004, aquest subgènere que combina elements del merengue, el rap i el reggaeton seria popularitzat per artistes mainstream com ara Omega, Silvio Mora, El Sujeto i Tito Swing.

## Europa

### Els retorns

#### El retorn dels musicals

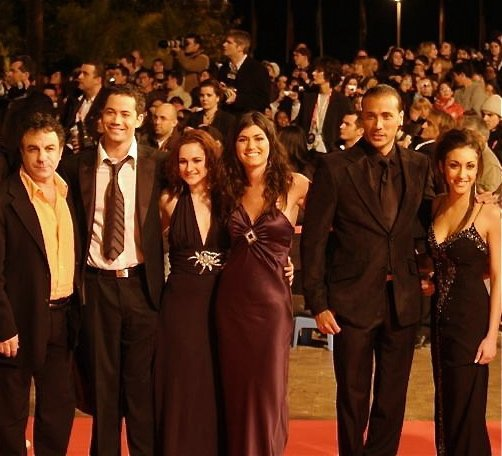
La troupe del Roi Soleil als NRJ Music Awards, 2006

A l’Europa de l’oest, diversos països tornen a posar de moda els musicals. França va ser el lloc més destacat en aquesta matèria. El musical de Cléopâtre va tenir una acollida tan espectacular que va aplanar el camí a futurs musicals. Les cançons eren número u de vendes i revelaven noves estrelles de la cançó. Alhora els musicals francesos varen aconseguir molt bona rebuda a països francòfons com ara Mònaco o Bèlgica.
El Roi Soleil va ser el musical més venut. Gairebé tot el seu repertori se sentia a les radiofórmules del país i va permetre consolidar l’èxit del coreògraf Kamel Ouali; conegut per haver exercit de professor a l’acadèmia d’OT francesa. Être à la hauteur, Ça Marche, Je Fais de Toi Mon Essentiel, La Vie Passe, Vice Versailles, Tant qu’on rêve encore o S’aimer est interdit són alguns dels grans èxits de la “troupe” del “Roi Soleil”. El musical va obrir les carreres musicals de dues estrelles de la cançó francesa contemporània. Emmanuel Moire, d’una banda, va estrenar el seu primer àlbum en solitari gràcies al musical i, Christophe Maé, va seguir-li els passos, amb dos àlbums en solitari de gran èxit a les llistes de venda.
Mentre a França musicals com ara Mozart et l’Opéra Rock, Robin des Bois o Les Amants de la Bastille i el seu èxit Je Veux le Monde, feien estralls a l’oest del continent, als Països Catalans, la companyia de teatre Dagoll Dagom va tornar-se en pionera a la península Ibèrica. Molts cantants d'Operación Triunfo hi acaben participant com és el cas de Gisela o Elena Gadel. La companyia va actualitzar l’èxit de Mar i Cel de l’any 1988 i això va tornar els musicals en tendència. La dècada queda representada per Mar i Cel, Boscos endins i, sobretot, a Cop de Rock. Ja tocant la dècada dels 2010, la companyia estrena dos grans èxits, La família irreal i Súper 3: El Musical. Són dues adaptacions dels programes televisius Polònia i del canal infantil Súper 3.
Nota: l’ús de la música per fer paròdia de la societat va tenir molt èxit a Andorra, els Països Catalans, els països francòfons i germanòfons. El Polònia a les nacions catalanòfones és l'estrella indiscutible - cal comptar-hi igualment el Crackòvia - mentre que a França l’humorista Michaël Youn va tenir un èxit espectacular amb el seu grup de música rap i música pop Fatal Bazooka. La versió del Polònia alemanya caldria trobar-la amb Gerd Show i el seu èxit Las Kanzlern, mentre que a Àustria, hi havia lloc per a l'eufòria amb Anton i DJ Ötzi. Als PPCC la Terremoto de Alcorcón va triomfar a Espanya en llengua castellana amb paròdies d’èxits de Madonna i de Dover. La radiofórmula francesa NRJ tenia l’hàbit de parodiar èxits del moment als moorning xous. Una fórmula que ha estat represa als PPCC i Andorra pel Grup Flaixbac. Les catalanes Macedònia es varen atrevir i tot en aquest àmbit amb Superfaishon

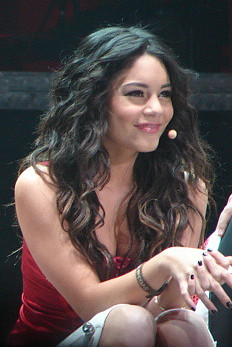
Vanessa Hudgens en concert.

Entre els Països Catalans i França, Andorra viu aquesta onada de musicals per dues bandes. Nôtre Dame de París, el Roi Soleil o Cléopâtre a França, així com els èxits del Polònia i el Súper 3, Tots Som Súper, Arkandú, Soc així, etc, varen nodrir les vendes i el paisatge musical andorrà. De retruc d’aquest gran èxit, Castella mira d’explotar el filó amb Los 40 Principales: el Musical. Un èxit de vendes en què s’hi sentia a la versió catalana clàssics de l’Edat daurada del rock català com ara el Boig per Tu de Sau. Els actors de la versió catalana eren molts cops d'Operación Triunfo.
Cal apuntar que eren artistes provinents d'Operación Triunfo perquè passat l’èxit que els va proporcionar els realities xous molts participants es varen reconvertir gràcies als musical. D’aquests surten grans actors com Elena Gadel. A França l'exmembre de la boysband Nicolas Vietiello del reality Popstars, va aconseguir fer-se nom precisament amb una reconversió al teatre. Polèmica inicialment, l’artista va fer la seva gran aparició amb una obra en què es despullava tot sencer i jugava el rol d’un homosexual, tot declarant a la prema que era gai. Un xoc per al públic que s’havia habituat al model hetero-normatiu de la primera generació de boysband. Més endavant protagonitza papers en diverses pel·lícules.
Finalment, el món anglosaxó, pel que fa les illes britàniques, es deixen endur per les adaptacions al teatre d’èxits de la pantalla com foren High School Musical. Es tracta d’una saga de pel·lícules de The Walt Disney Company protagonitzada per joves adolescents que passen el seu últim any de batxillerat abans d’anar-se’n a la facultat. Entre cants, amors, desamors i comèdia, actors com ara Zac Efron, Ashely Tisdale o Vanessa Anne Hudgens s’estrenen en gran, vulgui ser a la música, vulgui ser a la ficció. Vanessa Hudgens ven el seu primer àlbum amb un R&B contemporani molt enganxós. Ashley Tisdale aposta per un pop-rock electrònic molt ben rebut i Zac Efron es dedica a la pantalla gran amb prop d’una vintena de pel·lícules al seu haver. La més destacada, tot i que n’hi ha d'altres, fou certament 17 Again. La resta d’Europa s’acaba deixant emportar pels èxits de High School Musical i les seves estrelles. És del cas d'Alemanya, Àustria, Polònia, Lituània, Estònia, Bulgària, Hongria, Romania, Moldàvia, Macedònia del Nord, Albània, els Països Catalans o Grècia. Barcelona va estrenar-hi i tot el musical. Disney va demanar a cantants d’antics imperis europeus de cantar-hi els èxits de la pel·lícula a llengua pròpia. A Europa hi destaca els francesos Lââm i Sofiane però a antigues metròpolis com ara Portugal, la banda sonora venia de Brasil amb grups com Everyday o SPKT. Les versions en castellà tingueren doncs el segell argentí com ara Belanova i la seva adaptació Eres tú.
Conscient del seu èxit, Disney llança llavors musicals de dues menes. En primer lloc explora les pel·lícules clàssiques amb el teatre tradicional. El Rei Lleó, la Bella i la Bèstia o Aladdí es tornen en guió per a teatre. En segon lloc actualitza i exporta fora dels parcs temàtics i dels Estats Units els musicals sobre gel. Als Països Catalans i a Andorra es van acollir amb les mans obertes. Andorra va rebre un Disney on Ice per atreure-hi turistes.

#### El retorn d’Eurovisió

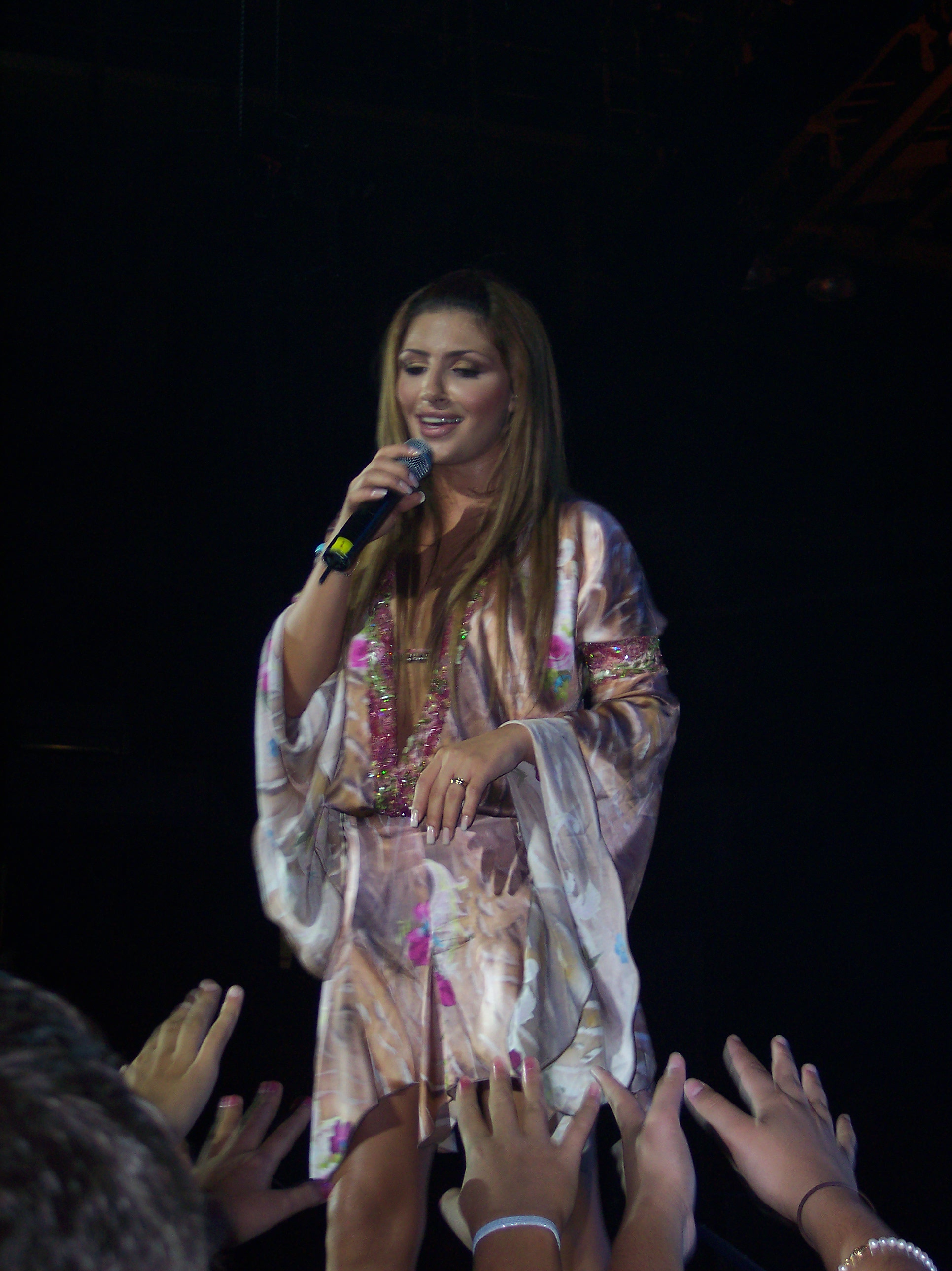
Helena Paparizou, número u a la Península ibèrica

Després de dues dècades de decadència, Eurovisió va tornar al seu auge amb un creixement espectacular de les audiències. Diverses motius expliquen aquesta situació. El fet que Espanya presentés per primera vegada una cantant que venia d’un programa de tipus Operación Triunfo, es va generar a tot Europa ganes d’emular-ne l’èxit i durant al voltant de quatre anys molts països varen mirar de presentar-s’hi amb algun triunfet seu. El públic aleshores redescobreix Eurovisió. La incorporació de les tecnologies de la Primera Revolució Digital van canviar completament l'estètica del Festival. Els platons es varen tornar molt espectaculars i això va agradar moltíssim al públic. A més a més, la participació de noves nacions autodeterminades europees va aportar tot un ventall ampli de sons i estils de música que fins aleshores no s’havien sentit. Eurovisió s’engrandeix amb estils com el punk, el heavy metal, la música rap, el folklore, l'òpera, l'eurodance, etc.
Les audiències varen apujar i això va fer que artistes internacionals com les russes t.A.T.u. volguessin presentar-s’hi. Això va contribuir a donar encara més empenta a Eurovisió on Rússia, que hi participava per primera vegada, arribava a destacar amb propostes molt ballables, igualables a les de Suècia. A més de tot plegat, el festival es torna en un espectacle. Molts països com ara Espanya, Ucraïna (Verka Serduchka), Irlanda (Dustin The Turkey) o Àustria proven de participar-hi amb propostes que barrejaven comèdia i música. Tot plegat dona aires del tot nous a Eurovisió. El certamen es refresca i, malgrat tot, les audiències no pugen ni a França, ni al Regne Unit. Ambdós països malden per fer pujar les audiències. L’època més eurovisiva de començaments de segle, és la menys europeista per aquests dos estats. Les columnes de la premsa britànica i francesa es queixen. Els seus cantants no són votats i això no agrada. Resulta que amb la incorporació de nacions de l'est europeu, el públic se n’adona que fora d’aquests dos estats, també hi ha bona música i per això els vots anaven molt encaminats cap a l'est.
L’èxit d’audiències porta la direcció a estrenar Eurojúnior on Maria Isabel s’emporta el premi per part d'Espanya i l’èxit a nivell europeu. El seu Antes muerta que sencilla va batre rècords a Espanya en un dia liderat pel futbol i el certamen. Es va vendre molt bé als països francòfons. Per tot això Austràlia demana poder emetre el festival d’Eurovisió i durant aquesta dècada, el certamen omple les audiències de la televisió pública australiana. Una prèvia abans no hi participi a la dècada següent. La Xina de sobte s’interessa igualment per Eurovisió alhora que Canadà i alguns països americans. La direcció del concurs prova d’obrir aleshores un Eurovisió per a Amèrica i Àsia.
L’èxit haurà durat prop de dues dècades. Va ser possible gràcies a la música electrònica experimental de Letònia (Nuša Derenda, ‘’Sevgiliye Son’’) i Romania (Nicola, ‘’Don’t Break My Heart’’), l'eurodance dels Països Baixos (Linda, ‘’No Goodbyes’’), del Regne Unit (Lindsay Dracass, ‘’No Dream Impossible’’) que es va atrevir a barrejar-ho amb rap; o a l'eurodance barrejat amb pop de Grècia (Antique ‘’I Would Die For You’’). Des d'Alemanya es va proposar ballar a ritme de funky amb Stefan Raab i el seu Hadde Dudde Da. La música negra va tenir molt èxit. Va ser presentada per Polònia amb Piassek (2 Long) i Portugal (MTM, ‘’Só sei ser assim’’). Dinamarca va recollir molt èxit a tot Europa, col·locant-se al número u de les llistes de vendes de nombrosos països gràcies al duet Olsen Brothers que amb Fly On The Wings proposava una barreja folk que l’any següent va ser reformulada pel mateix país amb els Rollo & King (Never Let You Go). Encara dins el folk caldria destacar tot i així a Brainstorm (My Star), representants de Letònia. Estònia va arribar a presentar-s’hi amb un èxit de vendes de tipus swing (Tanel Padar & Dave Beton; ‘’Everybody’’).
El pop va presentar-se sota diverses formes. Hi va haver dret a un pop molt boysbandesc com el de les Charmed (My Heart Goes Boom) de Noruega, la Tereza Kerndlová (Have Some Fun) de Txèquia, dels ONE (Gimme) de Xipre, els Northen Girls russos (Primer Minister), els Tie Break austríacs (Du Bist) o d'XXL (100% te ljubam) a Macedònia. Sense entrar en el perfil boysband però sempre dins d’aquest pop es troba l'estoniana Sahlene (Runaway), els portuguesos 2B (Amar), els britànics Jemi (Cry Baby) o l’ucraïnesa Oleksandr Ponomaryov. Malta, Irlanda o Grècia es tornen en un referent del pop. El microestat va destacar gràcies a Julie & Ludwig, Ira Losco, però, sobretot amb l’èxit ‘’I Do’’ d’en Fabrizio Fanillo. Grècia catapultava els seus èxits a les llistes de vendes del Regne Unit. Helena Paparizzou (My Number One) marca un precedent en aquest àmbit. El Regne Unit es desdiu dels perfils baladescos de molts veïns seus. És el cas del pop dels Two Tricky (Angel). Davant la competència, Israel hi proposa igualment pop 100% nacional (Tal Sondak, ‘’Ein Davar’’). Amb tot hi va haver pop a gairebé tots els països. És el cas dels Països Baixos (Esther Hart), Alemanya (Corrina May), a Andorra (Susana Georgi), a Espanya (Beth), a Suècia (Fame), a Irlanda (Michakey Joe Harte), Eslovènia (Karmen Stavec), Albània (Anjeza Shahini), Suïssa (Piero & The Music Stars), Mònaco (Maryon, ‘’Notre Planète’’), etc.

Romania amb Luminița Anghel & Sistem es va presentar a Eurovisió amb un so proper a Safri Duo i una actuació ben original que marca la dècada. Els països de parla romanesa varen saber destacar-se. És el cas de Mihai Traistariu (Tornero), èxit als PPCC i Andorra, els Sunstroke Projecte o la Natàlia en duet amb Arsenium separat dels O-Zone.

Per qui preferia estones més calmes podia deixar-se emportar per grans veus: Nina Aström (A little Bit) Finlàndia, Janne Bogaert (La vida cos’è) Suïssa, Serafín Zubiri (Colgado de un sueño) Espanya, Taxi (The moon) Romania, Gary O’Shaughnessy (Without your love) Irlanda, Marian Van De Wal (La Mirada Interior) Andorra, etc.
Dins d’un àmbit més rock cal destacar a Suècia amb els Roger Pantare (Spirt Are Callling My Name), Rússia (Mymiy Troll, ‘’Lady Alpine Blue’’) i la seva proposta de blues rock, Croàcia amb rock baladesc (Goran Karan, ‘’Kda Zapspu Andeli’’), Belarús i el pop-rock de Polina Smolova (Mum), Andorra i la introducció de l’stake punk a mans dels Anonymous (Salvem el món), Bèlgica i un tipus de rock molt vuitanter (Sergio & The Ladies, ‘’Sister’’), Polònia de balada pop amb veu trencada rock (Ich Troje) o Finlàndia (Lordi, ‘’Hard Rock Halleluya). Finlàndia va ser el país que més va sorprendre dins el rock. S’hi va apreciar tot tipus de rock, fins i tot el gòtic. Els Lordi es varen tornar portada a tots els telenotícies del món sencer. S’havien disfressat de monstres i cantaven rock dur. Es varen tornar tendència a tot el planeta, pujant a les llistes d’èxits de països insòlits i inaudits.
Els 2000 foren per Eurovisió una dècada de disfresses i fins i tot de paròdia musical. Espanya es va prestar a parodiar amb el Chikilicuatre, seguida d’Irlanda o d’Àustria de la mà d'Alf Poier. Dins les disfresses, tot entenent que Eurovisió també és un xou televisiu, s’hi va poder apreciar mariners amb Lituània (Formins & Kleins), cabaret i nuesa desacomplexada amb Andorra (Jenifer), canvis de roba en directa amb la letona Marie (‘’I Wanna’’) o l’israelià Lior Narkis (‘’Words of Love’’), pop vestit d’indis aborígens amb Suècia o nous assafates de vol amb Eslovènia (Sestre), i superherois amb pallassos a l'escenari (Txèquia). L’ucraïnesa Ruslana va presentar-se amb una estètica vikinga i una música tan enganxosa que també va procurar un èxit a Eurovisió que enterrava les males audiències de dècades passades.
Eurovisió es va acomodar sobretot a la societat. És un certamen que evoluciona amb la societat i la mostra més evident d’això va ser la proposta russa l’any 2003 amb les t.A.T.u.. El grup que havia tingut èxit a tot el planeta, s’hi va presentar amb un lema a la mà, petonejar-se en directe. Hom podria pensar que no hi havia res de l’altre món. I, efectivament, no hi havia res de l’altre món. Però aleshores dues dones besant-se no era del tot habitual i amb això Eurovisió va tenir un ressò tan espectacular que la polèmica al voltant de l’actuació de les dues noies va generar una expectació que no s’havia vist des dels ABBA. Encara que resolgueren no besar-se, sí que es podria parlar de la victòria sèrbia l’any 2005. Una dona fora de normatives estètiques de revista, en un ambient dolç i envoltada d’un cor de noies, canta a l'amor lèsbic. Un èxit a tot el continent europeu.
Pel que fa als sons llatins, Espanya va presentar-hi música llatina amb en David Cibera (Dile que la quiero) o el triunfito Ramón (Para llenarme de ti) i Malta va preferir introduir música caribenya amb la Claudette Pace i seu Desire. Un any després Finlàndia combina el so caribeny amb balada (Nina Astrôm, ‘’A Little Bit’’) i França, anys més tard, amb l'estrella Jessy Matador (Alez Ola Olé) i dins la mateixa dècada amb Sévérine Ferrer (La Coco-Dance). Grècia gairebé guanya el festival amb música llatina combinada amb pop grec gràcies al veterà Shakis Rouvas (Shake It). Xipre també va participar amb la música llatina (Stelios Constanta, Constintinos Cristoforou, etc) mentre Macedònia i Turquia varen proposar ritmes arabescos. És el cas de la macedònica Karolina Goceva, de la turca Buket Bengisu, etc. L’èxit porta moltes països a proposar folklore propi amb pop tal com es va apreciar a Albània (Ledina Celo).
Les barreges van estar molt de moda. Per exemple, Letònia va proposar barrejar techno amb folklore (Arnis Mednis, ‘’Too Much’’), Bòsnia-Hercegovina barrejà rap amb balada (Nino, ‘’Hano’’) o amb electrònica experimental (Deen, ‘’In the disco’’), Belarús va barrejar pop amb guitarra elèctrica, so folklòric i instruments de vent (Aleksandra & Konstantin), Turquia va barrejar música turca amb rock (Athena, ‘’For Real’’), etc. De fet, hi haurà lloc per experimentar, tal com varen mostrar els grecs Michalis Rakintzis (G.A.P.A.S.O.).
Per tot això es pot dir que Eurovisió es va diversificar. S’hi va sentir reguetó amb Moldàvia, música negra gràcies a Àustria (The Rounder Girls, ‘’All to You’’), disco amb Lituània (Skamp, ‘’You Got Style), Suècia (Afro-Dite, ‘’Never Let It Go’’) o Finlàndia (Laura, ‘’Addictect to You’’), pop mercès a Suècia o Àustria (Manuel Ortega, ‘’Say A Word’’), pop operístic amb Romania, música celta amb Bèlgica (Urban Trad), nostàlgia per la música dels vuitanta amb Estònia (Ruffus), tango amb Finlàndia mentre que Sèrbia i Montenegro presentaren les dues juntes una balada pop amb tocs folklòrics (Zeljko Joksimovic), seguits per Estònia (Neiokõsõ). Alemanya va proposar blues i el so més acústic (Max), Finlàndia es deixava endur amb el rock dur (Lordi), Israel prova amb falsets (David d’Or), etc.

#### El retorn de l'est

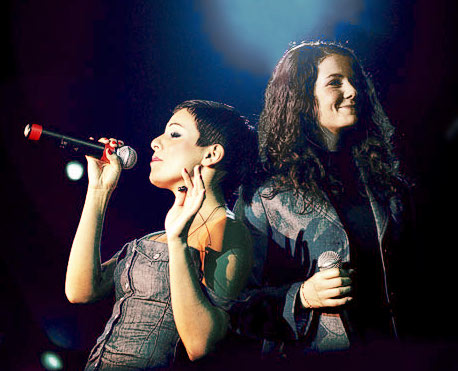
Les russes t.A.T.u. l'octubre del 2005 en concert

Després de la caiguda del mur de Berlín i el procés d'autodeterminació de les antigues nacions balcàniques, la música que produeix l'est europeu assalta les llistes d’èxits de l’Europa de l’oest. Els països que més varen sonar foren Romania i Rússia. El bloc soviètic hi havia estat prohibit de produir música durant l'era soviètica. Ben bé, no hi estava prohibida la música. Allò que s'hi prohibia era el rock, el música pop i tots els nous gèneres contemporanis perquè el règim dictatorial els considerava burgesos. Però, malgrat les prohibicions, països com Hongria, Letònia, Lituània o Rússia s'atrevien igualment a fer rock, encara que clandestinament. En època soviètica hi va destacar el Moscow Music Peace Festival, potenciat pel mànager Doc McGhee, el qual havia freqüentat grups del bloc capitalista com ara Kiss, Guns'N'Roses o Ted Nugent.
El seu objectiu era promoure un "Woodstock de l'Est", segons fa saber el periodista Aleix Salvans (2017). L'èxit el va aconseguir fent passar el concert per una manifestació solidària que havia de promoure el combat a les drogues. Durant els quaranta i cinquanta, la música rock clandestina estava protagonitzada pels anomenats stilyagi o "estilosos" en català. Eren joves que vestien inspirats en la moda occidental i que ballaven el jazz i el swing (El Temps, núm. 1722). Els mèdia soviètics ridiculitzaven els gèneres i escoltar-los podia portar a l'arrest. Per això va proliferar-hi el mercat negre.
Les Radio Free Europe i Radio Liberty eren ràdios pirata que feien propaganda anticomunista i aleshores varen traslladar els sons "occidentals" a l'Europa comunista del mur. Això incloïa els Beatles, els Rolling Stones, entre més. Joves lituans i d'altres nacionalitats varen animar-se a muntar els seus propis grups de rock. És el cas dels Revengers, Wanderers, Slaviane. Segons remarca Aleix Salvans el líder de Slaviane va ser un "personatge cabdal" per a Rússia i el rock atès que va cultivar un so propi i trencador.
L'èxit de Slaviane inaugura el període de Brejnev (1684-1982) que és el nom amb què es coneix l'explosió dels rockers a Rússia. És clar que tot plegat era objecte de desavinences amb el règim, el qual feia servir el Sindicat de Compositors per controlar allò que se sentia. El rock finalment aconsegueix sortir de la foscor i és gràcies a la discogràfica Melodiya, l'única que va poder legalitzar-se. D'aquí sortiran els Aquarium als setanta. Amb la perestrokia, la música ja penetra de forma més fàcil i es torna fins i tot en una eina contra el règim, on hi destaca l'Estaca, de la Nova Cançó Catalana.
Fet aquest repàs històric, la dècada dels 2000 nodreix l'est d'una multitud de sons que no havia tingut l'oportunitat de sentir-se abans. El pop, el rock, el rap, el disco, la música electrònica, el dance, etc. Eurovisió es va tornar en un mitjà de propulsió dels artistes de l'est, tot i que no només. Els realities xous com ara Pop Idols i ja cap a la dècada dels 2010, The Voice, varen donar aire a la música de l'est i això ha tingut repercussió a l'oest. Així, Romania o Rússia han destacat a tot el planeta, tot i que caldria posar èmfasi igualment en altres èxits d'altres països. És el cas de Bulgària amb Poli Genova, Grècia amb Kalomira, Shaki Rouvas i Helena Paparizou, els moldaus Sonstroke, Sèrbia amb Marija Serifovic i en Milan Stankovic, l'ucraïnesa Ruslana i Ani Lorak, els finesos Lordi, el maltès Fabrizio Famillo, l'austríac Alf Poier, els estonians Tanel Padar & Dave Beton, els danesos Olsen Brothers i l'Alexander Rybak més cap al centre d'Europa, Turquia amb Sertab Erener, Tarkan, Hadise, etc. Romania va brillar a Europa i el món sencer amb les boysband Akcent i O-Zone. La romanesa Inna va tornar-se en un èxit automàtic de vendes a cada estiu dins l'eurodance mentre que cap a la dècada següent Mandinga surt d'Eurovisió per conquistar la Península ibèrica. Als Països Catalans i Andorra, a més dels O-Zone o Inna, hi destacà Mihai Traistario.
Rússia finalment ha brillat gràcies al duet t.A.T.u., la girlband Serebro, les iaies Buranovskyz Babushki, i cap a l'est, amb Dima Bilan, entre més.

#### El retorn alemany
Alemanya va tornar en gran durant els 2000 en dos gèneres de música. En primer lloc dins la música electrònica, entre el house, l'eurodance i el techno. En segon lloc amb el rock. L'èxit més gran el varen recollir els Tokyo Hotel i la vessant més rockera però hi va haver èxits igual de cridaners com ara Cascada.
El país es troba inundat de girlsband i boysband, més dones que homes. Hi tindrem les Monrose, les No Angels o els Bro'Sis. Es tracta la majoria de vegades de formacions sorgides de Popstars. Dins l'àmbit solista, el país escolta els guanyadors de Pop Idols. Tot això pel que fa la música pop feta a la televisió. Altres artistes destacats a nivell nacional són Ben, Scooter, Die Firma, Max Mutzke, Alexander Klaws, Klatko, etc.
Fora el país es torna tendència gràcies a A Touch Of Class, Sarah Connor, Groove Coverage, ATB (discjòquei), Paul Van Dyk, Cascada i French Affair. Són el millor producte de música electrònica, dance i house que va poder exportar el país. El rock va disparar una beatlemania important al voltant de Tokyo Hotel. Els europeus començaren a cantar per primera vegada a la història música en alemany. Un fet inaudit.
Davant la competència, Bèlgica, Països Baixos i Suècia es posen a treballar, per produir material equiparable a èxits com French Affair o Cascada. És el cas de la francòfona Kate Ryan o del neerlandès, DJ Tiësto, responsable de posar a ballar no només territori neerlandès, entre Flandes i Països Baixos, sinó també tot Europa. Tot aquest ambient s'uneix a les propostes romaneses i moldaves, d'un èxit espectacular en l'eurodance.

### Una dècada televisada

#### DePopstarsaThe X Factor
Els anys 2000 a Europa van ser novament uns anys molt musicals, on s'hi consumia molta música. Prova d'això la immensa quantitat de programes de televisió dedicats al "top vendes". Es va vendre més música que als noranta, tot i que globalment, la dècada hauria pogut donar més guanys a les discogràfiques si no fos per la pirateria que matisa considerablement els bons resultats. En efecte, els programes de "top vendes" demostren que hi havia ganes de consumir música entre el públic malgrat que la pirateria no ho visibilitza a nivell de les vendes legals. A la península Ibèrica el programa Música Sí feia desfilar els èxits del moment. A França el Hit Machine i Fan 2 també tenien la mateixa missió. Tots tres amb revista pròpia. A les illes britàniques la missió era en mans del Top of the Pops mentre que a la Península ibèrica les televisions públiques de Portugal i Andorra no volien pas perdre l'oportunitat i estrenaven els seus top venda.

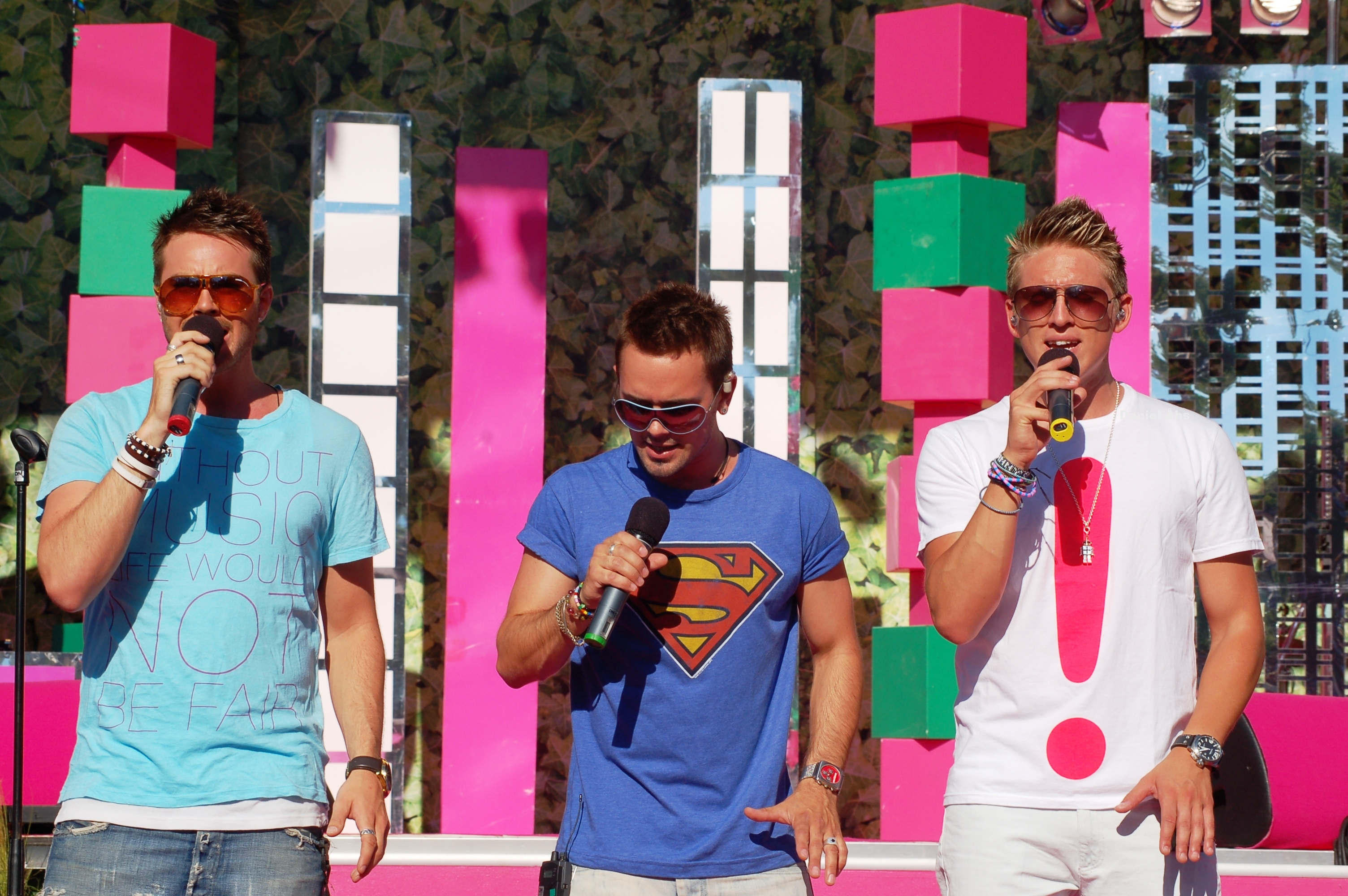
E.M.D., boysband sueca

A nivell musical el continent s'ha deixat endur notablement pels programes de telerealitat. Els països del nord d'Europa són pioners aleshores en música dance, música house i electrònica. Comparteixen tot sovint èxits pop o dance, fins i tot hip-hop o rock. El pop és majoritari a l'est d'Europa on els programes com Pop Idols o X Factor fan la delícia del panorama musical. A la Península ibèrica hi ha una gran onada Operación Triunfo, reguetó i pop llatí. Els països francòfons també es deixen endur pels programes de telerealitat però aporten un toc diferent amb sons arabescos, rap, hip hop i els millors discjòqueis de l'època.
Amb la telerealitat Popstars el continent sencer es nodreix de boysbands i girlsband. La majoria són formats per dones o són mixtos. N'hi va haver per tots els gustos encara que de manera general es produïa música pop. És el cas de Lollipop (Itàlia), No Angels (Alemanya), Hear'Say (Escòcia, Gal·les i Anglaterra), Misha (Eslovàquia), Bepop (Eslovènia), Gimmel (Finlàndia), Hi-5 (Grècia), Bellepop (Espanya), Nonstop (Portugal), Men2b (Països Baixos), Sugar & Spice (Hongria), Cokctail (Romania), Drugie Pravila (Rússia), Excellence (Suècia), Tears (Suïssa). A França s'hi va registrar amb Alemanya els millors èxits de Popstars tot i que al país gal també hi va haver els més grans fracassos comercials. Les L5, els Linkup o les Diadems són una mostra d'èxit comercial. Però, en canvi, les The Mess o els Whatfor són tot el contrari. Aquests dos últims trenquen el mite de les boysband i girlsband. Per primera vegada es feia evident que aquest tipus de gènere no era obligatòriament sinònim d'èxit assegurat. Ara bé, a Irlanda, tot ensumant-se la tendència boysband, una discogràfica independent assalta les llistes amb Six. El país, lloc de fàbrica originari del gènere girlsband i boysband, s'inunda amb pop d'aquest tipus. Només cal fixar-se en Inddustry, una banda mixta que acompanyava les llistes d'èxits; o en tot cas feia la competència als S Club 7.
Com havia passat a les dècades anteriors, després de l'èxit que havien procurat els formats boysband i girlsband, s'inicia un període en solitari. Aquí és on artistes com el francès M Pokora destaquen amb un R&B, barrejat de hip hop, música electrònica i pop, ben original, fent furor fins protagonitzar un "featuring" amb Ricky Martin.
El format X Factor per la seva banda va donar èxits com Daniel Kajmakoski (Albània), Raffi Boghosyan (Bulgària), Elias Hämäläienen (Finlàndia), Edit Abdieski (Alemanya), Loukas Giorkas (Grècia), Csaba Vastag (Hongria), Jógvan Hansen (Islància), Artürs Gruzdins (Letònia), Giedré Vokietyé (Lituània), Michela Pace (Malta), Olexiy Kuznetsov (Ucraïna), Joe McElderry (Irlanda), etc. La competència a Irlanda va triar emetre un talent xou similar a l'X Factor, el You're a Star, d'on va sortir el pop de Leanne Moore.
A banda del pop, el millor dance surt d'Europa per assaltar les llistes d'arreu del planeta. Provenen la majoria dels casos d'Alemanya, Romania, França o Suècia. A França Bob Sinclair i David Guetta es tornen en mites dels punxa-discos a tot el planeta. Fora d'aquests dos grans genis, hi havia boysband eurodance, com els Ch!pz neerlandesos, l'eurodance noranta reformulat com la italiana In-Grid o la fórmula Morandi (Romania-Txèquia). Els discjòqueis europeus més destacats foren Mark McCabe (Irlanda), Eric Prydz (Suècia), Alex amb Crazy Frog (Suècia), DJ Aligator (Dinamarca), Darude (Finlàndia), E-Type eurodance (Suècia), David Guetta (França), Bob Sinclair (França), Da Buzz (Suècia), etc.
El format Pop Idols fabricava més aviat solistes pop tot i que hi va haver lloc per a boysbands com ara els E.M.D. a Suècia. De Suècia va sortir un èxit internacional com va ser l'Agnes. Noruega va sumar el nombre més gran d'edicions, seguida de França. Gaute Ormåsen (Noruega), Jonatan Cerrada (França), Aneta Langerová (Txèquia), David Pedersen (Noruega), Pierrik Lillu (França), Kjartan Salvesen (Noruega), Nevena Tsoneva (Bulgària), Jüri Pootsmann (Estònia), Myriam Abel (França), Alejandro Fuentes (Noruega), Ola (Suècia), Kalli Bajrni (Islàndia), Christophe Willem (França), Raffaëla Pato (Països Baixos), Jim Bakkum (Països Baixos), Julien Doré (França), Yeni Ulduz (Azerbatjan), etc.

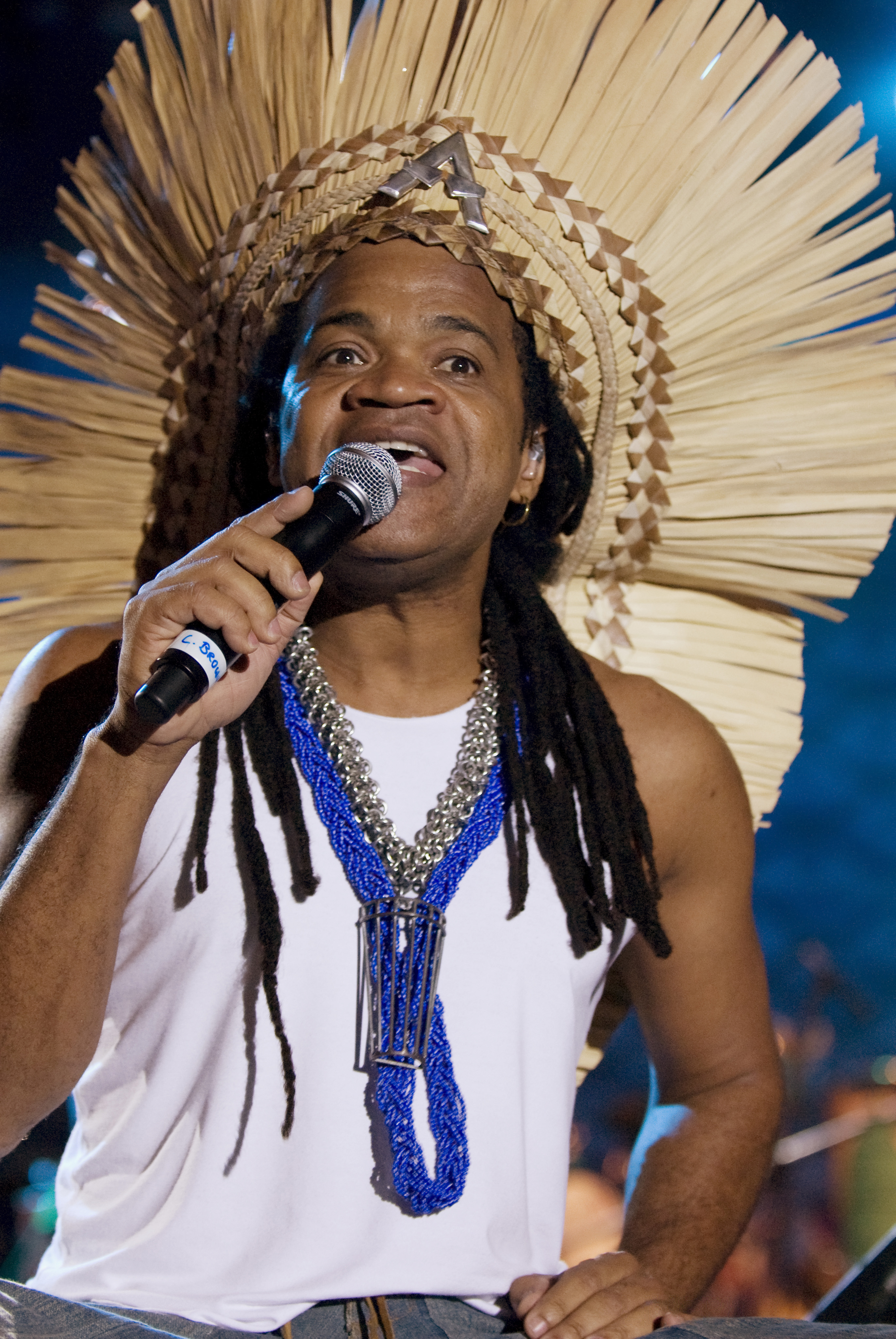
El brasiler Carlinhos Brown dona un toc més variat a la música europea d'època. Països com Ucraïna acaben presentant a Eurovisió música de carnaval, tot inspirant-se del seu èxit.

Eurovisió es torna tendència al continent i malgrat tots els repunts d'artistes de l'est, aquí en destacarem els irlandesos, macedonis, danesos o ucraïnesos. És el cas de Mickey Harte o els Jedwards irlandesos, en Martin Vucic macedoni, les XXL macedònies, els Olsen Brothers danesos o l'ucraïnès Verka Serduchka. Encara en el pop però sortint de les telerealitats es pot destacar a Edyta Górniak (Polònia), Anna Maria Jopek (Polònia), Qelbanix (Albània), Votra (Kosovo), Gre3n (Kossovo), Sirusho (Armènia), Röya (Azerbaitjan), Paola e Chiara (Itàlia), Eros Rammazzotii (Itàlia), Bertine Zetlitz (Noruega), Samantha Mumba (Irlanda), Maria Arredondo (Noruega), Vasil (Macedònia), Arash (Azerbaitjan), Daniele Battaglia (Itàlia), Måns Zelmerlöw (Suècia), etc.
Musicalment, davant de l'onada pop de la telerealitat, hi havia música soul, R&B o rap. A nivell del rap, França va ser el país que més va destacar, tot i que cal comptar amb Bomfunk MC’s (Finlàndia), Kazik Staszewski (Polònia), Misho (Armènia), HT Hayko (Armènia), Super Sako (Armènia), Jovanotti (Itàlia), Boss AC (Portugal), Zero Assoluto (Itàlia), Markoolio (Suècia), Diana (Portugal=, Feven (Suècia), Brainpower (Països Baixos), etc. El rap francès s'exportava molts cops de les excolònies. Es pot destacar a K-Maro, libanès, la francesa Koxie o els Tragédie. La francesa Diams marca tot un precedent a Europa. És la primera artista de rap i hop hop femenina que canta en llengua pròpia. El país viu aleshores l'onada girls power i per això artistes com Amel Bent canten amb el puny alçat.
Itàlia, Suïssa i Rússia exportaren el pop més contemporani, de cops barrejat amb jazz, tal com s'aprecia a DJ BoBo (Chihuahua), amb el pop de la Laura Pausini i les t.A.T.u.. L'italià Tizziano Ferro va recórrer el món amb un rap electrònic i pop ben original. A banda, alguns països del nord canten pop-country com és el cas de Kurt Nilsen (Noruega), Coyote Dax (Espanya) o Ilse Deinage (Països Baixos). L'R&B es pot apreciar en mans de la Natalia Kukulska (Polònia), Giorgia (Itàlia), l'Amel Bent (França), Elena Risteska (Macedònia), etc. Sense marxar dels sons més variats, Armènia explora amb música rabiz. Es tracta d'un gènere del tot nou que sorgeix en aquest país arran de la introducció de la música electrònica. És un tipus de música ben original que barreja l'electrònica amb melodies orientals. S'hi poden destacar Aram Asatryan, Tatoul Avoyan, Spitakci Hayko o Xatuba.
La fàbrica Operación Triunfo va excel·lir en tots els gèneres. Dins el pop i ubicant-se a França s'hi pot destacar la Nolwenn Leroy, en Jean Pascal o la Jennifer. Dins la música llatina hi podem destacar els Fórmula Abierta, les Lunae, David Bisbal, David Bustamante, Edurne, etc. El flamenc va tenir la cara de Núria Fergó, entre més, el pop-folk i rock vingué amb la catalana Beth, el pop més contemporani es va donar amb la catalana Chenoa, fins i tot amb Àlex Casademunt o el castellà Juan Camus. El català Naím Thomas va explorar èxits de dècades anteriors, música llatina i funky. Finalment, la basca Ainhoa va presentar pop-rock i folk-rock o pop. I és que a Europa, a banda de tot l'ambient pop, hi va haver molta música rock.
El fenomen de les telerealitats va multiplicar les cançons col·lectives. A cada nova edicions, els concursants cantaven un himne col·lectiu, que havia de ser la música d'aquella temporada. A França, davant la tendència als cors, les radiofórmules tornen els protagonistes de la pel·lícules Les Choristes en mainstream. Es tracta d'un film sobre uns coristes adolescents que s'ambienta en una escola de dècades passades.
Els més destacats foren sens dubte els Tokyo Hotel, fins i tot Zucchero a Itàlia, però es poden donar més noms. U2 (Irlanda), Brian McFadden (Irlanda), The Script (Irlanda), Motorpyscho (Noruega), Madrugada (Noruega), Voo Voo (Polònia), Wig Wam (Noruega), Dover (Espanya), Kult (Polònia), Wilki (Polònia), Kora (Polònia), Czesław Niemen (Polònia), Holograf (Romania), Superhiks (Macedònia), Smut (Macedònia), Parketi (Macedònia), Sita (Països Baixos), Jamaï (Països Baixos), Kane (Països Baixos), Kryštof (Txèquia), Support Lesbiens (Txèquia), Peha (Eslovàquia), Kyo (França), Luca Dirisio (Itàlia), etc.

#### L'eurodance romanès i moldau

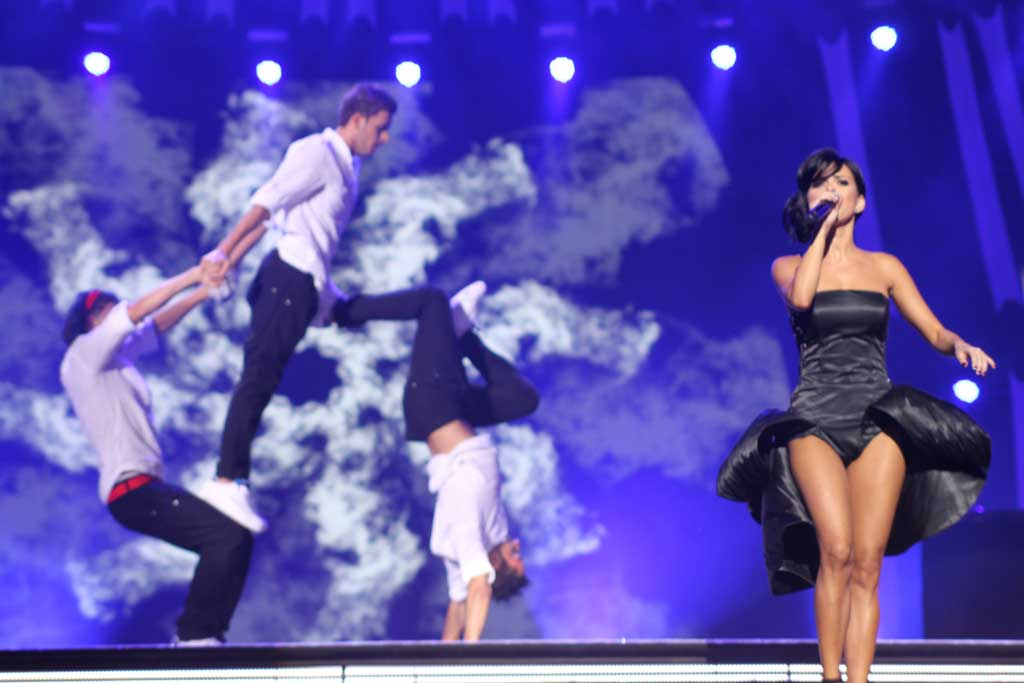
Innat actuant, 2009

La sortida del comunisme de Romania i l'autodeterminació de Moldàvia han estat molt profitoses. Els dos països debuten la dècada dels 2000 amb produccions eurodance d'alta qualitat que passen fronteres i s'instal·len a nivell internacional. Les veus més reeixides foren Akcent romanesos, els O-Zone moldaus, les Alexandra Stan i Inna romaneses. L'èxit de tots aquests i aquestes artistes s'explica per la seva bona acollida a la península Ibèrica on hi acaben cantant fins i tot per la Marató de TV3.
Els moldaus O-Zone es tornaren en èxits d'estiu i exportaren per primera vegada a la història música cantada en romanès. Els europeus coneixien així doncs una llengua ben propera i al mateix temps ben llunyana. Dins els respectius països, en canvi, artistes com The Cheeky Girls, Dj Project, Sunstroke o Fly Project recollien un èxit aclaparador. La música es va omplir d'aquest dance enganxós i del tot renovellat. Es poden destacar artistes com ara Valahia, Bordo, Mad House o President.
Mad house varen protagonitzar un moment de gran mediatització gràcies als seus remixos de cançons de Madonna. El grup agafava els seus èxits més icònics i cèlebres per tornar-los en eurodance. Això mentre la versió romanesa de la revista Bravo omplia el mercat de discos compilacions i articles que retrataven l'èxit romanès fora de les seves fronteres.
Romania es troba en un ambient de proliferació musical. Hi destaquen Animal X, Effekt, K-Pital, EXtra, Activ, Mixx*, K1, Big Bang Clan, Andra, Talisman, Ana Maria o Bere Gratis. Les nits romaneses anaven plenes d'Alpha, N&D, Angel, Voltaj, Simplu, Valahia, Sistem, DI Problema, Boquito, Hi-Q, DJ Vasile, Kpaital, Bambi, etc.

#### El fenomen Tecktonik
Tecktonik és el nom d'un moviment de ball i música que va sorgir a Valònia, més concretament a Rungis i que mitjançant la discoteca Metropolis de la Bèlgica francòfona, es va estendre a tots els territoris de parla francesa fins penetrar en territoris no exclusivament francòfons, com és Luxemburg, Andorra, Flandes o Suïssa.
El seu èxit va ser efímer però aleshores la premsa francesa creia que allò venia per quedar-se. La Tecktonik va saltar de les discoteques per tornar-se un moviment que es difonia amb èxit a les radiofórmules. Tenia diversos elements per agradar. Hi ha una barreja de techno, música house, dance, trans i electrònica. Res de nou, la idea prové d'Anglaterra però és represa a Valònia per transformar-ho en una marca i, posteriorment, un moviment. Mai millor dit, la Tecktonik tenia el seu propi logotip, una àliga. S'acompanya així mateix amb un ball ben particular, tall de pentinat en cresta, pantalons buggy de tall slim, samarreta amb logos florescents, cinturons ben visibles i calçat de bàsquet. Aleshores es coneixia aquest tallat de cabells com a "tallat barcelonès", tota una importació dels Països Catalans. Durant gairebé tres anys la Tecktonik va arreplegar fans que es feien dir tecktonik killers.
Els èxits més prodigiosos d'aquest nou so foren Alive dels Mondotek i Yalle amb un remix d'À cause des Garçons; un ítem de la Chanson Française. Es tracta en realitat d'una operació de màrqueting ben orquestrada, si més no això mateix varen informar-ne els telenotícies francesos. Les radiofórmules procuraren treure el moviment dels carrers per traslladar-lo al públic més massiu possible i a causa d'això, els platons de televisió francòfons es varen omplir amb balls de tecktonik i el "Mondotek".
Fenomen contemporani, el joves i les joves francesos agafaven les càmeres i es plantaven en mig del carrer on hi ballaven per després difondre-ho a internet. Els blogs eren aleshores un lloc preuat per la promoció d'aquest tipus de música i ball.

### Península ibèrica

#### OTmania
L'adaptació hispànica de Star Academy és l'obra Gestmusic, empresa del cantant català Josep Maria Mainat, conegut per haver format part de La Trinca. Amb mostra d'emprenedoria i valentia l'artista i empresari va voler obrir la seva pròpia productora i és amb Operación Triunfo (abreviat OT) que dona una empenta definitiva al seu negoci. El mercat musical es va inundar de triunfets a tota la Península ibèrica. Eren contractats a Andorra per les fetes majors. Un desplegament important fou la visita de David Bustamante o dels Fórmula Abierta. Col·lapsaven les llistes. Alejandro Parreño havia rebut 4 discos de platí en una setmana cosa que equivalia a 1 milió de còpies. L'any 2002 la llista d'èxits d'Els 40 Principals almenys 10 llocs reservats per als concursants d'OT.
La beatlemania al voltant del programa de televisió va ser qualificada per la premsa d'OTmania. Era una manera més de parlar de l'èxit d'aquest programa. Després de tres edicions s'estrena a la meitat de la dècada el concepte de Batuka. Operación Triunfo aprofitava la seva bona acollida entre el públic per tornar la professora d'educació física de l'Acadèmia una nova Jane Fonda. Batuka és el nom que es va donar a tot una sèrie de DVD que combinaven les arts marcials, balls llatins i música llatina amb coreografia esportiva. Es volia fer ballar la població a ritme de classes privades d'esport. A cada estiu sortia una nova gama Batuka, tornant-se un ball de moda, amb cançons pròpies i enganxoses.
OT va tenir moltíssimes cares dins el pop i altres gèneres. Per exemple, Verónica Romero, la catalana Gisela, el català Naím Thomas, el castellà Juan Camus, el català Àlex Casademunt, el castellà David Bustamante, la catalana Beth, la basca Ainhoa Cnatalapiedra, etc. Per al pop-rock destaquen la castellana Nika, el català Alejandro Parreño o Leo Segarra amb rock de garatge, el català Víctor Estévez, fins i tot la basca Ainhoa Cantalapiedra. Dins l'electropop i el pop sintètic destaca el català José Galisteo o la castellana Soraya Arnelas. Aquesta segona va preferir apostar per les versions i els remixatges. En mússica llatina hi ha Danni Úbeda, David Bisbal, David Bustamante, Lunae, Fórmula Abierta, etc.
Mai Menesses, expulsada aviat de l'Acadèmia d'OT hispànica, va tornar en gran amb el seu grup Nena Dacone, d'igual forma que va succeir amb Alejandro Parreño i el seu grup Nómada. Tony Santos, per la seva banda, va provar amb R&B, Hip Hop i mescla amb soul. El toc més baladesc va venir d'Hugo Salazar, Miguel Nández o Manuel Carrasco Galloso. Finalment, Soraya Arnelas ho intentava amb eurodance, Sergio amb música negra i Edurne amb un electropop fresc abans de caure en les baladdes. OT també era un programa que seguia les tendències. Daniel Zueras o Verónica Romero són els primers que presenten als seus videoclips una certa forma de cançó protesta en favor de la legalització del matrimoni gai. A banda, Vega apostava per un folk, rock i pop.
El col·lapse que va produir l'OTmania a les llistes de venda va tornar l'Àlex Ubago en un heroi, així mateix es presentava a la premsa. El solista basc va ser gairebé dels pocs a atènyer les xifres de venda dels triomferts tot i no ser concursant d'Operación Triunfo. En perspectiva es podria dir que no fou pas l'únic que va aguantar el tsunami OTmania encara que és del tot cert que les vendes del seu àlbum foren particularment elevades en comparació a la resta dels artistes que no havien passat per l'Acadèmia. Repassem-ne uns quants:
Presuntos Implicados, Miguel Bosé, Fangoria, Marta Sánchez, Antonio Orozco, Enrique Iglesias, David DeMaría, Jarabe de Palo, Andy y Lucas, Las Niñas, El Mago de Oz, Mojinos Escocíos, D'Nash, Iguana Tango, Camila, Rosana, Camila, 3+2, Carlos Baute, Paulina Rubio, Shakira, Chayanne, Beatriz Luengo, Amaia Montero, La Oreja de Ven Gogh, Conchita, Pignoise, El Sueño de Morfeo, Chambao, Hombres G, Aleks Syntek, Ana Torroja, El Canto del Loco, Efecto Mariposa, Mikel Erentxun, Estopa, Fito y Fitipaldis, Melendi, Amaral, Nena Daconte, Despistaos, Dover, Júnior Míguez, El Barrio, M Clan, OBK, Pereza, Melocos, Bebe, Café Quijano, Julieta Venegas, Mónica Naranjo, Maná, Raúl, King África, Gloria Estefan, MSM, El Arrebato, Alejandro Sanz, Laura Pausini, Titizano Ferro, Joaquín Sabina, Merche, Sonia y Selena, David Civera, Manolo García, Paulina Rubio, Malú o Rosario entre molts més.

#### La morangada
A Portugal el fenomen Operación Triunfo va ser apagat amb facilitat degut a la sèrie per a adolescents Morangos com Açúcar. La tendència a fabricar grups de música a partir de sèries de televisió per a públic jove, vinguda del món anglosaxó, va ser una fórmula molt més guanyadora que els realities xous de música. De fet, a Espanya mateix la competència, més concretament Antena 3, resol fabricar els seus propis artistes amb una sèrie de televisió que mirava d'imitar la reeixida pel·lícula Fama. Un paso adelante i la boysband naixent, UPA Dance, protagonitzada pel català Pablo Puyol i els castellans Beatriz Luengo, Mónica Cruz i Miguel Ángel Muñoz, va generar un efecte beatlemanïac pròsper que va permetre vendre la sèrie de televisió als països francòfons, on hi va tenir èxit, i llançar les carreres musicals de la Beatriz Luengo i Miguel Ángel Muñoz.
El país lusòfon, per la seva banda, feia doncs dels Morangos com Açúcar, que vol dir en català Maduixes amb sucre, una fàbrica de talents. A banda de crear els seus propis artistes, com la girlsband Just Girls, la boysband D'ZRT, el cantant FF o la banda 4 Taste, era la propulsora d'artistes de l'escena musical portuguesa. La banda sonora era una espècie de radiofórmula que llançava a l'èxit artistes avui molt admirats com ara la Rita Guerra, Fernanda Porto, Fábio Jr, Ana Luiza, Silvera, The Sullivans, Preta Gil, Jair Oliveira, L3, Luciana Mello, Max de Castro, Marcelo Aquinho, Laura Bolsonaro, Felipe Gonçalvez e os Moleques, Boss AC, Patrícia Candoso, Expensive Soul, Projeto X, Ménito Ramos, Diana, Gota, Estado de Espírito, Anjos, Milénio, Mundo Secreto, Puzzle, André Indiana, Sérgio Mendes, Pedro Camilo, TT, Rodrigo Leal, Mind da Gap, Pluma, Paulo Vintém, etc.
Un cop passat l'èxit, les formacions de Morangos com Açúcar com ara els Dzrt, varen mirar de llançar carreres en solitari amb força èxit, com la d'Angélico Vieria o de Vitém. En aquest aspecte cal remarcar com la sèrie va tenir èxit a Andorra i com la banda sonora incorporava èxits house de catalans com el balear David Tavaré i el seu Summerlove. Més endavant, la televisió castellana Antena 3, va provar de rellançar l'èxit de les sèries musicals per a televisió, amb 18, però va fracassar. A més a més, la competència aleshores, concretament el canal de televisió Cuatro, va llançar un reality xou de tipus Big Brother en què s'hi cercava, no pas cantants, però ballarins. ¡Fama, a Bailar! va tenir molt èxit i la banda sonora, cantada per Melocos, es va tornar èxit d'estiu. I, Tele 5, per la seva banda, mirada de contrarestar l'èxit d'UPA Dance amb Fran Perea i la sèrie Los Serrano.
A Portugal, també, la competència va mirar de fer-hi front estrenant la seva pròpia sèrie de televisió. És el cas de Floribella del canal SIC, responsable de l'èxit "Pobres dos ricos", sèrie que retrobem a l'Argentina sota el nom de FLoricienta.

#### El català a Eurovisió
Els anys 2000 són una època daurada per la música produïda a Andorra. El país resol presentar-se al festival d'Eurovisió, ara que és reconegut per la comunitat internacional i que el concurs accedeix a acceptar més països. La televisió pública andorrana, Andorra Televisió, demana ajuda a la Corporació Catalana de Mitjans Audiovisuals per tal que entre ambdós s’organitzin les preseleccions d’Eurovisió.
Per primera vegada el públic europeu va escoltar sentir cantar català al certamen. En efecte, Espanya prohibeix que es presentin grups o cantants de parla catalana, gallega o basca al certamen. RTVE només hi autoritza cançons en castellà o anglès. Durant el franquisme, es va prohibir la participació de Joan Manuel Serrat que volia cantar-hi l’èxit del La, la, la en llengua pròpia. Masiel va ser la substituta i la cançó va guanyar el premi però es va cantar en castellà. El Regne Unit va protestar perquè deia que els vots havien estat trucats. Sota fons d’aquesta repressió, el Festival d’Eurovisió mai va veure cap cançó en llengua catalana, tot i que Espanya s’hi va presentar amb un munt d’artistes catalans. Peret, Nina Morgan, Sergio Dalma, Alejandro Sabad, Marcos Llunas, Beth o el Chikiliquatre. I, aquests, són artistes, llevat de Peret, postfranquistes.
Entre TV3 i Andorra Televisió es va muntar el programa 12 Punts amb què es va triar la primera representant d’Andorra a Eurovisió. La Marta Roure va mirar d’emportar-se els “12 punts” en una gala protagonitzada per la ucraïnesa Ruslada i el seu Wild Dances, tot un èxit a Europa. El Jugarem A Estimar-nos de la Marta Roure havia posat tot els mitjans per arribar-hi amb un videoclip que feia promoció dels paisatges més bucòlics d’Andorra. Catalans i andorrans varen triar juntament la primera cantant a representar el microestat en llengua catalana. Un ítem històric. Malgrat tot, Marta Roure no va passar a la final i tot i això va treure un disc molt exitós als Països Catalans.
La participació andorrana al festival va posar èmfasi en un país que tot de cop va descobrir que també cantava. El descobriment és d’alçada, sobretot quan la premsa es va adonar que els andorrans músics eren molt adaptes al rock dur i actualment s’ha volgut veure aquesta època com una edat daurada del rock andorrà. Però, a Eurovisió, s’hi va veure molt més que rock. L’andorrana Marta Roure, la danesa Susanna Georgi o la catalana Gisela hi varen aportar el toc més pop. Els andorrans Anonymous hi varen proposar skate punk i tot un missatge ecologista. La neerlandesa Maria Van Wal hi va participar amb una proposta baladesca i ben original mentre que la catalana Jennifer va mirar d’entrar a la final del concurs amb un cabaret baladesc i pop que trencava amb els codis de la bellesa femenina.
El públic català va descobrir el duet Bis a Bis i molts artistes andorrans varen aconseguir passar les fronteres i tenir èxit als Països Catalans. És el cas dels Lexu’s o del mateix Lluís Cartes. Lexu’s va rebre el premi de Disc de l’any en català al 2004 i en Lluís Cartes va mirar de representar Eurovisió a Andorra amb Exhaust. Tot i que no va ser triat, va tenir un gran èxit amb el seu àlbum en solitari. El microestat va viure la primera onada beatlmanïacana amb els Anonymous. El grup va ser el més ben valorat a tot Europa. Les imatges dels Anonymous varen ser de les més sol·licitades per la premsa estrangera. El grup va estar a dos punts de poder passar a la final si no fos perquè el públic va atorgar dos punts més a Portugal.
Als PPCC molts eurofans varen muntar plataformes digitals per tal de promoure la participació de Catalunya a Eurovisió. El single dels Anonymous va ser número 3 a les llistes d’èxit d'Espanya i el CD del programa 12 Punts va constituir el primer àlbum cantat en català a penetrar les llistes d’èxits d’Espanya. Niki Francesca, líder de la banda de punk andorrana, va mirar més endavant d’encetar carrera en solitari amb el single “Born in the 80s”. Aleshores RTVE es planteja que potser això de cantar a Eurovisió en català tampoc no és un crim i obre el primer càsting en què hi permet música cantada en qualsevol llengua del país. Tot i que no es va triar cap proposta en català, gallec, basc o occità, la realitat és que Espanya ha tornat a la censura d’ençà. L’any 2011 Lucía Pérez va voler presentar-s’hi cantant el seu èxit Que me quiten lo balao en gallec però la direcció d’RTVE va prohibir-ho i la gallega va haver de promoure’s en llengua pròpia a Galícia passat el certamen. Ironia de la història, aquell mateix any França presenta per primer cop a la història, una cançó en llengua corsa (Sognu). La va cantar Amaury Vassali. Un artista de gran veu que va mirar d’emportar-se el premi amb un baladesc de tall operístic.
Finalment, el Festival d’Eurovisió va permetre donar publicitat al microestat. Més que als Jocs Olímpics en què aleshores hi brillava el nadador andorrà Ocine Haciane, el fet d’haver de cantar els 12 punts davant l’audiència més gran del planeta va permetre situar el país al mapa de molts europeus que ni tan sols coneixien de la seva existència. RTVA va decidir no tornar-se a presentar mai més al festival després que esclatés la crisi econòmica del 2008. Manca de pressupost, cost elevat de la participació, el nou govern estima que Eurovisió és un luxe que davant la crisi econòmica, no es pot permetre.

#### La Marató de TV3
La Marató de TV3 es va estrenar per primer cop als anys 1990. La idea d'una marató sorgeix a França. En aquest país rep el nom de Téléthon. Als PPCC, la Corporació Catalana de Mitjans Audiovisuals, entenent-se com a servei públic, reprèn la idea francesa i la importa a territori nacional per tal de donar suport financer a la recerca en malalties com el càncer o l'alzheimer.
La iniciativa va ser exitosa. Tan exitosa que a la segona meitat de la dècada dels 2000, la direcció es planteja vendre discos amb música per tal d'incrementar la recol·lecta de fons i, així, ajudar amb més diners la recerca contra les malalties. Un idea que amb el temps ha permès fer cantar artistes castellans en llengua catalana o que ha permès la traducció d'èxits mundials a la llengua catalana.
Per això es podria dir que la Marató de TV3 ha estat un impuls igualment de la música cantada en català. Quelcom que retrobem altre cop a França. Allà l'associació Resto du Cœur es proposen a cada any recollir artistes d'èxit de la cançó francesa per fer-los actuar en concerts i vendre d'aquesta manera els discos derivats. L'objectiu és recollir-ne els beneficis i reservar-los als desafavorits de tota França. Però, per tant, amb el temps aquest iniciativa s'ha tornat un impuls per la música cantada en francès. Així els Enfoirés són protagonistes cada any a tot França. Es tracta del nom dels artistes que es reuneixen per tal de fer avançar el projecte Resto du Cœur.
Vet aquí èxits de la Marató:
Manolo García (Noies voramar), Sergio Dalma (No et deixis), Núria Feliu (Història repetida), Cheb Balowski (No em penedeixo de res), Albert Fibla (No em deixis, no), Gertrudis (Imagineu), El Canto del Loco (Pot ser), Dyango (Que fantàstic, el món), Elena Gadel i Víctor Estévez (Cap cim és prou), Dani Flaco (Que tinguem sort), Gossos (Tens un amic), Lluís Cartes (Amo de la soledat), Gisela (La vida és bella), la Oreja de Van Gogh (Només tu), Lax'n'busto (Viu la vida amb mi), Antonio Orozco (Tendresa), Peret (Vine amb mi), Pastora (Em vindràs a buscar), Lolita Flores (Al meu carrer), Estopa (El quarto dels trastos), Chenoa (No estàs sol), Manolo Escobar (I resistiré), Sidonie & Love of Lesbian (Somriu), Conjunta (Ja surt el sol), Dept (Sense tu), OBK (Si em tens aquí), Paul Carrack (Tan sols), José Mercé (No ploris més), Lorena (Ets la millor), Luis Eduardo Aute (Els carrers de Filadèlfia), Jarabe de Palo (Em sento bé), Mishima (Herois), Wantun (Tard, tard, tard), Mojinos Escozíos (Missatge a l'ampolla), Beth (Prop dels estels), Sergio Dalma (Em dones força), Ana Torroja (Per sempre més), The Pepper Pots (Brilla), Malú (No tinguis por), La Pegatina (L'aire és ple d'amor), Melendi (Ulls dolços), Lídia Guevara (Ho faig per tu), etc.

#### Elstriunfitosen català

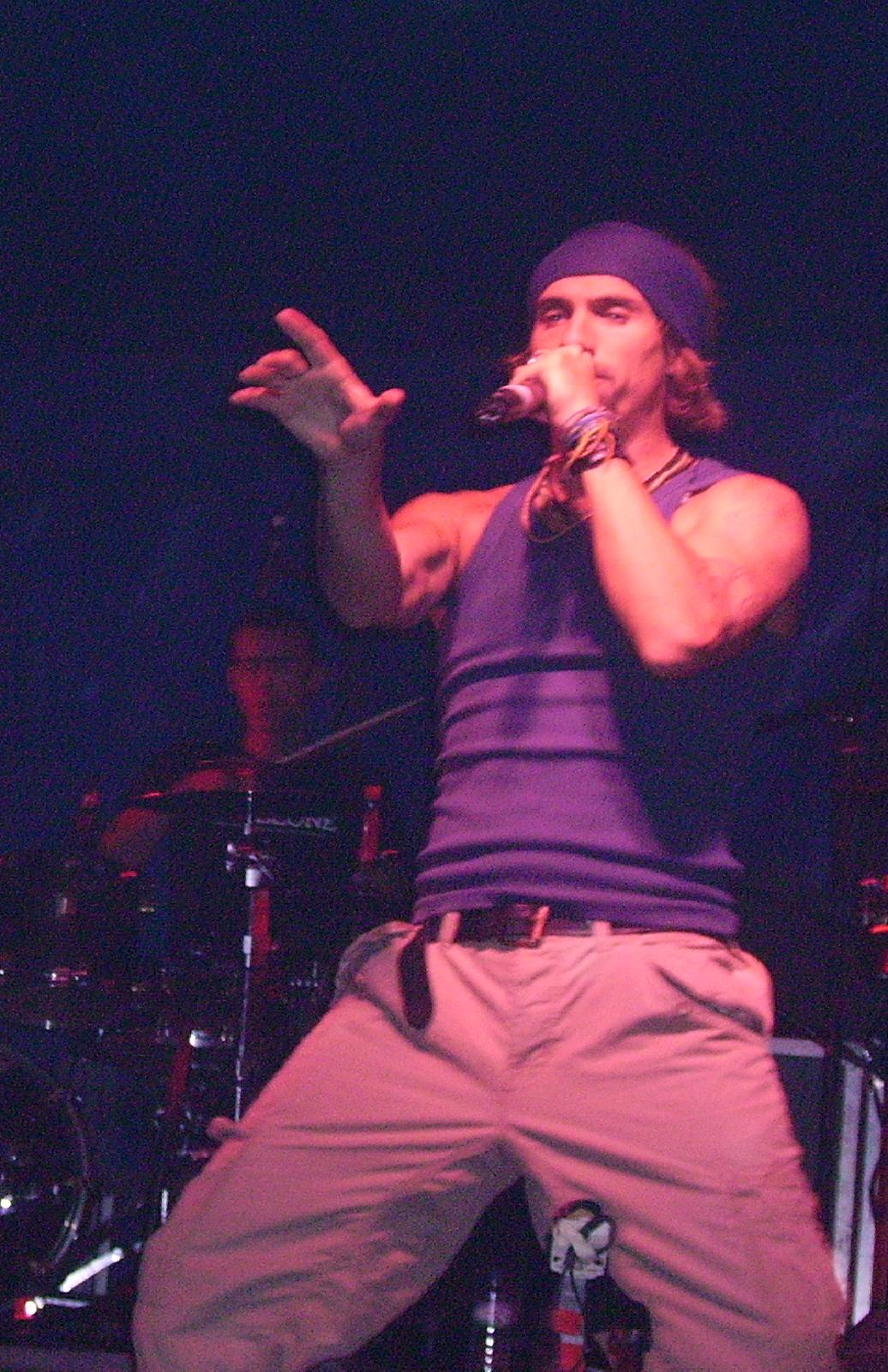
Macaco també es va proposar de traduir els seus èxits en català. No fou l'únic, també es pot comptar amb Pastora que va saltar a la fama a l'estat hispànic amb No me llames dolores, llámame Lola

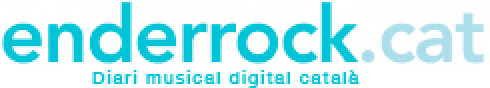
La revista Enderrock va voler llençar premis per tal de potenciar els i les cantants en llengua catalana.

La música cantada en català viu una època agre i dolça al mateix temps durant la dècada dels 2000. Agre perquè al regne hispànic això de cantar en català o basc no fa fila de res. Racisme sistèmic, cantar en català o gallec és la garantia de no sortir mai de l'anonimat. Cap discogràfica de grans dimensions vol promoure el català. La radiofórmula 40 Principals prohibeix explícitament música en llengua catalana, basca, gallega o occitana. Les minories nacionals són menyspreades i arraconades. Si no fos per la llei, que apareix com a defensa d'aquestes minories, les ràdios hispàniques ni tan sols emetrien hores en llengua catalana. Endemés, l'onada OT va contribuir a arraconar encara més la música cantada en català, de manera que aquesta no tenia cap mena de visibilitat.
Però, amb tot, també hi va haver una dècada dolça per la música cantada en català. El fet que Andorra accedís a presentar-se al Festival d'Eurovisió va permetre fer circular pop contemporani en català a les ràdios dels Països Catalans. És el cas de la Susanna Georgi i el seu Get A Life que va ser molt difós o la mateixa Marta Roure que va tenir gran èxit amb el seu primer àlbum en solitari, Nua. Alhora la música cantada en català es va diversificar enormement. Per primer cop se sentia música rap en català, techno en català, dance en català, a més de les noves tendències del pop-rock. Es poden destacar artistes tan dispars com ara Wantun, Mishima, Els Pets, Marta Roure, Obrint Pas, Dani Flaco, La Porta del Somnis, El Nota, Cesk Freixas, Berta o Gossos. Èxit indiscutible i probablement himne de la dècada: els Lax'n'busto amb Llença't.
Davant la situació precària de visibilitat la llengua catalana, el govern tripartit català resol legislar i, avui, es podria dir que la iniciativa és de les millor que va prendre el govern català amb relació a la llengua catalana. De fet, ha estat profitós per a Andorra, a més de tots els Països Catalans. La idea prové de França. A la dècada dels 1990 Toubon promou una llei de paritat per a les ràdios franceses. Els obliga a emetre un 50% de música en francès amb contingut lletrista de 50% en francès. El cas era donar aires a la música cantada en francès que es troba poc visibilitzada als mèdia degut al creixement de la música anglosaxona a tot el món. El govern català resol que a Catalunya el 3% de les cançons emeses han de ser en llengua catalana i això va donar al català una gran força passada l'onada Operación Triunfo.
També s'ha de dir, però, que molts triunfitos catalans varen traduir els seus èxits al català. És el cas de Gisela amb Sola, Més enllà, Tu ru tu, etc, Chenoa amb Fantasma, Víctor Estévez amb Juguem per Vèncer, etc. Dins la fornada Popstars caldria destacar a Roser amb Foc, Sentir la teva boca (Boca a boca), la Bèstia, etc. La mateixa Roser es va atrevir a cantar l'himne del Barça. Les traduccions s'acaben presentant, tot i això, com a regal que fan els artistes als fans, i per això mateix, molts cantants d'OT resolen desfer-se de les imposicions i començar a cantar plenament en català. La catalana Beth, el català Víctor o el concursant Joan Tena i Aran en són exemples. La Beth ha estat la més reeixida de totes i, malgrat tot, caldrà esperar el final de la dècada dels 2010, per veure un artista cantar català a la gala d'OT. Fou el cas de Miki Núñez que d'ençà difon èxits pop, rock i altres gèneres en català i castellà, a més d'haver col·laborat amb la basca Izaro, duet del qual surt l'èxit de vendes Escriurem. Miki constitueix el primer artista d'OT que es nega a fer del català un complement i l'anivella al castellà. Quelcom que li ha valgut crítiques perquè a Castella cantar en català és un "error", de manera que la pròpia Shakira, que es va atrevir a cantar el Boig per tu en català i castellà, va ser malanunciada a Castella.
 Allò interessant a apuntar és que malgrat la no visibilitat i el vici intel·lectual contra la competència que havia posat en marxa Castella, als Països Catalans hi ha lloc per a innovació. És el cas dels Pirat's Sound Sistema, un grup que va saber adaptar el català a les noves tendències de la Península Ibèrica. Efectivament, el grup angolès Buraka Som Sistema es torna molt popular als països de parla portuguesa amb un so electrònic barrejat al kizomba, l'èxit més destacat dels quals va ser Weke. Els Pirat's Sound Sistema en són un símil a la catalana. En aquest mateix sentit la Roser va ser una artista molt capdavantera en música tal com es pot apreciar als seus dos singles Foc i Sentir la teva boca. La banda SAPO va barrejar heavy metal amb rap.
La Llei ha permès que els 40 Principals Andorra i Catalunya emetin en llengua catalana però sortint d'aquests dos territori catalanòfons, l'emissora es va negar a emetre música en català, com és el País Valencià o les Illes Balears; el Partit Popular va buscar la manera de tallar totes les emissions en llengua catalana de ràdio i televisió al País Valencià de manera que Canal 9 va tancar després de la corrupció que hi va promoure el partit, a més de ràdios com Flaixbac, la qual va tenir dificultats davant l'animadversió cap a la llengua catalana. A més d'això, els 40 Principals acabaren emetent música en català com a normativa, sense fer promoció expressa dels seus artistes. Això fa que malgrat que grups com ara DEPT, La Pegatina o Filippo Landini no tinguessin presència a la "llista d'èxits" dels 40 Principales, sí que eren demanats. Així doncs quan Els Catarres es tornen un fenomen a tots els PPCC i Andorra, trobant-se al número u de l'iTunes Store, no tenen dret a ser a la "llista d'èxits" de l'emissora. La mateixa Roser acaba denunciant acords orals amb què l'emissora propulsava a l'èxit a grups o artistes que pagaven.
Ràdio Flaixbac davant una situació com aquesta, resol promoure artistes 100% nacionals que cantin en català o castellà, sense diferències i donant-los l'altaveu que els 40 Principals els negava. És així com durant la dècada dels 2010 Nil Moliner salta a la llista dels èxits d'Els 40 Principals. Però, alhora, TV3 va participar enormement a la difusió de la música cantada en català. Cada estiu estrenava singles en català i l'èxit va portar a RTVA a mirar de fer el mateix. TV3 es proposa llavors de promoure el català també durant l'hivern i és així com se sentirà per primer cop als Estopa cantar una nadala en català. A banda, antics veterans, com Sergio Dalma, decideixen traduir els seus èxits al català i, per tant, es podria dir que malgrat el vici que fomenta els 40 Principals i el règim hispànic contra el català, la música catalana ha acabat triomfant. A la dècada dels 2010 els grups en català viuen un esclat. La Porta dels Somnis, veient l'èxit que recollien en llengua catalana, es dediquen llavors a cantar únicament en català.

## Àfrica

### Èxit de les antigues colònies portugueses i franceses

#### El kizomba

Bandera d'Angola, país on neix el kizomba.

El terme kizomba deriva de la paraula angolesa kimbundo (nom de llengua) que significa festa. Se sap que és un estil de música i dansa. Aquest estil africà es va originar als anys vuitanta i està vinculat a les festes del poble africà que van resistir l'esclavitud. Aquestes festes eren representatives de la llibertat i la fraternitat.
Com a gènere musical, el kizomba va néixer de la fusió entre Semba i Zouk. A Portugal no hi ha molt rigor en l’aplicació correcta de la paraula perquè el terme kizomba es fa servir de qualsevol manera per a qualsevol tipus de música derivada del Zouk. Això és així pel gran èxit que el kizomba ha tingut a Portugal durant la dècada dels 2000.
El kizomba atreia perquè es presentava com un tipus de ball extremadament sensual, on l'home ret homenatge a tota la sensualitat femenina. Es va tornar popular a Portugal gràcies a l'angolès Anselmo Ralph, una estrella amb majúscules al país lusòfon. Allà hi rep nombrosos premis i exporta el gènere a Amèrica Llatina, passant en primer lloc pel Brasil. El seu single Não Me Toca és un dels nombrosos èxits que va recollir del seu primer àlbum de llançament, História de amor. Amb aquest àlbum arrib a ser premiar per l'MTV Europe Music Awards.
Al Brasil el kizomba hi penetra amb molta força a la dècada següent gràcies a la cantant Kelly Key. Ray Robbson exporta l'estil a Amèrica Llatina, on troba lloc en cantants com ara Humberto & Ronaldo, Pedro Paulo i Alex, Zé Henrique & Gabriel, Zé Ricardo & Thiago, Cácio & Marcos, Gabriel Valim, KondZilla, Deckdisc. Les nits de festa major a tot Portugal passen a substituir vers el final de la dècada dels 2000 i inicis dels 2010 la música llatina i el reaggeton del món llatinoamericà en castellà per la música kizomba. Les compilacions es tornen un mercat lucratiu per aquest tipus de música.

#### El kuduro
El kuduro és un altre tipus de música i ball sorgit a Angola que va conquistar Europa, més enllà dels territoris de parla lusòfona. La cara més visible a tot Europa foren el duet Don Omar i Lucenzo que posaren a ballar en l'espai d'un estiu a tot Occident. Però el kuduro remunta a la dècada dels anys vuitanta del segle vint. La seva característica és un so enèrgic, un compàs de 4/4 ràpid i molt ballable. Els productors inicialment varen voler barrejar música tradicional de carnestoltes com el soca i el zouk del Carib amb semba. El resultat final dona el Kuduro.
Aquest nom es treu del ball kuduro que fa pensar en moviments dur, bruts i de pelvis exagerats, gairebé agressius. Concretament, la idea d'un kuduro neix amb la pel·lícula de Jean Claude Van Dame a Kickboxer. El contingut lletrista es caracteritza per la seva simplicitat i humor. Normalment s'escriu en portuguès i llengües angoleses com l'umbuntu, kimbundo o kikongo. S'hi poden destacar artistes com Nagrelha, Sebem, Nellisbrada Catchenhé o Namayer. Altres grups com els Buraka Sound Sistema varen barrejar el kuduro amb música electrònica.
El kuduro ha originat tres generacions i és precisament a la tercera que es torna un èxit internacional amb Lucenzo. De la tercera generació es pot destacar Os Turbante, Os Agres, Os Vaganbanda, Os Kalunga Mata, Os Granadas, Agre G, Costuleta, Puto Prat feat. Bruno M, Nakobetae Puto Português, Titica Kuduro Dance Queen, Fofando & Saborosa, Os Lambas, etc. De les generacions anteriors, cabria posar l'ull sobre Rey Weba, Sebem, Tony Amado, Camilo Travasso, Os Inqueridore, Queima biLHAS, Máquina do Inferno, Pai Disel, Dog Murras, Virgílio Fire, Rei Ta Nice, Nayo Craizy e Puto Naveia, etc.

#### El zouglou
Alliberat ara fa 20 anys de les residències universitàries d'Abidjan, entre el rebombori de les batalles democràtiques, la música zouglou ha aconseguit unir sota una mateixa bandera la joventut d’una Costa d’Ivori dividida i té la intenció de continuar fer ballar l’Àfrica i més enllà.
A principis de la dècada dels 2000, el grup Magic System, format per quatre nois dels barris obrers de la capital econòmica ivoriana, va donar notorietat internacional a aquest ritme viu gràcies al hit "Premier Gaou", una faula sobre els contratemps sentimentals d'un jove ingenu. Però l'acte de naixement del zouglou es remunta al 1990. Som al final del regnat del "pare de la nació" Felix Houphouët-Boigny (1960-1993), l'any de la introducció de la política multipartidista i de la creació de la Federació d’Estudiants de Costa d’Ivori (Fesci), un sindicat cridat a esdevenir tan poderós com sulfurós a causa de les seves pràctiques de vegades violentes. Reunits cada vesprada als espais verds dels campus metropolitans, els estudiants de Fesci canten la seva vida quotidiana al so dels tambors i denuncien les seves condicions de vida: neix la banda sonora d’Abidjan.
El "Parents du campus" és el primer grup que llança un disc de Zouglou: el títol "Gboklo Koffi" (sobrenom de la hiena dels contes tradicionals de la Costa d'Ivori, que s'utilitza aquí per designar Houphouët-Boigny) aporta èxit rebel·la a una societat ancorada a nivell nacional. Des de llavors, la febre "zouglou" no s'ha reduït, malgrat els sobresalts ivorians dels darrers anys. Encara que s'associés durant un temps als "joves patriotes", partidaris radicals del poder (el seu líder Charles Blé Goudé també és un empresari de la indústria del Zouglou), aquesta música ha estat adoptada per tots els camps.
L'arribada del zouglou a França va obrir les portes a molts i moltes artistes africans de parla francesa. Els Magic System són només la punta d'un èxit global en escoltar-se a l'Àfrica i els països francòfons. Es poden destacar els Yodé & Siro, Petit Denis, Espois 2000, Les Gragistes, Les Patrons, Soum Bill, Fitini, Didier Bilé, Les Pivoines o Awa Maïga. L'èxit de la música de la Costa d'Ivori porta molts francesos a enregistrar àlbums amb música africana. És el cas del francès Yannick Noah, antic tenista, o de Corneille, nascut al Canadà. YouTube, per la seva banda, va portar a l'èxit intèrprets tan insòlits a França i les excolònies franceses com en Kamini i el seu "Marly-Gomont".

### Música àrab

#### A la conquesta d'Europa
La música cantada en àrab, turc i altres llengües semítiques pren una volada importantíssima en començar el segle xxi. No només als països àrabs, sinó també a la resta del món. Al Brasil, per exemple, artistes com ara Tarkan, Cheb Khaled o èxits com Şımarık fan les delícies de la televisió. La telenovel·la O Clone explota un tipus de música que a oïdes occidentals és gairebé exòtica. Les ràdios brasileres es van omplir de música àrab i turca. Gràcies a això el mateix Tarkan va poder signar un èxit internacional com va ser Şımarık.
Eurovisió va projectar a tot Europa èxits turcs com ara Hadise i el seu Düm Tek Tek que va entrar sorprenentment a les llistes dels més venuts del Regne Unit. Hi haurà èxits tan sonats com els de Sertab Erener i el seu Everyway That I Can que va sortir de Turquia i amb la victòria eurovisiva a la mà va recórrer tot el planeta. Altres èxits són Kenan Doğulu amb Shake it Up Shekerim, Athena amb For Real, Mor ve Ötesi amb Deli, Hadise amb Düm Tek Tek, maNga amb We could be the same, etc, i ja cap a la dècada dels 2010 trobem el desamor d'Emir amb Makina.
A França i als països francòfons durant la dècada dels 2000 hi ha tot un ambient d’amor entre el Magrib i l’antiga metròpoli. La francesa Leslie i el marroquí Amine hi llencen un èxit de vendes fulminant (Sobri) que hi va obrir la porta a la música cantada en àrab amb tocs arabescos. El públic francès va apreciar fins i tot música àrab a la Star Académy. De fet, alguns triomfets eren d’origen àrab i mostraven un talent que la premsa com el públic admiraven. De la fornada Popstars francesa, la triomfeta Sheryfa Luna va atrevir-se amb un gran homenatge a Algèria: Je Reviendrai.
Nota: tot entrant als 2010, Khaled fa èxit a França amb C’est la vie. La cançó va ser l’himne del mundial del 2012 i ha estat represa a l’Arab Pop Idols. Ha compartit èxits amb artistes francoàrabs com ara Faudel. Faudel va recollir resultats molt positius amb el seu repertori a la dècada dels 2000 a França i la resta de països francòfons.
La música àrab que s’havia sentit a Europa o el coneixement que Europa i tot Occident tenien de la música àrab era essencialment medieval. La música àrab comença efectivament a l'edat mitjana i, com tota música d’època, era religiosa. La música estava prohibida al món àrab en aquella època de conformitat amb allò que estipula l'Alcorà. L'única melodia que es podia sentir venia del corrent xiïta que era molt més oberta i que cantava amb slams, ben bé amb recitacions de l'Alcorà. L'evolució i el creixement del món musulmà d'aquella època porta la música a incorporar-se progressivament a la Cort fins que grans pensadors com ara Farabi acaben demostrant devoció per la música.
És amb l'Imperi Otomà que la música àrab pren una gran volada degut a un context de nacionalisme exacerbat. Es conforma amb això una música exquisita que pren el nom de música turca i que no és altra cosa que un mix entre la tradició musulmana musical i sons provinents de les minories que jeien sota l'Imperi Otomà com ara música grega, iraniana, jueva o kurda. Els solos hi són molt destacats. D'aquesta base, moltes nacions veïnes acaben conformant el seu propi so, com és la música armènia, àzeri, romaní, etc. Aleshores es diferencia música religiosa, dita musulmana, i música àrab, dita popular.
Durant el segle XX la música àrab i turca adopten alguns patrons de la música contemporània, sobretot la música produïda al món anglosaxó, fet que d'occidentalitza el món àrab. Alhora cal afegir-hi música gitana provinent de la regió castellana d'Andalusia i que es popularitza des d'Algèria. D'aquí sorgeixen nous gèneres, com la música raï, amb fama internacional. En efecte, la música rai s'exporta durant el segle XX al Marroc, Tunísia, Somàlia, Líbia o Egipte. A França el contacte amb la música àrab hi dona un derivat de l'R&B -dit Rai'N'b.
Amine va tenir molt bona acollida als països francòfons on el seu primer àlbum va estrenar-se amb vendes molt sucoses als 2000. El duet entre Leslie i Amine li va valdre a la francesa prop d'1,5 milions de discos en solitari.

## Oceania

### Pop

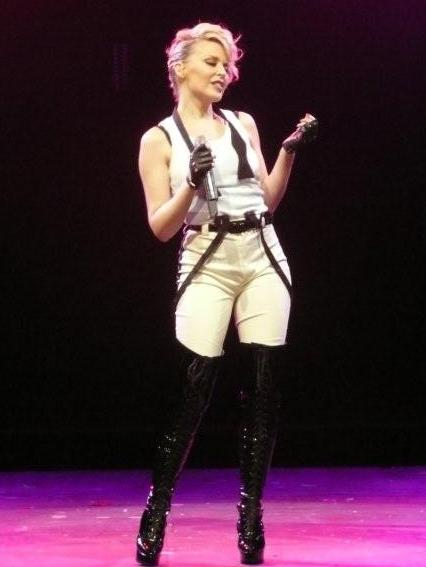
Kylie Minogue.

L'artista australiana més reeixida, Kylie Minogue, encara tenia una enorme presència a l'escena musical australiana amb els quatre àlbums que va publicar durant la dècada, sent X l'últim, i ocupant el número u junt amb el seu senzill principal "2 Hearts".
Delta Goodrem, ex-estrella del programa Neighbours, va publicar al 2003 el seu àlbum debut Innocent Eyes, que es va convertir en un èxit de enorme: va arribar al número 1 i es va quedar 29 setmanes no consecutives, sent certificat disc de platí per haver venut més d’un milió de còpies, el segon sobretot a Austràlia.
A Nova Zelanda, la cantant de pop Brooke Fraser ha veure un gran èxit al llarg de la dècada amb cançons número u i incomptables premis als New Zealand Music Awards. Altres artistes populars són: Aaradhna, Vince Harder, Anika Moa, Gin Wigmore, l’àlbum de debut Holy Smoke va arribar al número u de Nova Zelanda al 2009 i Ladyhawke, que va obtenir un èxit internacional substancial després del llançament del seu àlbum debut homònim al 2008, va arribar al número u de Nova Zelanda i es va situar entre els vint primers d'Austràlia i el Regne Unit. Al 2009 va rebre diversos premis musicals a Nova Zelanda i va ser nominada als premis BRIT al 2010.

### Rock
Durant els primers anys d’aquesta dècada es formen molts grups nous de rock i rock alternatius. Grups com The Vines i Jet esdevenen molt populars entre d'altres al voltant del 2002-2003, obrint el camí a una gran quantitat de grups nous a mitjan dècada com Wolfmother. Altres artistes populars a descatar foren Powderfinger, The Vines, You Am I, Silverchair, AC/DC, Pendulum, The Living End, Spiderbait, Grinspoon, Kisschasy i Eskimo Joe.
Molts artistes de rock de Nova Zelanda van tonar-se populars al llarg de la dècada de 2000, com Evermore, The Feelers, Neil Finn, Tim Finn i Liam Finn.

#### Rock alternatiu
Des del 2003 fins al 2007, un popular programa de televisió nord-americà, The O.C., va popularitzar moltes bandes de rock alternatiu de Nova Zelanda que es presentaven com a banda de la sèrie. Entre aquestes bandes hi havia Evermore i Youth Group.

### R&B i Soul
Tot al llarg de la dècada dels 2000, l'R&B i la música soul van esdevenir populars a Austràlia i Nova Zelanda. La majoria d’artistes australians de R&B de principis de la dècada dels 2000, com ara Guy Sebastian, Paulini i Ricki-Lee Coulter, eren coneguts com a concursants de l’Australian Idols i s’havien establert al mercat de la música australià gràcies als realities xous.
El disc debut de Guy Sebastian As I Am va debutar al número u de la llista d’àlbums ARIA i va ser certificat sis vegades platí per l’Australian Recording Industry Association (ARIA), convertint-se en l’àlbum més venut mai publicat per un concursant del Pop Idols australià. També ha rebut 14 nominacions als premis ARIA Music Awards i és l’únic artista masculí australià de la història de la música australiana que ha aconseguit cinc senzills número u.
Guy Sebastian inaugura la dècada dels 2010 amb una gran aparició a Eurovisió. S'hi presenta per primer cop com a representant del seu país i la seva proposta es va trobar a dos dits d'haver guanyat el concurs. El públic europeu va rebre'l els braços oberts.
Altres artistes australians de R&B/soul de principis de la dècada dels 2000 són Jade MacRae, Israel Cruz, el duet femení Shakaya i el grup de nens Random, que van ser més coneguts per haver guanyat l'X Factor australià del 2005. A finals de la dècada dels 2000 el concurs és al seu auge gràcies a Stan Walker i subcampiona del 2006 Jessica Mauboy.

### Hip Hop
A principis d’aquesta dècada, el hip hop australià va consolidar l’èxit a través d’un trio de hip-hop d’Adelaida, Hilltop Hoods. Es van convertir en el primer equip de hip hop australià amb èxit, seguit d’un trio de Sydney Hip-Hop, Bliss'n'Eso. Cadascun ha estat premiats per l'ARIA.
L'escena hip hop neozelandesa ha vist l’èxit d’artistes com, Scribe, Savage, Smashproof, David Dallas, Young Sid, Nesian Mystik i P Money. Al 2009 Smashproof i Gin Wigmore van col·laborar en l’èxit del senzill Brother, que es va quedar al número u de les llistes de Nova Zelanda durant onze setmanes, batent el rècord de 23 anys de la cursa consecutiva més llarga al número u de les llistes d’un artista local. El senzill també va aparèixer a Alemanya.

## Àsia
Amb el ràpid desenvolupament de les economies asiàtiques durant la dècada de 1990 i 2000, les indústries musicals independents d'Àsia han experimentat un creixement considerable. Països asiàtics com el Japó i l'Índia tenen alguns dels mercats musicals més grans del món. Amb el suport dels seus propis grans mercats, les llistes musicals a Àsia han estat dominades en gran manera per artistes locals, amb molt pocs artistes del món occidental.
El J-pop i el K-pop s’han deixat influenciar cada vegada més per l'R&B contemporani, la música hip hop i l’Eurobeat, i s’han popularitzat a tota la regió de l’Extrem Orient. Mentrestant, a la regió del sud d’Àsia, l'escena pop independent de l’Índia, sovint caracteritzada per la seva fusió de sons indis i no indis, ha començat a competir cada vegada més amb la popularitat de la música de Bollywood a la regió. Al sud-est asiàtic, especialment a Singapur i Indonèsia, el jazz ha experimentat un renaixement a la segona meitat de la dècada.

### Pop

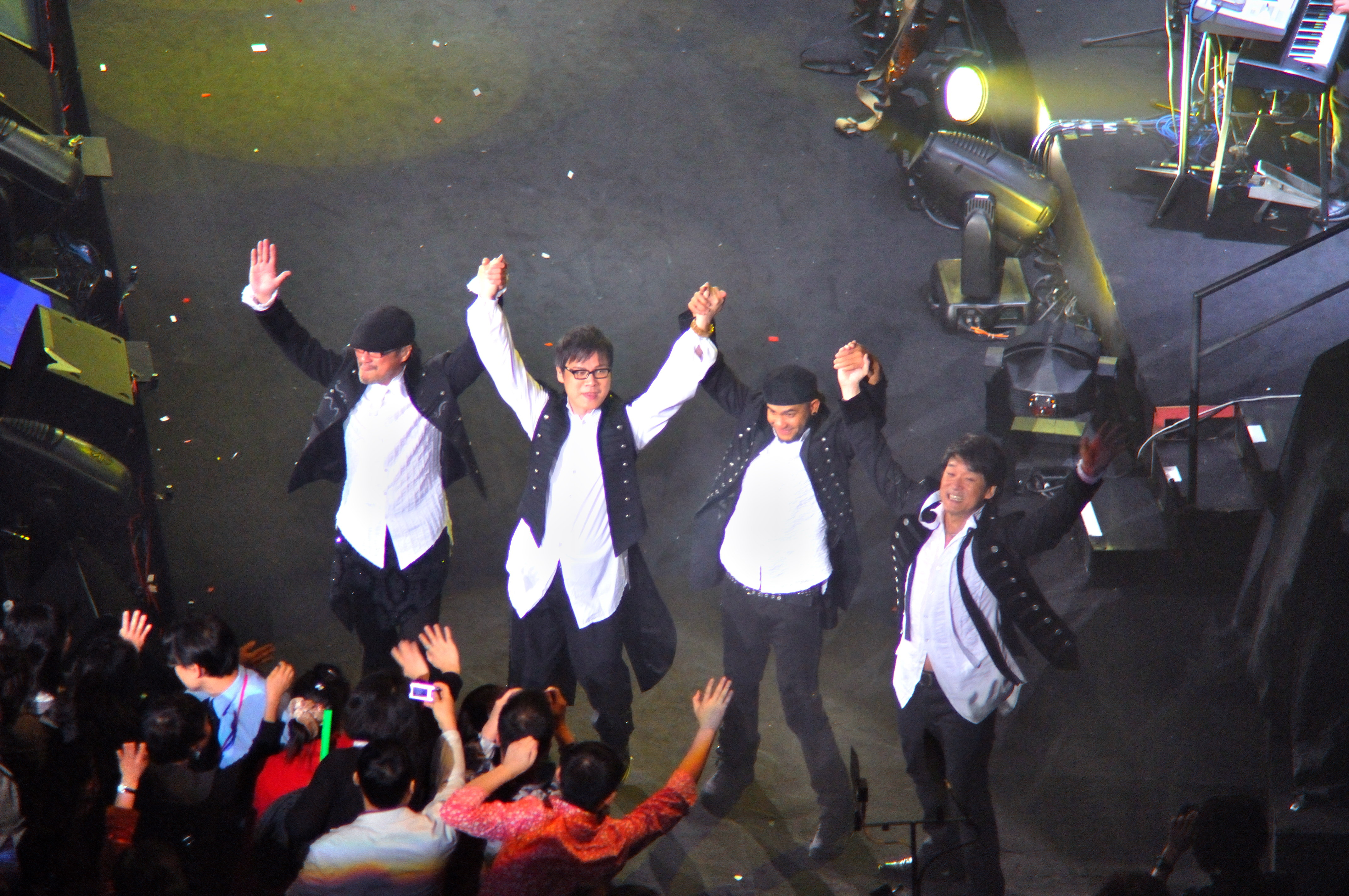
Superband, Taiwan

La majoria dels grans cantants de pop asiàtics que havien sigut populars als anys noranta, com Jacky Cheung, Panda Hsiung, Dick Cowboy i Andy Lau, varen continuar relativament tranquils als anys 2000.
L'aparició a Hong Kong, William Hung, d'American Idol (2004), va donar popularitat a molts molts artistes locals de l'Àsia oriental i del sud-est asiàtic. Això va donar lloc a una nova generació d'artistes locals joves, tant cantants solistes com grups, que van aconseguir èxits durant aquest període. Hung celebraria més endavant el seu primer concert en solitari a l'Esplanade Theatre de Singapur.
Un dels primers èxits van ser el grup de nois taiwanès F4, que amb el seu primer gran èxit "Meteor Rain", del disc del mateix nom, els va permetre establir-se com el grup de nois dominants de la primera meitat de la dècada. Els quatre membres d'F4 també van tenir èxits en solitari, com "One Meter" de Jerry Yen, "My Friend" de Vanness Wu (una adaptació del poema de Robert Burns "Auld Lang Syne"), Ken Never "Never Stop", i Vic Chou.
Tot i que al 1999 ja havia escrit una cançó, "Snail", que havia estat interpretada per Valen Hsu, Chyi Chin, Panda Hsiung i Power Station, el cantautor Jay Chou va demostrar ser un cantant amb taules. Al seu primer disc en solitari Jay (2000), mostrava una fusió única de música asiàtica amb R&B nord-americà. Chou passaria a convertir-se en la força dominant de la música asiàtica dels anys 2000 i la primera meitat de la dècada següent.
Entre les artistes femenines solistes dels anys 2000, Stefanie Sun de Singapur va ser la més destacada. El seu àlbum de debut homònim del 2000 presentava un remake d'una vella cançó popular de Hokkien, Cloudy Day; i li va valer el premi Golden Melody a millor nova promesa.

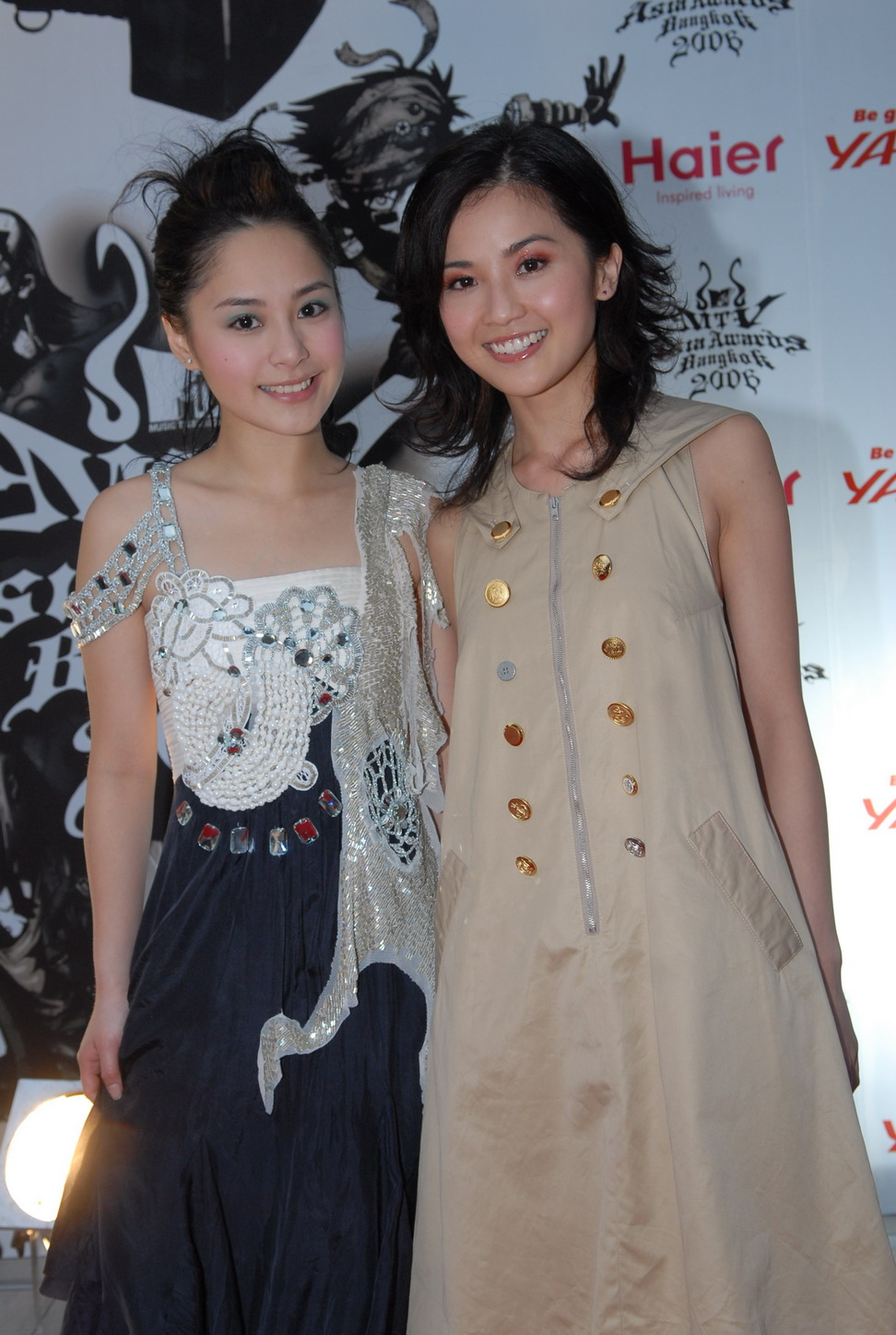
Les Twins.

La compatriota de Sun, la cantautora i guitarrista Tanya Chua, també van gaudir d'un èxit creixent durant aquest període com a líders del Mandopop. Hi tornem a trobar nominacions als Golden Melody Awards. Chua també va escriure cançons o produir àlbums per a altres cantants establerts durant aquest període, per exemple, "Wrong Number" per a Faye Wong.
El grup de noies més popular d’aquest període va ser S.H.E, format per Selina Jen, Hebe Tien i Ella Chen. El seu primer gran èxit, del seu quart àlbum Super Star, va ser la portada de l'"I.O.I.O" dels Bee Gees. Només a Taiwan es van vendre 250.000 còpies de Super Star.
A la segona meitat de la dècada, el jazz va experimentar popularitat a l'Àsia, sobretot després del llançament l'any 2006 del disc debut, Let Me Sing!, del virtuós del jazz indonesi Nathan Hartono, de 15 anys. L'orquestra de vent The Philharmonic Winds, amb seu a Singapur, formada a principis de la dècada, també va tenir un paper important en la reactivació del jazz a Àsia. El 2009, el Teatre Esplanade de Singapur fundaria el seu propi festival de jazz especialment destinat a grups i artistes joves; originalment es deia Bright Young Things, però més tard passaria a denominar-se Mosaic Jazz Fellows.
Els artistes de la música cristiana contemporània també es van trobar a les llistes de música secular asiàtiques per primera vegada durant la dècada de 2000. Mi Lu Bing era una banda de tres peces que originalment havia començat a tocar per al culte a la seva església, però més tard publicaria àlbums i cançons de temàtica secular, incloses les seves cançons de la sèrie de televisió The Golden Path (2007). Sun Ho fou uma altra artista destacada en aquest gènere.
El grup taiwanès SuperBand, format per Wakin Chau, Jonathan Lee, Chang Chen-yue i Lo Ta-Yu, va sorgir al 2008 i va celebrar diversos concerts, llançant dos EP d'estudi, Northbound (2009) i Go South (2010), abans de reprendre definitivament les seves carreres individuals al 2010.
A principis fins a mitjan anys 2000, el gènere musical més popular a Indonèsia és el pop i el pop-rock. Alguns grups com Dewa 19, Sheila On 7, Padi, Radja, ST 12 es convertiren en artistes exitosos i les seves cançons han fet forat entre adolescents i joves.
 Nota: després de l'èxit que el francès Jonatan Cerrada va tenir a França arran e la seva aparició a la versió francesa del Pop Idols (À la Recherche de la Nouvelle Star), i sentint-se deixat expressament per la seva discogràfica, decideix provar sort a la dècada següent a Indonèsia, més concretament a Pop Idols Indonèsia, on hi acaba destacant i tornant-se popular.
Al 2003 va morir Leslie Cheung, de 46 anys, per suïcidi; i Anita Mui, de 40, de càncer de coll uterí. Tots dos cantants eren molt respectats en la música Cantopop.

#### J-Pop

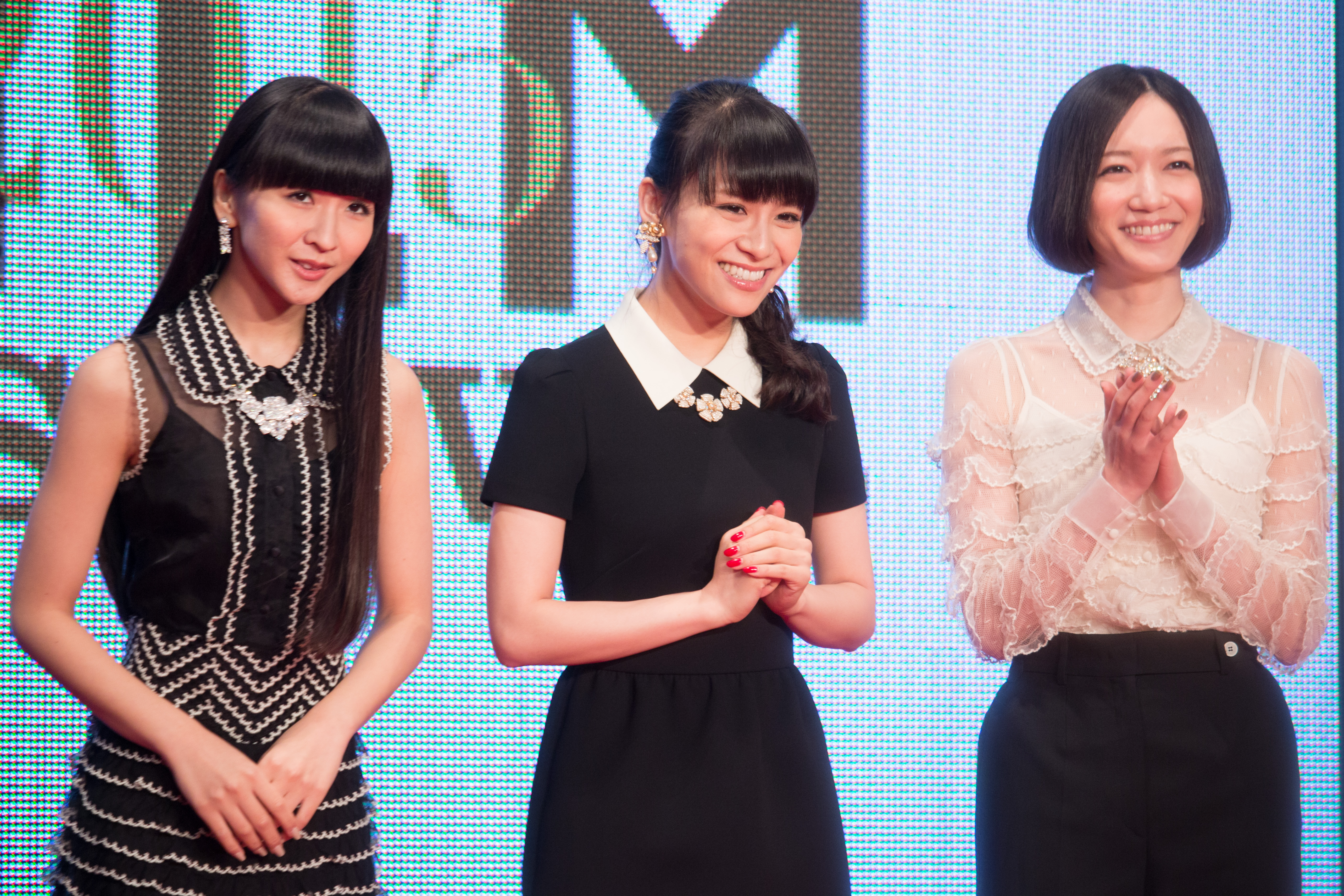
Perfume

El J-pop continua essent popular i continua sent l'estil de música més popular al Japó. La popularitat del pop japonès continua expandint-se per Àsia i la resta del món, amb diversos artistes japonesos que debuten als EUA. El J-pop comença a gaudir d’una gran base de fans en una mesura relativament gran. Continua influint en els estils musicals de tot el món, ja que la cultura japonesa ha esdevingut cada vegada més popular a tot el món. El Japó també es manté com la segona indústria musical més poderosa del món i el segon mercat musical després dels Estats Units. L'R&B és popular al començament de l'era, i el hip hop també es fa més popular a mesura que passa el temps. Al final de la dècada, la música dance i el techno esdevenen els gèneres més populars. El pop Bubblegum continua sent popular durant tota la dècada.
Ayumi Hamasaki es converteix en una de les estrelles japoneses més populars dels anys 2000, experimentant el seu màxim moment en aquesta dècada, passant a ser coneguda com "L'emperadriu del pop japonès" i influint molt en la música, la moda i la cultura pop. Ken Hirai es converteix en l’artista solista masculí més popular. Dives de la dècada dels 1990 com Namie Amuro, Misia i Hikaru Utada també segueixen sent molt populars durant aquesta època.
L'estrella Kumi Koda també es fa increïblement popular en aquesta època, gràcies al seu estil de ball fresc i provocatiu. Les bandes infantils són el format musical més popular en aquest aleshores, i les bandes femenines com Morning Musume (molt populars en el passat) experimenten un descens de popularitat. Tot i que les bandes com Johnny's, sobretot Arashi, es fan molt populars, altres grups vocals com Exile i Tohoshinki també van guanyar popularitat. Grups de pop-rock com Mr. Children, Tòquio i Glay van continuar sent populars. També es fan populars els duets, com ara M-Flo. Com tots els països, la popularitat de la música pop anglesa s’expandeix a un ritme molt elevat.

### Pop a l'Índia

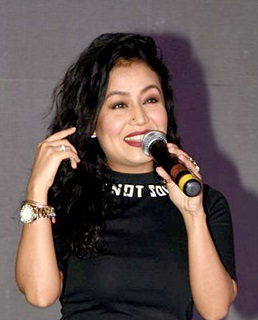
Neha Kakkar a Fever, 2016

La indústria musical índia del segle XX produïda essencialment música Filmi de Bollywood. La dècada dels 2000 va veure una popularitat creixent de la música pop índia independent, amb capacitat de competir amb la música cinematogràfica de Bollywood. La música pop índia va començar doncs a distingir-se de la música mainstream de Bollywood amb la seva fusió de sons indis i no indis, que més tard són influència per la mateixa música de Bollywood. El pop indi ha estat influït en part per Àsia i el so emergent del Regne Unit. S'hi poden destacar artistes com Bally Sagoo, Apache Indian, Panjabi MC, Raghav i The Rishi Rich Project (amb Rishi Rich, Jay Sean i Juggy D). L'Índia té un dels mercats musicals més grans del món, tot i que, com altres països en desenvolupament, pateix nivells elevats de pirateria.
La música índia també ha tingut una influència creixent sobre la música popular al món occidental. La música del sud d'Àsia ha influït en el corrent popular europeu, ja que artistes com Björk, Bananarama, Erasure i Siouxsie and the Banshees han llançat senzills o remescles amb instrumentació sud-asiàtica.
 Nota: la Península ibèrica es deixa seduir per la música índia durant els 2000. El duet catalanocastellà Banghra estrenaren un èxit d’estiu molt sonat amb My Own Way. Videoclip molt bollywoodenc i ritme indi, la cançó va arrabassar-ho tot al seu passatge. La catalana Lídia Guevara, després de l'èxit passatger del grup, va mirar rellançar la seva carrera en solitari i, com la María Villalón es rellança amb la televisió, María Villalón a la versió hispànica d’X Factor. Es poden destacar èxits seus en llengua catalana com ara Ningú com tu o Ho faig per tu.
La música índia també ha influït en el hip hop, l'R&B i la música urbana nord-americana durant la dècada de 2000, fet que inclou artistes/productors com Timbaland, Jay-Z, Dr. Dre, Truth Hurts, The Black Eyed Peas, Missy Elliott i la mateixa Britney Spears. Segons DJ Green Lantern, "els ritmes indis ara s'han convertit en un ítem en l'R&B".
Diverses pel·lícules musicals de Hollywood com el Moulin Rouge han incorporat cançons de Bollywood, mentre que diversos compositors de música índia han guanyat fama internacional, particularment A. R. Rahman que, després d'haver venut més de 300 milions de discos a tot el món. És un dels artistes més venuts de tots els temps. M.I.A., una artista electrònica de Sri Lanka d'origen britànic, incorpora cançons de Bollywood a les seves composicions.